# Vladimir Poutine
Pour les articles homonymes, voir Poutine.
Vladimir Vladimirovitch Poutine (en russe : Влади́мир Влади́мирович Пу́тин [vɫɐˈdʲimʲɪr vɫɐˈdʲimʲɪrəvʲɪt͡ɕ ˈputʲɪn] ), né le 7 octobre 1952 à Léningrad (aujourd'hui Saint-Pétersbourg), est un homme d'État russe. Depuis 1999, il est la figure centrale de l'exécutif de la nation russe, alternativement comme président du gouvernement (1999-2000 et 2008-2012) et président de la fédération de Russie (par intérim de 1999 à 2000 et de plein exercice de 2000 à 2008 ainsi que depuis 2012).
Officier du KGB, principal service de renseignement de l'URSS, il est en poste à Dresde au moment de la chute du mur de Berlin. Il commence sa carrière politique à la mairie de Saint-Pétersbourg, puis devient l'un des plus proches conseillers du Président Boris Eltsine, qui fait de lui le directeur du Service fédéral de sécurité (ex-KGB) en 1998, puis le président du gouvernement de la Russie l'année suivante.
À partir du 31 décembre 1999, à la suite de la démission de Boris Eltsine, il assure les fonctions de président de la fédération de Russie par intérim. Il devient président de plein exercice le 7 mai 2000, après avoir remporté l'élection présidentielle anticipée. Au cours de son premier mandat, il lance une série de réformes importantes pour restaurer la puissance d'un pays en crise économique qui a perdu de son influence dans le monde. Il mène le redressement de l'économie nationale et une politique institutionnelle tournée vers la concentration des pouvoirs présidentiels. Il est largement réélu en 2004.
En 2008, la Constitution lui interdisant de concourir pour un troisième mandat consécutif, il soutient la candidature à la présidence de son premier vice-président du gouvernement, Dmitri Medvedev. Une fois élu chef de l'État, ce dernier nomme Poutine président du gouvernement, qui prend par ailleurs la direction du parti Russie unie et reste l'homme fort du pays, avec un président apparaissant comme plus libéral. Fréquemment accusé d'autoritarisme, Poutine est pour la première fois significativement contesté à la suite des élections législatives de 2011.
Candidat à l'élection présidentielle de 2012 avec le soutien du sortant Medvedev, il retrouve la présidence pour un mandat allongé à six ans. Au cours de cette période, il entend restaurer l'influence russe sur la scène internationale. D'une part, en 2014, dans le cadre de la guerre du Donbass et à la suite d'un référendum local contesté, il annexe la république autonome de Crimée, appartenant à l'Ukraine, un acte considéré comme violant le droit international. D'autre part, il envoie un corps expéditionnaire combattre dans la guerre civile syrienne, en soutien au régime de Bachar el-Assad.
Il est élu pour un quatrième mandat à l'issue de l'élection présidentielle de 2018. Deux ans plus tard, il fait adopter par référendum la non-limitation des mandats présidentiels dans le temps, ce qui lui permettrait de se maintenir jusqu'en 2036 au pouvoir. En février 2022, il déclenche l'invasion militaire de l'Ukraine après avoir reconnu les républiques séparatistes de Donetsk et de Lougansk. Quelques mois plus tard, il annonce la mobilisation partielle, procède à l'annexion de quatre régions de l'est et du sud de l’Ukraine, et menace de l'utilisation de l'arme nucléaire. En 2023, la Cour pénale internationale émet à son encontre un mandat d'arrêt pour crimes de guerre et transfert illégal d'enfants ukrainiens. Il est largement réélu en mars 2024 pour un cinquième mandat, à la suite d'une campagne et d'élections ni libres ni transparentes.
Sous la gouvernance de Vladimir Poutine, la Russie a connu une érosion démocratique et un glissement vers l'autoritarisme. Le pays est caractérisé par une corruption endémique ainsi que par de nombreuses atteintes aux droits de l'homme, dont l'emprisonnement et la répression voire l'assassinat d'opposants politiques, l'intimidation et la suppression de médias indépendants, et l'absence d'élections libres. En 2024, Vladimir Poutine est le deuxième président européen ayant le plus long mandat, après Alexandre Loukachenko de Biélorussie.

## Biographie

### Enfance et adolescence
Vladimir Poutine est issu d'une famille ouvrière modeste dont il est le troisième et dernier enfant. Il est le seul de sa fratrie à atteindre l'âge adulte. Ses parents, Vladimir Spiridonovitch Poutine (1911-1999) et Maria Ivanovna Poutina, née Chelomova (1911-1998), ont eu avant lui deux fils, Albert Poutine et Viktor Poutine. Albert naît dans les années 1930 et meurt en bas âge durant la même décennie, tandis que Viktor naît en 1940 et meurt en 1942 de sous-alimentation et de diphtérie pendant le siège de Léningrad,,. Vladimir Spiridonovitch Poutine, soldat de l'Armée rouge dès 1941, appartient aux divisions positionnées autour de Léningrad, le long de la Neva. Durant les combats contre la Wehrmacht, il est gravement blessé à la jambe gauche.
Ses grands-parents paternels étaient des paysans du hameau de Pominovo, appartenant au village de Tourguinovo (oblast de Tver), au nord de Moscou, installés là depuis la fondation du village au XVIIe siècle. Selon un biographe de Vladimir Poutine, le grand-père, Spiridon Poutine, fut le premier de la lignée à naître après l'abolition du servage dans l'empire tsariste. Spiridon, dont Vladimir Poutine a dit qu'il était le membre de sa famille qu'il admirait le plus, aurait été cuisinier des Romanov, puis de Lénine et de Staline,,.

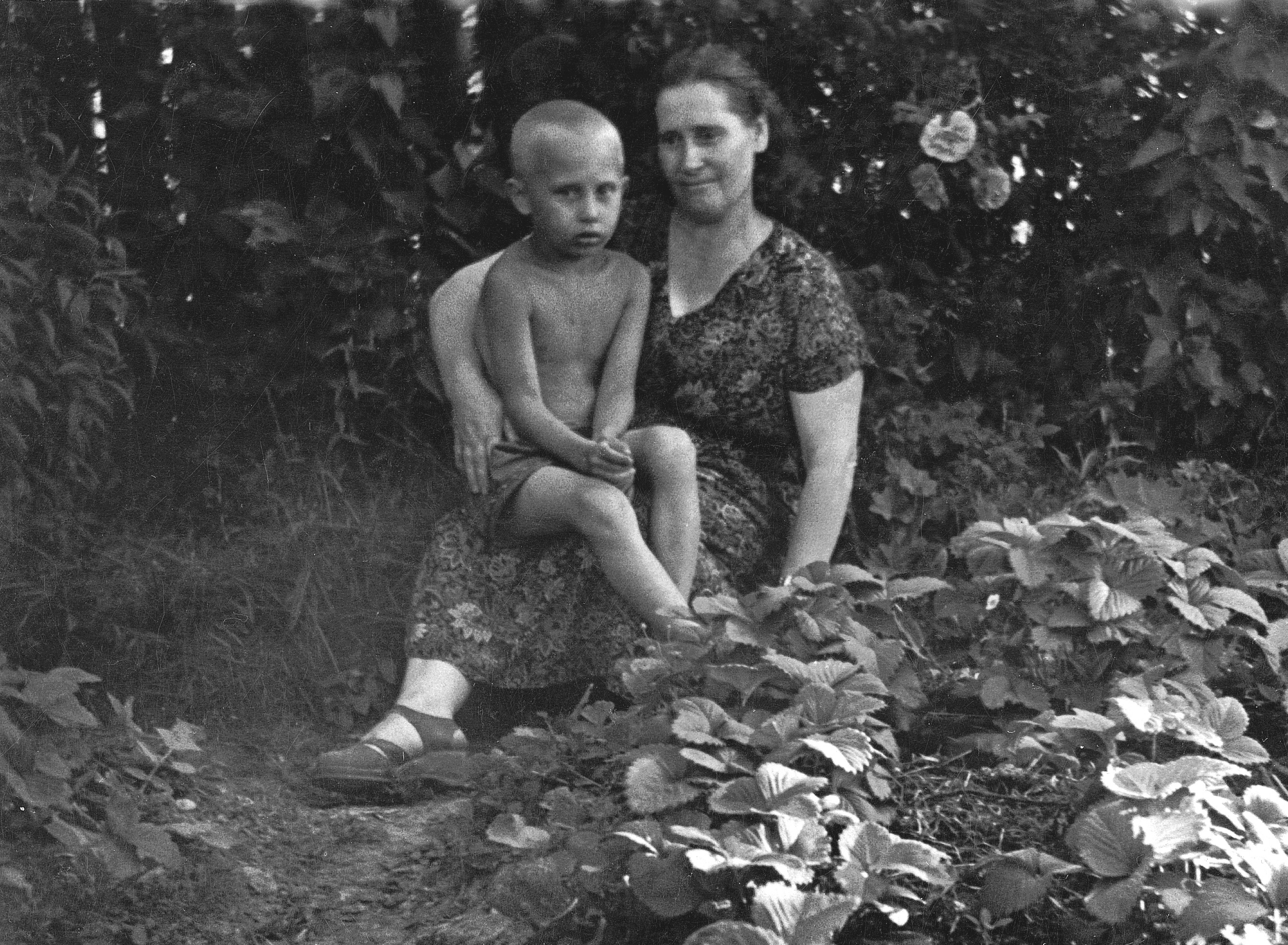
Vladimir Poutine et sa mère en 1958.

Quelques jours après sa naissance, la mère de Vladimir Poutine demande secrètement que son fils soit baptisé dans la cathédrale de la Transfiguration, alors que le baptême peut être sévèrement puni en Union soviétique, État institutionnellement athéiste. Il est un élève médiocre selon certains, moyen selon d'autres, et bagarreur,,. Vladimir Poutine pratique dans sa jeunesse le sambo (lutte russe) et le judo dès l'âge de 12 ans. Il est champion de sambo de Léningrad ; en 1973, il est titré maître des sports de sambo et, en 1976, de judo,. Il aime également le hockey sur glace.
Poutine suit des études de droit à l’université de Léningrad (aujourd'hui université d'État de Saint-Pétersbourg), où il étudie, entre autres, Thomas Hobbes, John Locke et Emmanuel Kant. Il obtient son diplôme en 1975 avec un mémoire sur « Le principe du commerce de la nation la plus favorisée en droit international ». Anatoli Sobtchak, à l’époque professeur à l’université, est alors son superviseur universitaire.
Poutine parle couramment l'allemand, ayant habité et travaillé plusieurs années dans la République démocratique allemande, mais maîtrise très peu l'anglais et préfère utiliser des interprètes en conversant avec des anglophones,.

### Carrière d'officier du KGB

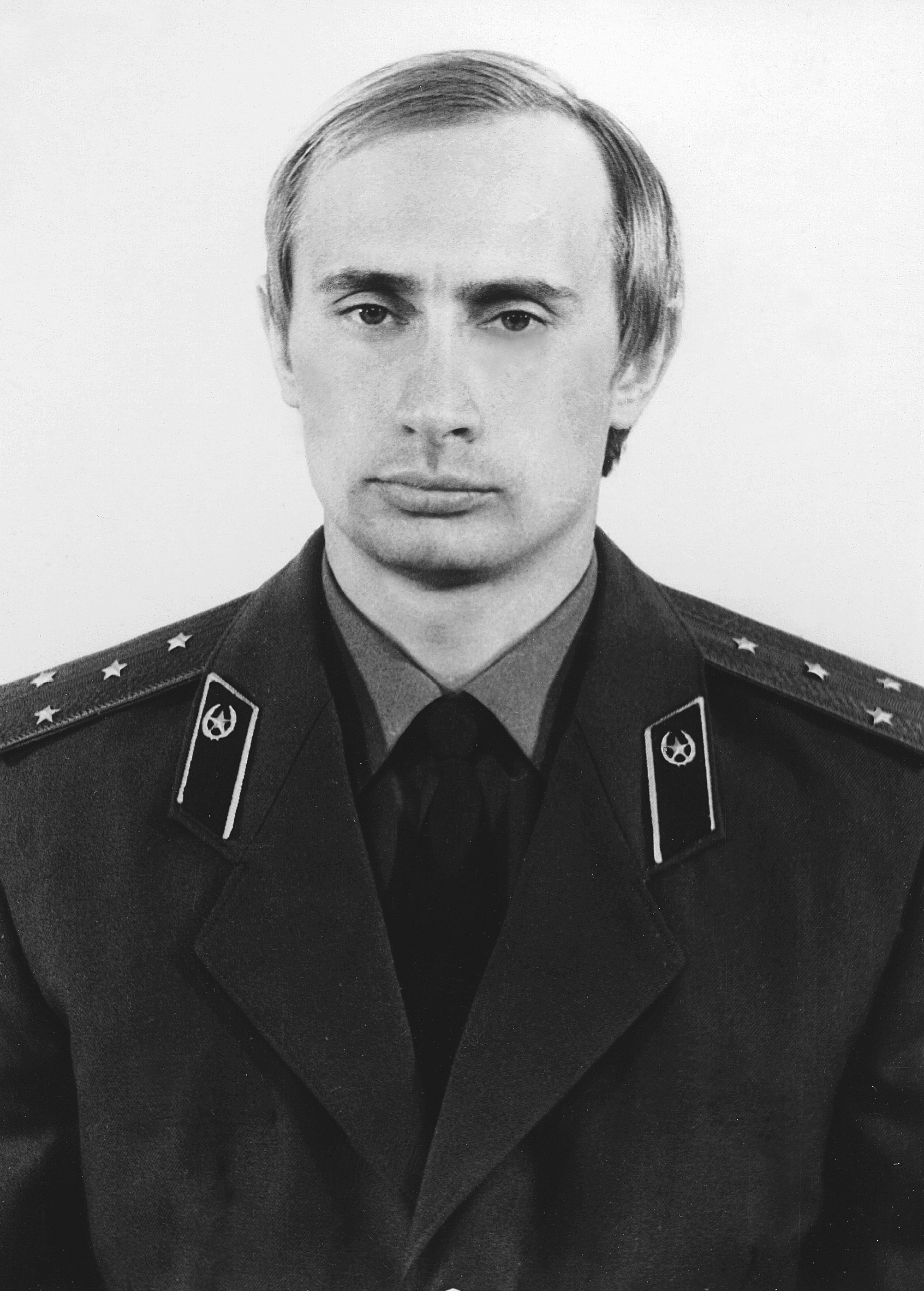
Vladimir Poutine, alors officier du KGB.

D'après son propre récit, Vladimir Poutine essaie sans succès de se faire embaucher au KGB à l'âge de 16 ans. Après ses études universitaires et une formation initiale sommaire dont on ne sait pas grand-chose[réf. nécessaire], il entre au service territorial décentralisé du KGB — la direction du KGB pour la ville de Léningrad et sa région, où il sert pendant plusieurs années d'abord comme subalterne, ensuite comme officier opérationnel dans le service du contre-espionnage local, chargé en particulier de la lutte de la police politique contre les dissidents et autres « éléments antisoviétiques » (sous le patronage de la cinquième direction du KGB).
Comme tous les autres services spéciaux européens de l'époque, le KGB n'envoie en poste extérieur que des hommes mariés, condition destinée en principe à écarter les homosexuels et à éviter les liaisons avec des étrangères. Poutine se marie en 1983.
Avec le grade de commandant (en russe : Майор, maïor), il est envoyé en 1984 suivre pendant une année une formation à l’Institut Andropov (ou institut du Drapeau rouge, Krasnoznamenny Institoute - KI) du KGB à Moscou, en principe pour devenir espion. Pendant cette période, il porte le nom de code « Platov » et exerce les fonctions de chef bénévole de son unité d’officiers en formation.
À l'issue de sa formation au KI, Poutine n’est pas affecté dans une unité du siège du KGB à Moscou, mais revient à Léningrad dans l'unité locale sous la tutelle de la première direction générale du KGB, le service de renseignements extérieurs. Il passe ensuite dans la « réserve active » du KGB pour se préparer à une mission opérationnelle en République démocratique allemande (RDA)[source insuffisante] dans le bloc de l'Est, l'ex-Allemagne de l'Est.

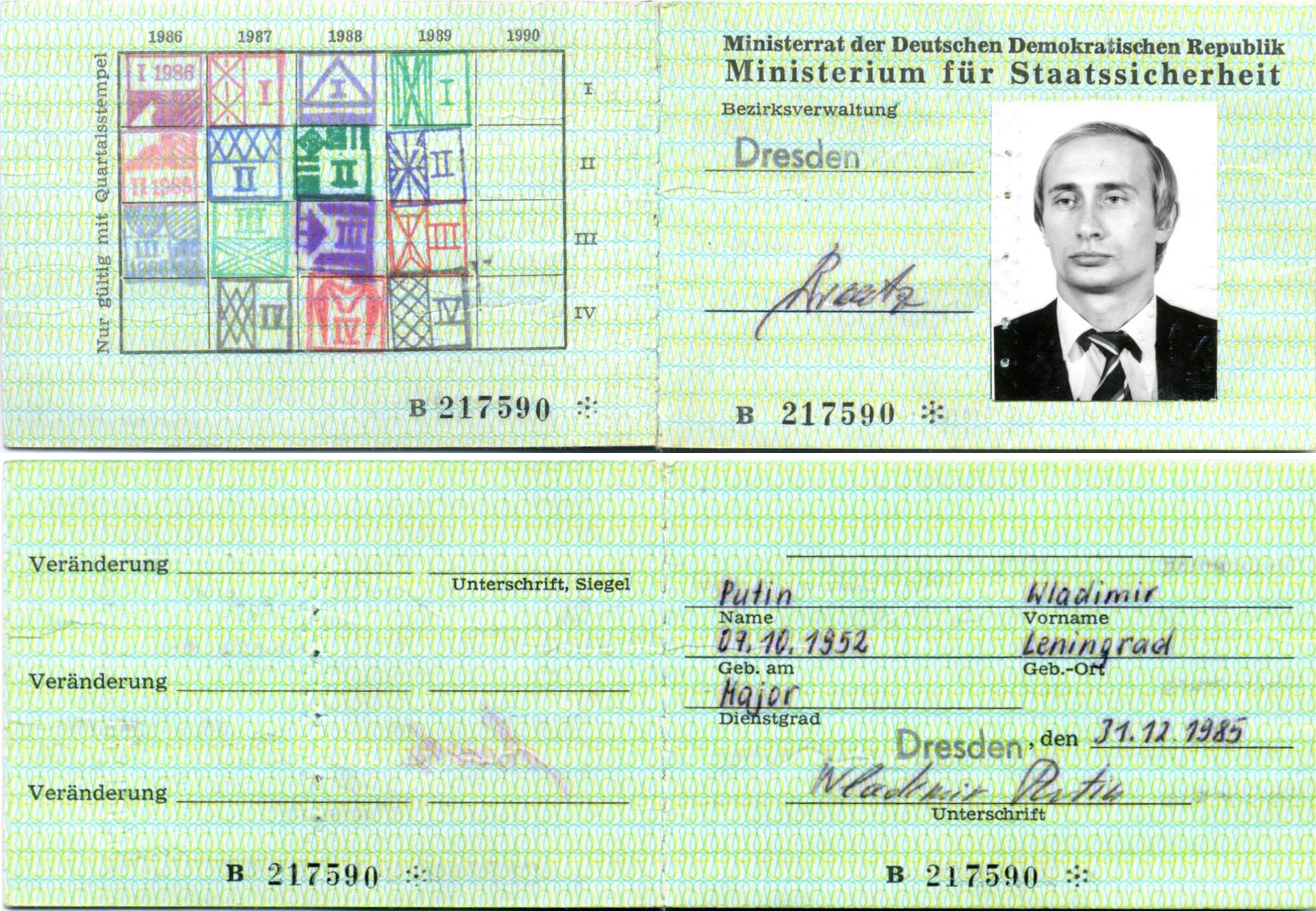
La carte d’identité de la Stasi de Vladimir Poutine, qui travaillait alors à Dresde comme officier de liaison du KGB auprès de la Stasi.

À partir d'août 1985, il officie, pour son premier poste à l'étranger, à Dresde en RDA, officiellement comme employé consulaire, en fait pour recruter des espions en tant que major (commandant) des services secrets russes. Il cherche notamment à contraindre un professeur de médecine à lui donner accès à une étude sur des poisons mortels qui ne laissent presque aucune trace, en le faisant chanter avec des éléments pornographiques. Après la chute du mur de Berlin, il empêche des Allemands d'entrer dans les bureaux du KGB afin de les mettre à sac et de piller les dossiers, détruisant lui-même ces documents ensuite. Il est rappelé en Russie en février 1990, dans le contexte de la réunification allemande. D'après le média allemand Correctiv, il doit son retour au fait que Werner Grossmann, dernier dirigeant des services d’espionnage à l’étranger de RDA, révèle à ses collègues du KGB que Poutine recrute des agents de RDA dont la couverture a été cassée, ce qui engendre un risque important pour le KGB.

## Ascension politique
Avec la réunification allemande et le démantèlement des installations du KGB en République démocratique allemande, le lieutenant-colonel (en russe : Подполковник, podpolkovnik) Poutine retourne à Léningrad pour y reprendre son service opérationnel dans la direction locale du KGB avec en couverture le poste du conseiller aux affaires internationales du recteur de l’université de Léningrad, Anatoli Sobtchak (qui avait été son professeur quinze ans plus tôt à la faculté de droit de la capitale provinciale).

### Du KGB à la mairie de Saint-Pétersbourg (1991-1995)

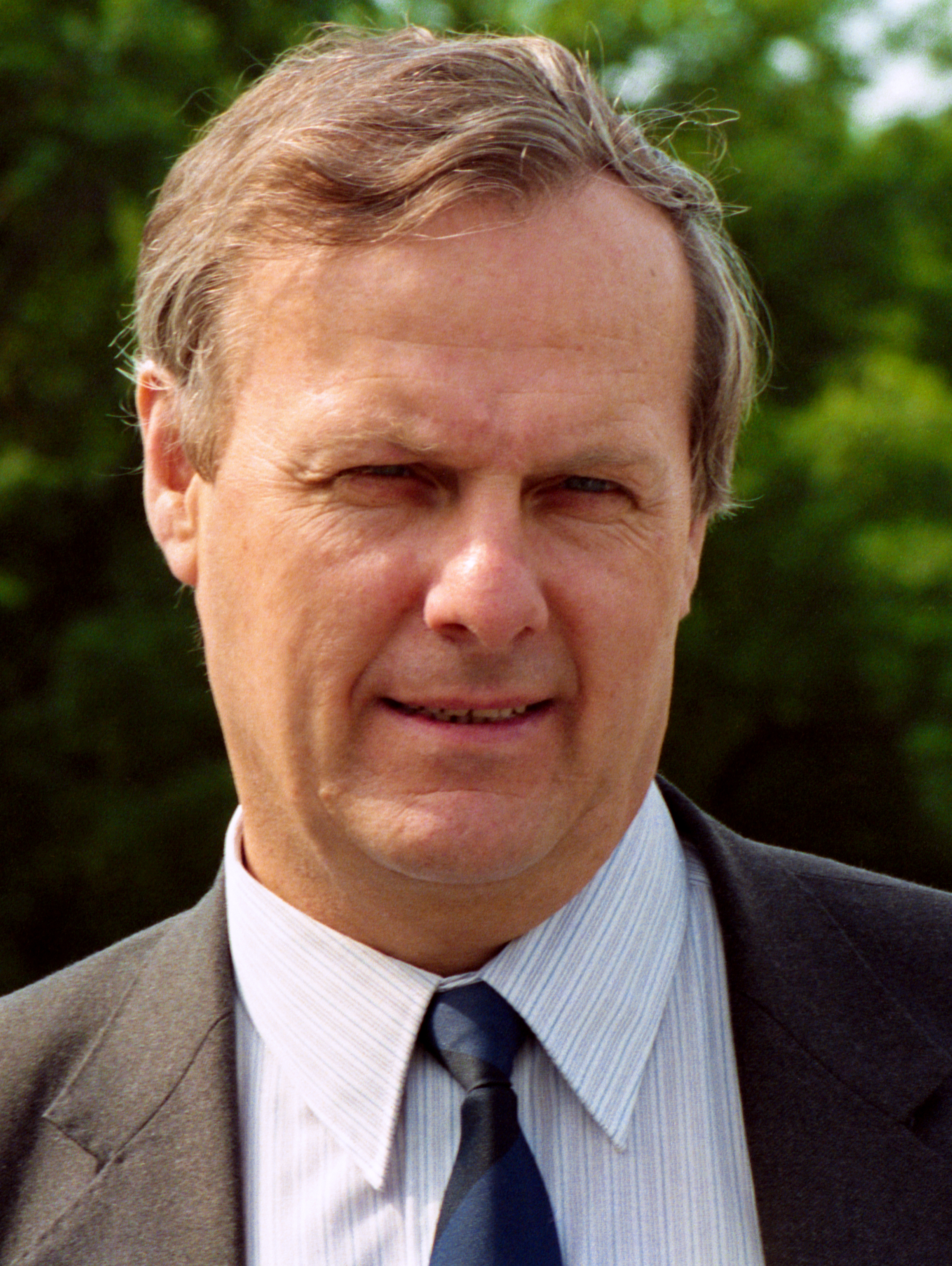
Anatoli Sobtchak, maire de Saint-Pétersbourg de 1991 à 1996. Professeur, patron et mentor de Vladimir Poutine, il lui a permis de démarrer sa carrière politique.

En juin 1991 Sobtchak, démocratiquement élu à la tête du soviet de Léningrad (la mairie de la ville), invite Poutine à devenir son conseiller aux affaires internationales : Poutine accepte tout en restant à son poste du KGB. Il est possible qu’en août 1991, Poutine ait joué un rôle dans les négociations délicates entre le KGB de Léningrad et les structures militaires liées aux putschistes du Kremlin[réf. nécessaire]. Poutine prétend avoir donné sa démission officielle du KGB le 20 août 1991 lors de ce coup d’État contre Gorbatchev, mais elle n'aurait pas été acceptée.
Sa démission du KGB n’est acceptée que plus tard, mais il n’y a aucun élément officiel qui le prouve sans ambiguïté[réf. nécessaire].
De 1992 à 1996, Poutine est l’une des personnalités les plus influentes de la politique municipale, car il est considéré comme l'« éminence grise » de Sobtchak[réf. nécessaire] : il devient responsable des relations extérieures de la mairie et, à partir de 1994, premier adjoint. Selon l'ancien enquêteur Andreï Zykov, « Anatoli Sobtchak et son adjoint Vladimir Poutine sont en quelque sorte devenus les chefs de la mafia de Saint-Pétersbourg » et c'est à cette époque que naît un « modèle de corruption » autour de Vladimir Poutine, dont l'entourage d'alors l'accompagne ensuite jusqu'au Kremlin.
À l’automne 1995, Sobtchak le nomme président de la section locale de Notre maison la Russie — en russe : Наш дом – Россия, Nash dom – Rossiya (NDR) —, le parti du président du gouvernement (Premier ministre) Tchernomyrdine. Il est chargé de diriger la campagne des élections législatives dans la région pour le compte de NDR. Il reste fidèle à Sobtchak malgré la défaite de ce dernier à l’élection municipale de 1996, refusant de travailler avec Vladimir Yakovlev. Il démissionne en 1996.

### Au service du président Boris Eltsine (1996-1999)

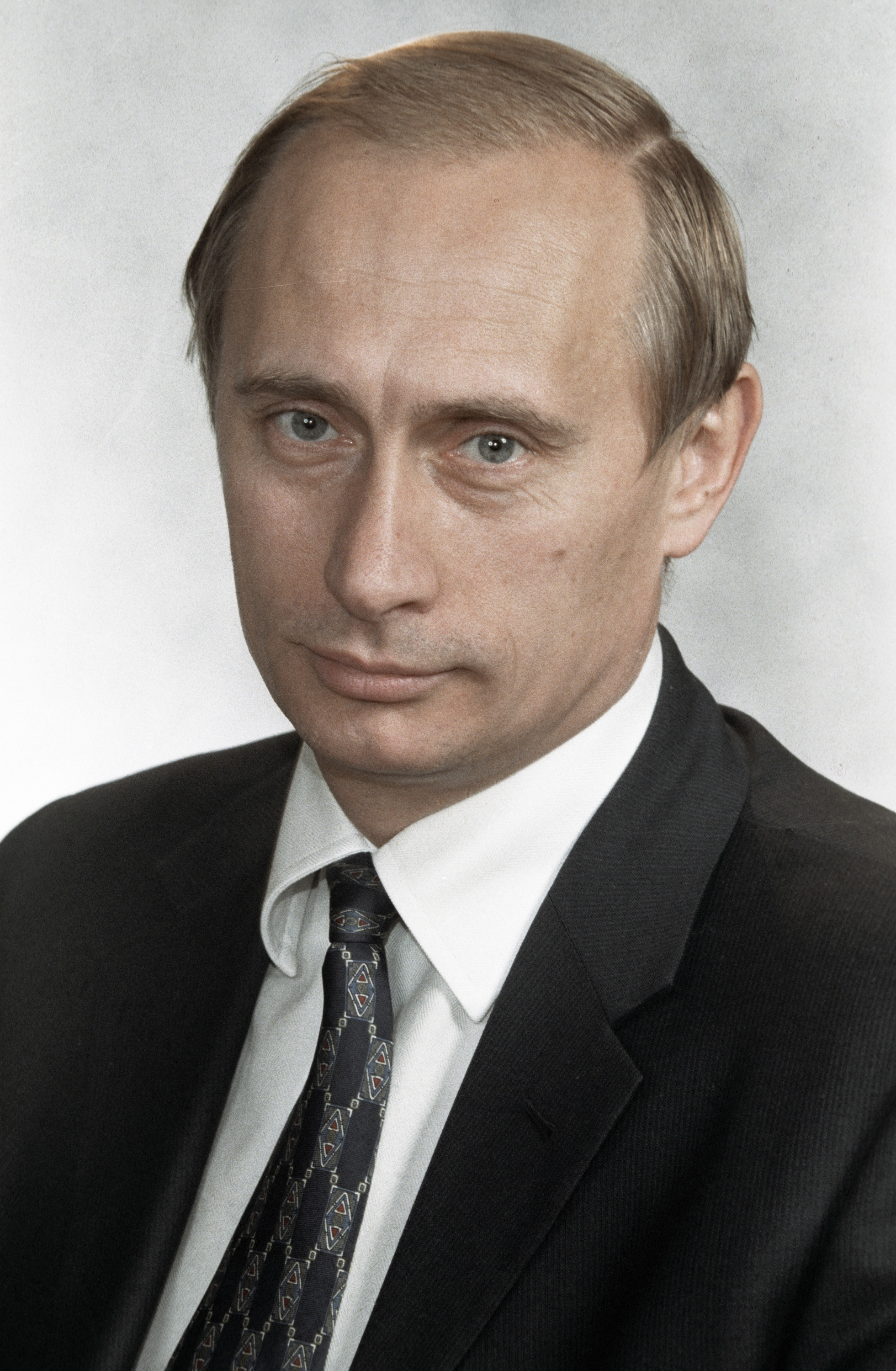
Portrait officiel de Vladimir Poutine en tant que directeur du FSB.

En août 1996, il est nommé à Moscou adjoint de Pavel Borodine, le directeur du Département de l'administration des propriétés présidentielles (en russe : Управление делами Президента Российской Федерации). En mars 1997, il entre dans l’administration présidentielle (Администрация Президента Российской Федерации) pour en devenir chef adjoint, et devient en parallèle chargé du Département principal de contrôle (Главное контрольное управление президента Российской Федерации). Ce département est accusé par certains d'être un « mini-KGB » faisant couramment usage du kompromat. Vladimir Poutine devient ensuite (à partir de mai 1998) vice-directeur de l'administration présidentielle chargé de la gestion des relations avec les régions, toujours avec une importante influence au sein du pouvoir. En juillet 1998, il est nommé directeur du Service fédéral de sécurité de la fédération de Russie, le FSB ; un poste qu'il occupe un peu plus d'un an, jusqu’à sa nomination à la fonction de président du gouvernement, le 9 août 1999. Il occupe en parallèle, de mars à août 1999, un poste de secrétaire du Conseil de sécurité de la Russie (Совет безопасности Российской Федерации).
À cette période, Boris Eltsine fait face à de nombreuses difficultés : Iouri Skouratov, le procureur général de la fédération de Russie, enquête sur des actifs en Suisse qui lui appartiennent ainsi qu'à ses proches et qui ont été utilisés pour acheter des biens de luxe. Le 18 mars 1999, la télévision diffuse une vidéo sulfureuse sur laquelle on voit un homme ressemblant à Skouratov, ayant des relations sexuelles avec deux jeunes femmes. Celui-ci nie être l'homme en question mais Vladimir Poutine annonce dans une interview télévisée que ses experts ont établi définitivement qu'il s'agit bien de Skouratov. Ce dernier est alors remplacé par Vladimir Oustinov. D'après le média allemand Correctiv, ce scandale aurait été inventé de toutes pièces par Vladimir Poutine et lui aurait permis de mettre la main sur le système judiciaire russe.

### Succession de Boris Eltsine (1999)
En 1999, après la crise financière russe de 1998, commence une fulgurante ascension, qui va porter Vladimir Poutine, peu connu, au sommet du pouvoir en Russie. En août, il est nommé président du gouvernement par Boris Eltsine et remplace Sergueï Stepachine, qui avait été nommé à ce poste le 9 mai précédent. Il devient ainsi le deuxième personnage de l'État, et sa nomination est vue en Europe comme la désignation du successeur de Eltsine. Le média allemand Correctiv voit dans cette nomination un geste de reconnaissance de Boris Eltsine à l'égard de Vladimir Poutine pour avoir fait échouer l'enquête menée à son sujet par le procureur général.

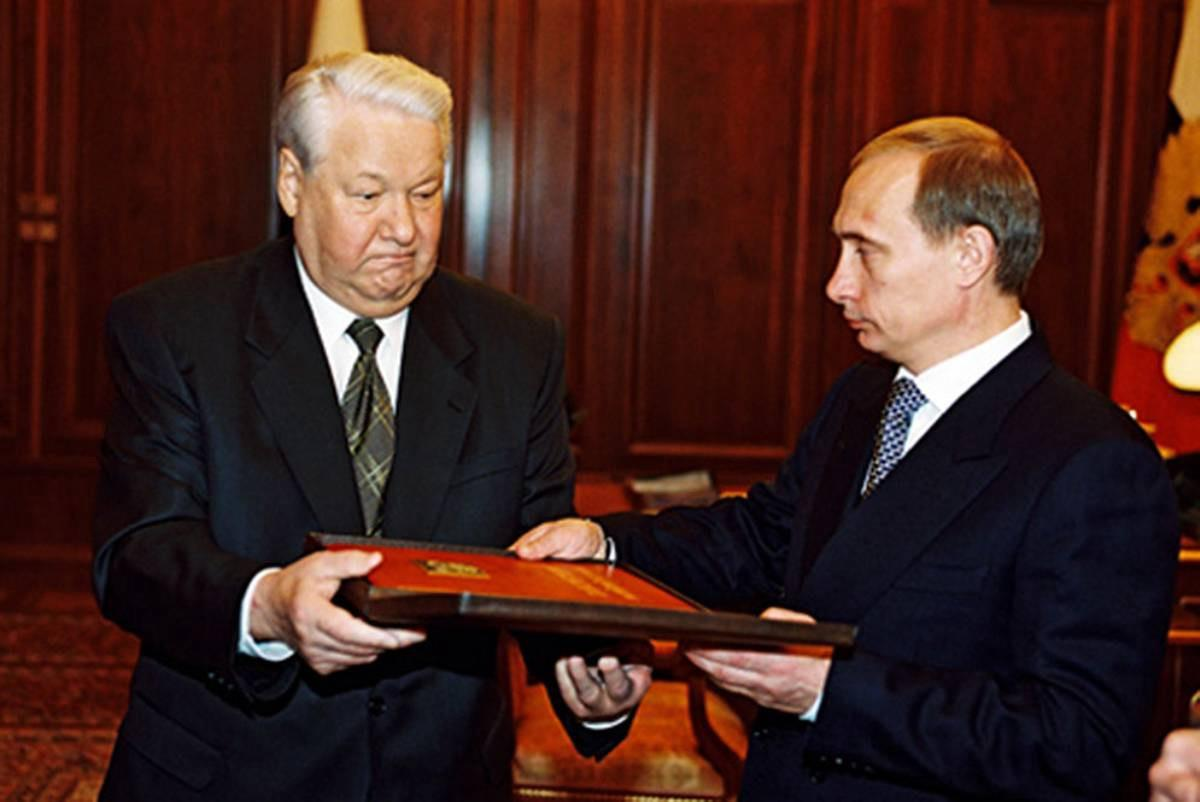
Boris Eltsine, à gauche, transmettant la Constitution à Vladimir Poutine, le 31 décembre 1999, dans le bureau présidentiel du Kremlin.

Le 14 novembre 1999, Vladimir Poutine autorise les services du procureur général de la fédération de Russie à emprunter 30 millions de dollars à une banque étrangère pour l’acquisition d’un nouveau réseau informatique : Hewlett-Packard (HP) se voit octroyer le contrat en février 2001, bien que son offre ne soit pas la moins chère. En retour, HP destine 7,6 millions d’euros de pots-de-vin à des fonctionnaires russes, notamment des procureurs et des agents des services secrets, ce qui permet à Vladimir Poutine d'asseoir sa domination sur la justice russe. Cette transaction est couverte par une garantie d’exportation d’Euler Hermes, qui appartient au groupe allemand Allianz, et approuvée par le ministère allemand de l’Économie et du Travail.
Au début du mois de septembre 1999, des attentats contre des immeubles d'habitation font plusieurs centaines de victimes à Moscou et dans d'autres villes de Russie et sont attribués par les instances judiciaires russes à des terroristes tchétchènes du centre islamiste « Kavkaz »[source secondaire souhaitée]. La version officielle de l'origine des attentats demeure contestée par des opposants à Vladimir Poutine : les rares responsables politiques et journalistes à s'être penchés sur les attaques de septembre 1999 ont été emprisonnés ou, dans la majorité des cas, assassinés, comme l'ex-espion Alexandre Litvinenko ou la journaliste Anna Politkovskaïa. Ayant été hostile à la première guerre de Tchétchénie, l'opinion russe souhaite de nouvelles opérations militaires pour en finir avec les indépendantistes tchétchènes[réf. nécessaire].
Lors d'une conférence de presse dans la nouvelle capitale du Kazakhstan fin septembre 1999, Astana, Vladimir Poutine déclare qu'il faudra « buter les terroristes jusque dans les chiottes »,.
Poutine, qui bénéficie du soutien du président Eltsine et de l'état-major, ordonne, après ultimatum, la reprise des hostilités en Tchétchénie, pour y « restaurer l'ordre constitutionnel fédéral ». La seconde guerre de Tchétchénie (officiellement appelée « opération antiterroriste ») commence le 1er octobre 1999. Alors qu'il était crédité de seulement 3 % d'intentions de vote en vue de la présidentielle au début de ses fonctions, loin derrière Primakov, il voit les intentions de vote en sa faveur augmenter considérablement[réf. nécessaire].

## Président de la fédération de Russie et du gouvernement

### Premier mandat présidentiel (2000-2004)

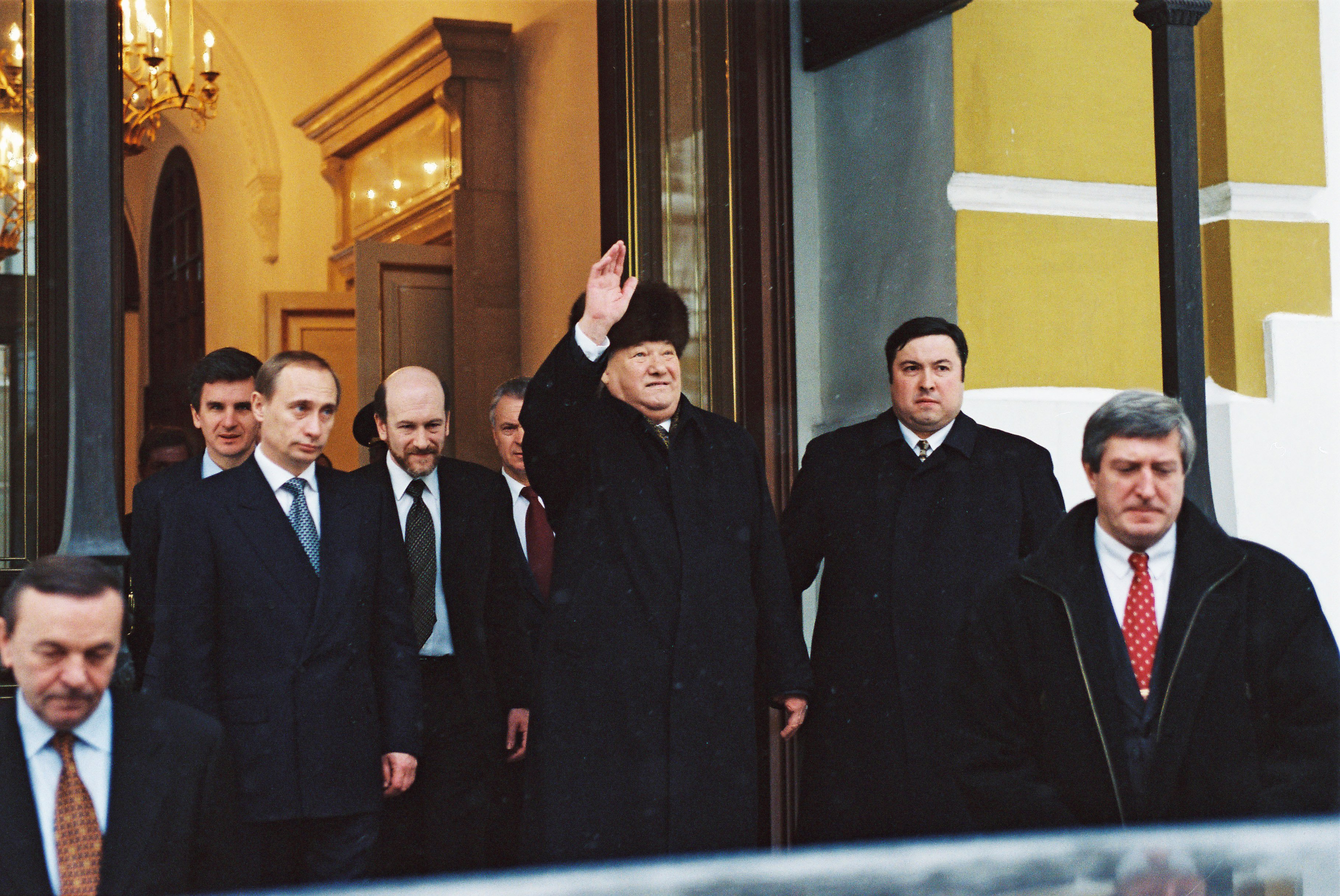
Vladimir Poutine et le Président Boris Eltsine, levant la main, le jour de la démission de ce dernier, le 31 décembre 1999.

Le 31 décembre 1999, après la démission surprise de Boris Eltsine, Poutine, en sa qualité de président du gouvernement, devient président par intérim. Son premier acte officiel est la signature d'un décret présidentiel assurant à son prédécesseur une immunité totale pour toute poursuite judiciaire possible le concernant, ainsi que les membres de sa famille.

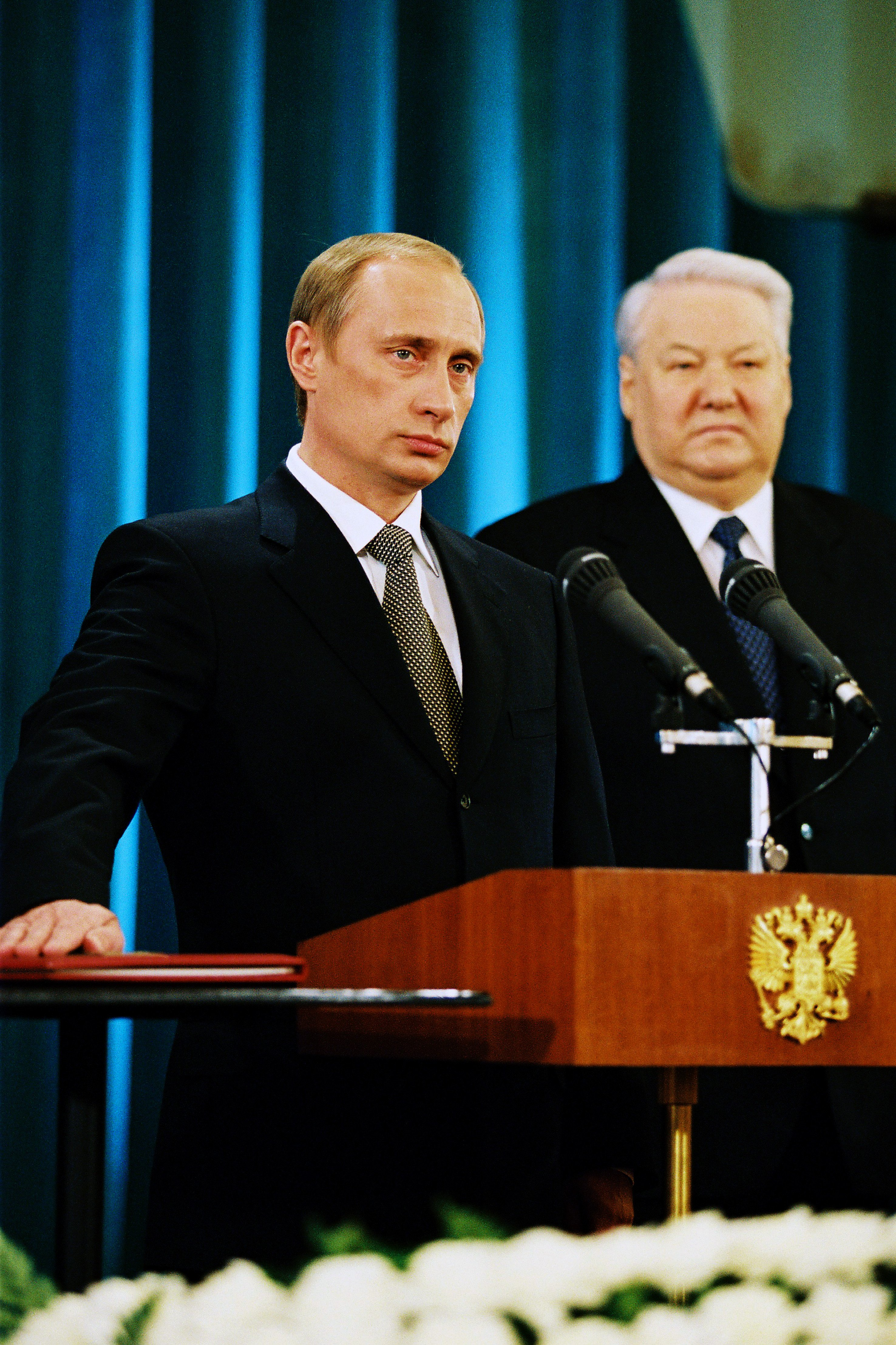
Vladimir Poutine prêtant serment au grand palais du Kremlin le 7 mai 2000, au côté de Boris Eltsine, à droite.

Vladimir Poutine est officiellement élu président de la fédération de Russie le 26 mars 2000 dès le premier tour de l'élection présidentielle anticipée avec 52,94 % des suffrages contre 29,21 % pour Guennadi Ziouganov (parti communiste) et 5,80 % pour Grigori Iavlinski (parti Iabloko). Quant aux neuf autres candidats, ils recueillent chacun moins de 3 % des voix.
Âgé de 47 ans, il entre officiellement en fonction pour son premier mandat le 7 mai 2000. Il se voit comme le sauveur de la Russie et affirme qu'il veut redonner la puissance et la grandeur à celle-ci, imposant dès le début de son mandat des méthodes autoritaires.
En septembre 2000, un compte-rendu de la campagne électorale de Vladimir Poutine, basé sur le travail d'investigation de six mois et paru dans le Moscow Times, mettait au jour des preuves de fraude électorale, incluant bourrages et destructions d'urnes et un million- trois-cent-mille « âmes mortes » sur les listes d'émargement. Pour Noam Chomsky et Edward Herman, « son succès électoral reposait en grande partie sur le fait que les puissantes radios et télévisions d'État firent furieusement campagne en sa faveur, dénigrant et privant d'antenne ses opposants ».

### Deuxième mandat présidentiel (2004-2008)

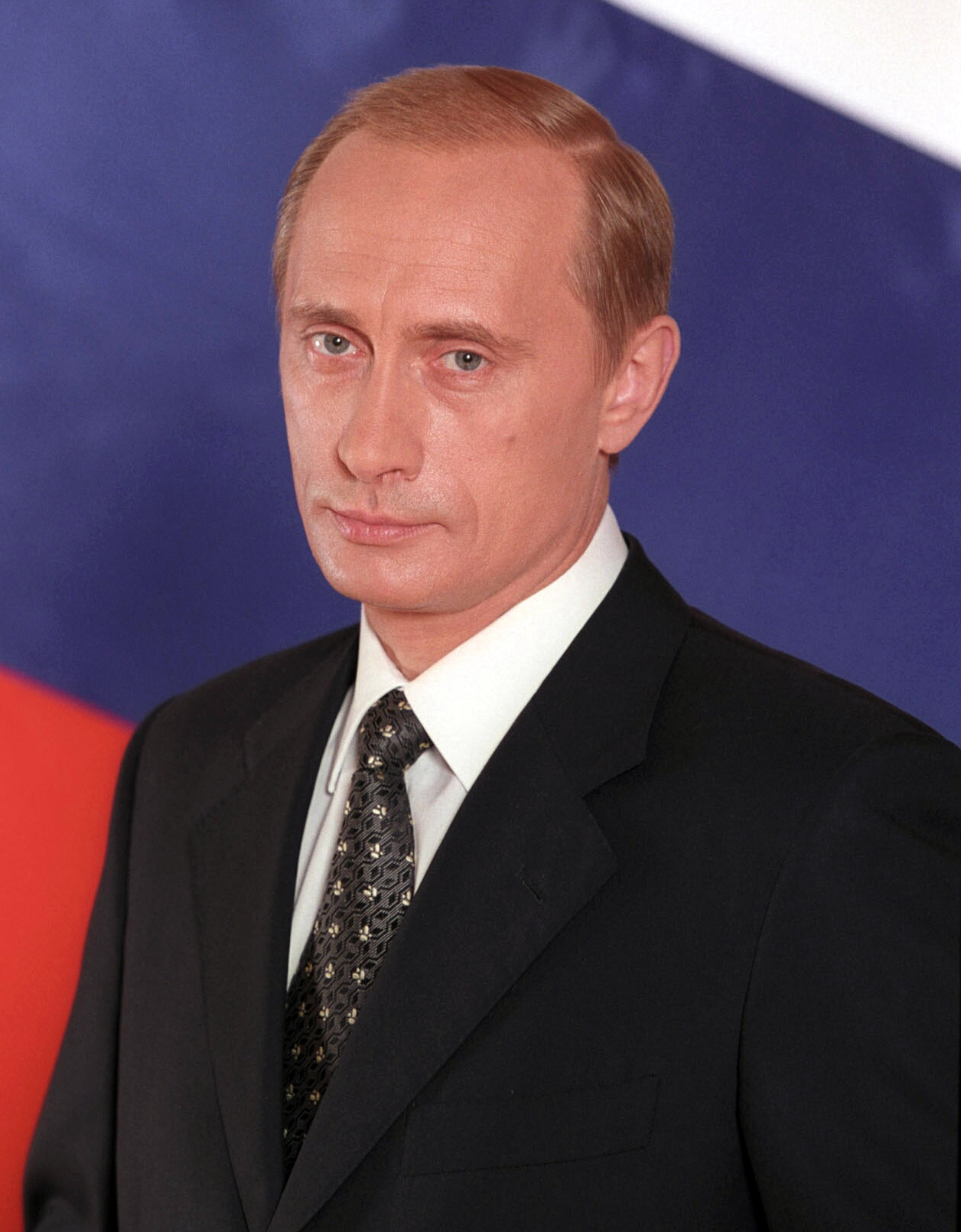
Portrait officiel de Vladimir Poutine.

En mars 2004, il est à nouveau réélu au premier tour à la tête de la fédération de Russie, avec 71,22 % des suffrages. Le candidat du parti communiste Nikolaï Kharitonov n'obtient que 13,69 % des voix, le reste des candidats ne dépassant pas les 5 %.

#### Une pratique verticale du pouvoir
Vladimir Poutine, déterminé à restaurer ce qu'il appelle « la verticale du pouvoir », gouverne avec un style considéré par certains analystes comme autoritaire, qui aurait mis fin à une libéralisation politique introduite par Gorbatchev avec la perestroïka et la glasnost et qui s'était poursuivie sous Boris Eltsine, certains médias occidentaux et les opposants politiques parlant à son sujet de néo-tsarisme.
La reprise en main du pays par l'administration de Poutine, après la période de troubles et de laissez-faire qui a prévalu sous Boris Eltsine, satisfait une grande partie de la population, lassée des soubresauts politiques et du capitalisme en transition (la « thérapie de choc ») apparu après la chute du communisme, ainsi que les nostalgiques de la puissance de l'ex-Union soviétique disparue en 1991. Cette reprise en main répond également au risque que fait peser sur l'unité de la fédération de Russie la montée en puissance des nationalismes dans les républiques ethniquement non-russes et des gouverneurs locaux toujours plus autonomes : l'affaiblissement du pouvoir central et l'effondrement économique et social consécutif à la disparition de l'Union soviétique ont, en effet, contraint les grandes régions russes à chercher à s’auto-administrer au cours des années 1990.
Au cours de ses deux mandats, le Président Poutine ne cesse de renforcer le poids des services de renseignements dont il est issu, ainsi que ceux de la police et de l'armée, ceux qu'on appelle en russe les Siloviki (les hommes de force) par opposition aux libéraux partisans de l'état de droit et de la démocratie à l'occidentale,. En effet, selon le politologue Viatcheslav Avioutskii, les « guébistes » (cadres du FSB (ex-KGB)) perdront provisoirement de leur influence durant la période Eltsine, qui restait très méfiant à l'égard du KGB, mais reviendront en force avec Poutine. D'après lui, ils ont utilisé un réformateur assez mou, Mikhaïl Gorbatchev, pour détruire un système devenu tout bonnement inefficace. Les guébistes se percevaient comme la seule force morale capable d'endiguer la corruption qui avait gagné l'ensemble des dirigeants soviétiques. À leurs yeux, le pouvoir devait rester entre les mains des militaires, au sens large, et dans celles de la sécurité nationale » ». Les siloviki se voient avant tout comme des patriotes soucieux du redressement et du développement de leur pays, par opposition aux oligarques soutenus par l'Occident, animés avant tout par le désir de bâtir une fortune personnelle sur les décombres de l'Union soviétique et peu regardants sur les moyens pour y arriver. En réalité, les cas de prévarication ou de corruption concernent également des représentants des « organes ». Ces derniers et des personnalités influentes venues de Saint-Pétersbourg (les piterskiïé), ville natale de Poutine (et aussi la plus « européenne » des grandes villes russes), sont dorénavant bien présents dans la politique et l’administration présidentielle. Ensemble, ils forment, écrit Macha Lipman, analyste à la Fondation Carnegie pour la paix internationale, « un système vertical clos ». Le parrainage par Vladimir Poutine de Dmitri Medvedev au poste de chef de l'État (gagnant de l'élection présidentielle de mars 2008), un juriste de réputation libérale et non issu du milieu des siloviki, laisse cependant supposer que ce système politique conserve un certain degré d'ouverture[réf. nécessaire].
Outre l'instauration d'une plus grande stabilité, un certain nombre de dirigeants occidentaux apprécient le fait que Vladimir Poutine ait favorisé une économie ayant renoué avec la croissance, favorable aux échanges commerciaux et propice aux grands contrats.

#### Gestion de la question des oligarques
Dès le début de son mandat présidentiel, Vladimir Poutine afficha de façon déterminée son objectif d'instaurer la « dictature de la loi » et de lutter contre la mafia para-étatique et les fraudes fiscales des oligarques industriels et financiers, dont la mainmise sur l'économie russe devenait une préoccupation majeure de la population après une ère de laisser-faire et de complicité de Boris Eltsine dans la création de cette oligarchie.
- Plusieurs oligarques qui avaient accaparé les ressources et le patrimoine industriel en profitant des lacunes du droit des affaires en transition, ont été mis au pas ou poursuivis par la justice (par ex. le banquier Sergueï Mavrodi). L'exemple emblématique est celui de Mikhaïl Khodorkovski, ex-patron du groupe pétrolier Ioukos, condamné à huit ans de prison pour escroquerie et évasion fiscale à grande échelle, emprisonné en Sibérie. Le groupe Ioukos est issu de l'époque soviétique. Il fut acquis dans des conditions douteuses par Khodorkovski au milieu des années 1990, pour 309 millions de dollars seulement, dans le cadre de privatisations qualifiées de « hold-up du siècle ». À la suite de l'acquisition de l'entreprise Sibneft, Youkos était en 2003 la première compagnie pétrolière de Russie et la quatrième au niveau international. Il semble que ce soit le projet de céder le groupe Ioukos à un groupe pétrolier nord-américain pour 40 milliards de dollars qui ait déclenché la campagne dirigée contre Khodorkovski. Des négociations étaient en cours avec Exxon-Mobil et Chevron-Texacos dans la perspective d'une fusion partielle avec Youkos-Sibneft et il semble que Khodorkovsky ait également noué des contacts avec Halliburton, l'entreprise énergétique dirigée par Dick Cheney jusqu'en 2000. D'après l'agence Vedomosti, des observateurs considèrent que Poutine pourrait voir en la personne de Mikhaïl Khodorkovski un adversaire politique : « Les autorités craignent une mise en liberté anticipée de M. Khodorkovski, une aggravation de la situation politique intérieure à l'approche des élections et, bien entendu, une multiplication des procès à l'étranger », ajoute le vice-président de l'Union russe des industriels et des entrepreneurs, Igor Iourguens.
- D'autres semblent jouir d'une certaine impunité, tel Pavel Fedoulev qui, en septembre 2000, s'est emparé du combinat métallurgique d'Ouralkhimmach, avec l'aide des OMON (les forces spéciales du Ministère de l'Intérieur). La longue série de privatisations contestées dans l'industrie métallurgique russe, commencée en 1991, continue sous le gouvernement du président Poutine[44][source insuffisante].

L'éviction de plusieurs oligarques des médias qu'ils possédaient (Berezovsky, Goussinski et quelques autres) a renforcé le contrôle de l'État sur l'information de masse et a induit une censure de fait nuisible au pluralisme politique en Russie, renforcée par des pressions indirectes sur le reste de la presse indépendante,. Toutefois, à côté d'un large soutien de la population à la personne de Vladimir Poutine et malgré une omniprésence de l'appareil médiatique jugé parfois para-étatique, il existe en Russie des opposants déclarés à la politique présidentielle et une fraction des médias conserve un regard critique (y compris des médias comme Kommersant qui fait pourtant partie de la galaxie Gazprom). Mais la liberté de ton reste assez partielle, comme en témoigne le limogeage fin 2011 de deux responsables éditoriaux de Kommersant par l'oligarque Alicher Ousmanov.

#### Redressement de l'économie

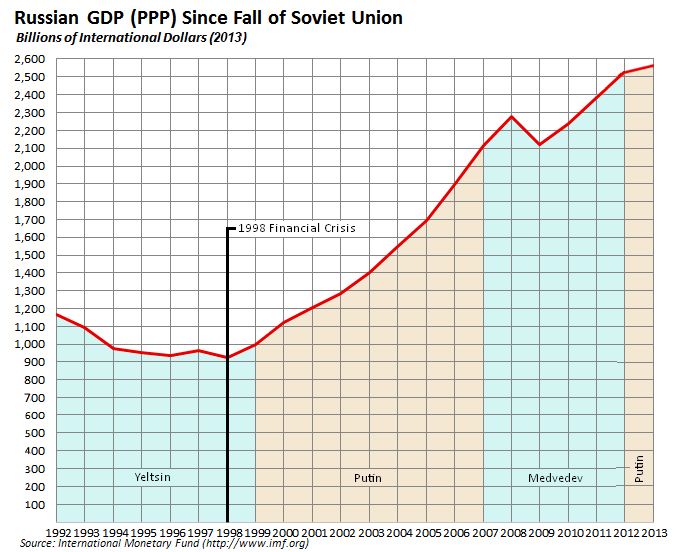
Évolution du PNB en Russie (1992-2013).

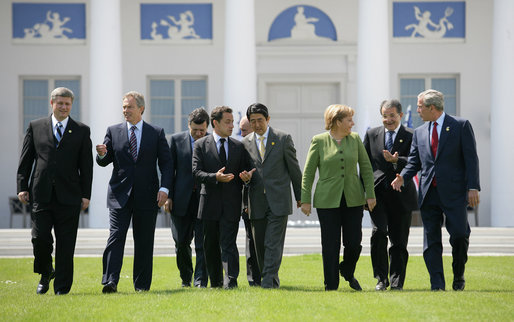
Les dirigeants du G8 au.

#### Une importante série de réformes

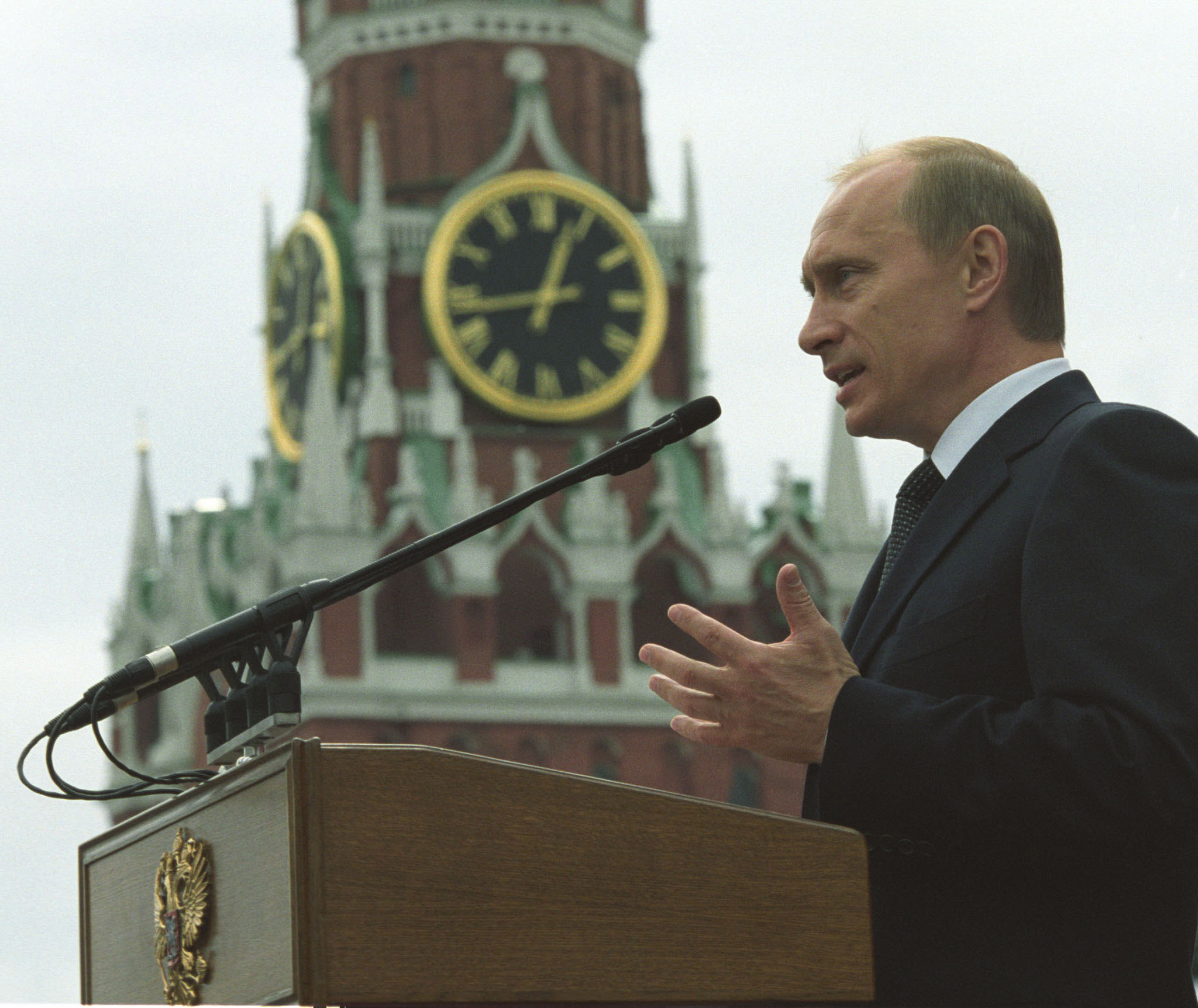
Vladimir Poutine prononçant un discours à Moscou à l'occasion du de la fin de la Seconde Guerre mondiale.

Dès le début de son mandat, Vladimir Poutine engage d'importantes réformes socio-économiques et politiques qui ont sensiblement transformé la Russie.
Dans le domaine économique :
- réforme fiscale : mise en place d'un taux unique de 13 % pour l'impôt sur les revenus, introduction d'une taxe sociale unifiée, baisse du taux de la TVA, réduction du taux des impôts sur les sociétés de 35 % à 24 %, ce qui a permis de simplifier la fiscalité et de limiter la fraude et la corruption ;
- réforme foncière introduisant le droit de vendre les terres agricoles ;
- quatre lois de dérégulation étatique, visant à réduire le contrôle bureaucratique des entreprises ;
- ouverture à la concurrence du fret ferroviaire représentant 80 % du trafic des marchandises dans le pays.

Dans le domaine social :
- réforme des retraites : mise en place d'un système à trois piliers avec capitalisation obligatoire et épargne volontaire, sans augmenter l'âge de la retraite ;
- mise en place des Projets de priorités nationales et de la politique démographique afin de réformer le secteur social et financer de grands projets dans le domaine de la santé, de l'éducation, de l'accessibilité des logements sociaux, du soutien au secteur agricole et à la hausse de la natalité.

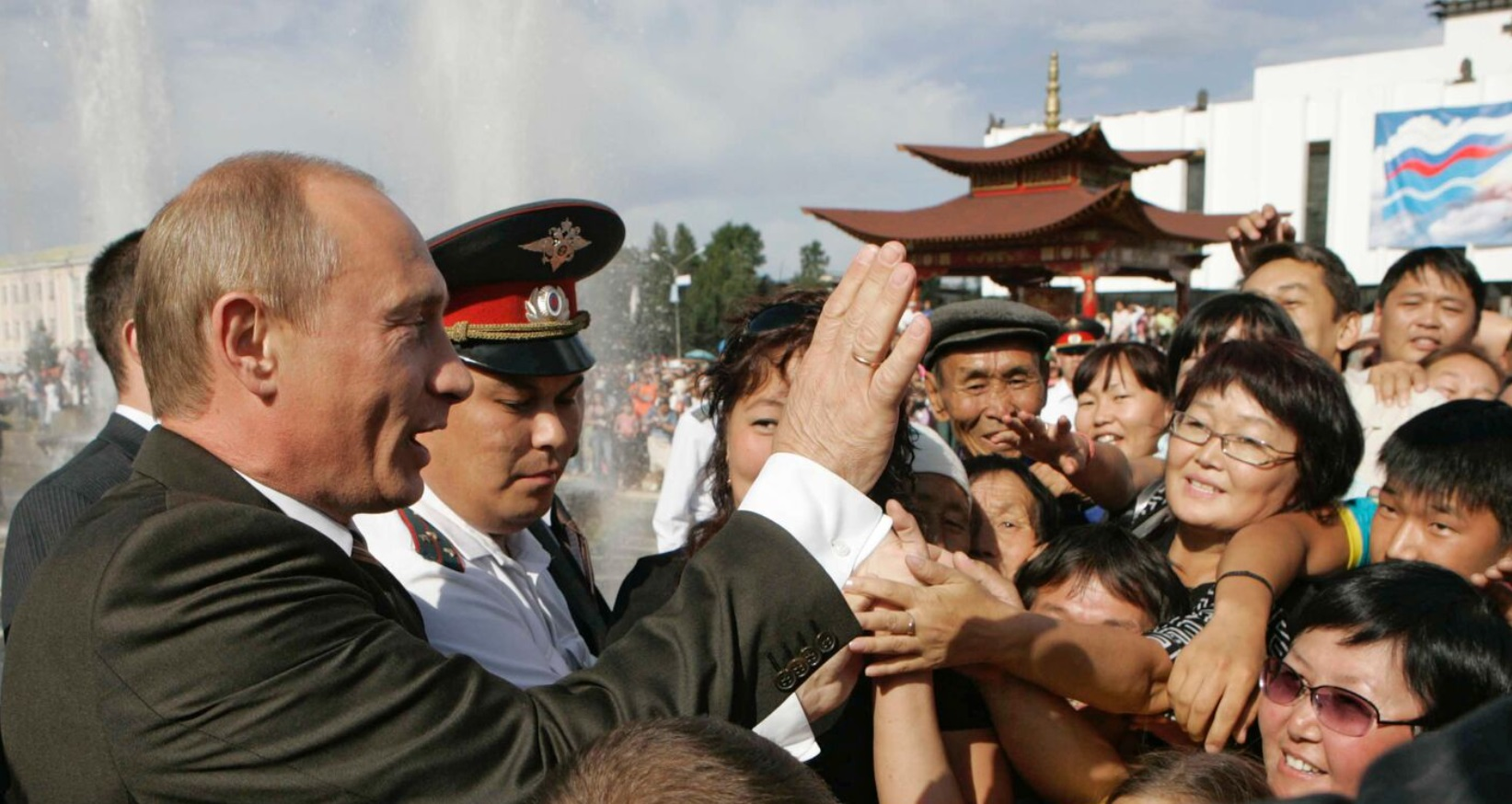
Vladimir Poutine, 1er à gauche, à Kyzyl, capitale de la république de Touva.

Dans le domaine politique, les réformes ont été centrées sur la création d'une « verticale du pouvoir » afin de rendre ce dernier plus concentré et efficace (ce processus fut accéléré à la suite de la tragédie de Beslan le 1er septembre 2004) :
- réforme de la division territoriale avec la création de sept Districts fédéraux par le décret présidentiel no 849 du 13 mai 2000[52] ;
- réforme du Conseil de la fédération de Russie (2000-2002), et l'arrêt des élections des gouverneurs par les sujets de la fédération : les gouverneurs des districts sont dorénavant désignés par le président du pays (Kremlin) avec entérinement ultérieur par la législation locale (septembre 2004)[53] ;
- création d'organes consultatifs : d'un Conseil d'État (Gossoviet), constitué des gouverneurs et une Chambre de la société (Obchtchestvennaïa Palata), constituée de personnalités influentes et connues ;
- mise en place de mesures assurant une meilleure cohésion entre les ministères de l'ordre public dits siloviki (Intérieur, Armée, FSB) et le ministère des Situations d'urgence.

Le succès de ces réformes, couplé à des recettes fiscales importantes issues de la vente des hydrocarbures, ont permis d'assurer selon le gouvernement une hausse substantielle du revenu réel des particuliers (+ 58,5 % entre 1999 et 2002, + 13,55 % en 2004). Cela a valu à Poutine le soutien d'une grande partie de la population russe, malgré quelques échecs comme un projet de loi controversé sur la monétisation des avantages en nature hérités de l'époque soviétique qui a soulevé, début 2005, un tollé populaire ou encore le naufrage du sous-marin Koursk K-141 sombré en 2000 avec 118 hommes d'équipage à bord et une libération difficile des otages des commandos tchétchènes du théâtre moscovite en octobre 2002[source insuffisante].

#### Continuité de la politique de rapprochement avec l'Occident

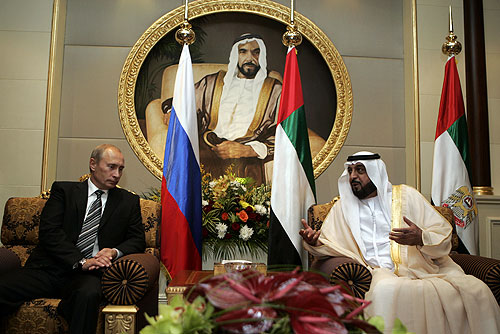
Vladimir Poutine, à gauche, aux Émirats arabes unis le 10 septembre 2007.

La politique étrangère de Poutine lors de son premier mandat est dans la continuité de la politique de Eltsine. Il ira même plus loin en proposant à l'UE la création d'un marché économique unique et aux États-Unis l'entrée de la Russie dans l'OTAN, mais les États-Unis refuseront les deux offres. L'arrivée au pouvoir de Poutine est formellement décidée par Boris Eltsine. Elle a lieu à la faveur de la résolution rapide et militaire d'un conflit particulièrement meurtrier dans la république russe de Tchétchénie, elle est favorisée par un discours volontariste revendiquant la restauration de l'État, la lutte contre la corruption (cependant très loin d'être achevée fin 2007) et la renaissance, au moins partielle, du prestige aux yeux des Russes d'une superpuissance déchue.
Cette politique extérieure se veut le pendant d'une politique intérieure visant à lutter contre la décomposition du pays consécutive à l'effondrement politique, économique et social de 1991 (de 1991 à 1996 le PNB russe s'effondre de 40 %).
À la suite de l'Opération Allied Force intervention de l'OTAN dans la république fédérale de Yougoslavie en 1999, qui est ressentie comme une agression par le pouvoir russe, une nouvelle doctrine militaire est élaborée : à l'instar de la doctrine militaire des États-Unis, l'utilisation d'armes nucléaires à des fins tactiques sur le champ de bataille est autorisée ; selon cette doctrine, le renforcement de l'appareil militaire russe doit servir les intérêts géostratégiques de l'État sans se préoccuper des « considérations occidentales ».
L'attentat terroriste du 11 septembre 2001 a transformé, pour un temps, la donne géostratégique pour la Russie et a donné une impulsion à l'établissement de relations plus rapprochées avec les États-Unis. Le soutien affiché de Poutine à son homologue américain dans sa « lutte contre le terrorisme » établit au début un climat d'une certaine cordialité et une nouvelle entente entre les deux puissances. Une perception pragmatique et réaliste des enjeux internationaux, tant du côté russe que du côté américain, a permis à la Russie de revenir en force sur la scène internationale en jouant un rôle prédominant dans la lutte contre le terrorisme ou en étant associé dans des efforts de médiation dans des dossiers complexes comme ceux du conflit israélo-palestinien, de la Corée du Nord ou de l'Iran.

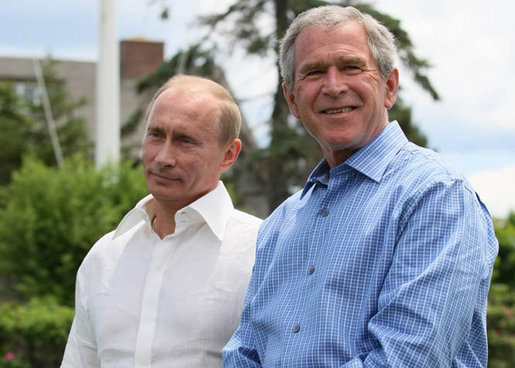
Les Présidents Vladimir Poutine et George W. Bush, à droite, le 2 juillet 2007.

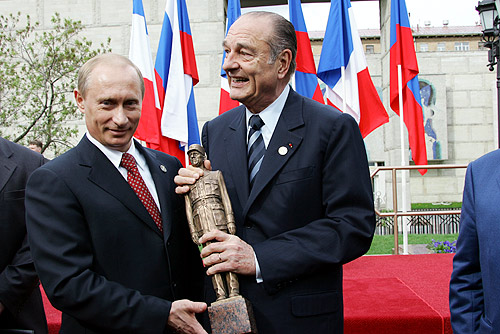
Les Présidents Vladimir Poutine et Jacques Chirac, à droite, le 9 mai 2005.

Début 2007, face aux projets d'installation de systèmes d'armes balistiques américains en Pologne et en République tchèque (présentés par les États-Unis comme un « bouclier », une protection antimissile contre d'éventuelles attaques nucléaires iraniennes, mais qui de facto affaiblissent la dissuasion nucléaire russe face à l'arsenal américain et sont ressentis comme une menace par la population russe), Poutine hausse le ton dans ses relations avec les États-Unis et l'OTAN. Son discours, prononcé le 10 février 2007 devant la Conférence de Munich sur la sécurité, a expressément fustigé le rapprochement des bases de l'OTAN des frontières de la Russie en violation des promesses faites à Gorbatchev au début des années 1990, ainsi qu'un monde unipolaire avec « Washington pour centre de direction », qui imposerait ses lois intérieures et sa propre vision du monde à l'ensemble de la communauté internationale. Le 4 juin 2007, à la veille du sommet du G8 à Rostock, Vladimir Poutine menace de pointer de nouveaux missiles Iskander vers l'Europe de l’Est (déploiement qui s'accompagnerait de l'installation d'armes nucléaires dans l'enclave russe de Kaliningrad) si les États-Unis déploient aux frontières russes leurs armes balistiques, reprenant ainsi au plus haut niveau des menaces voilées exprimées jusqu'ici par les chefs de l'armée russe.
Face aux changements de la donne géostratégique en Europe apportés par les États-Unis, la Russie suspend l'application du Traité sur les forces conventionnelles en Europe, le 12 décembre 2007, ce qui crée un remous au sein de l'OTAN et à Washington.
Lors du sommet de l'OTAN à Bucarest en avril 2008, invité pour discuter de l'autorisation du transport logistique de matériel non militaire sur le sol russe, Vladimir Poutine a déclaré que l'élargissement de l'OTAN aux ex-républiques soviétiques d'Ukraine et de Géorgie constituait une menace pour la Russie. En parlant de l'Ukraine, il a notamment précisé que son éventuelle adhésion à l'OTAN ne va pas constituer une garantie pour sa démocratisation[source insuffisante].

### Chef du gouvernement de Medvedev (2008-2012)

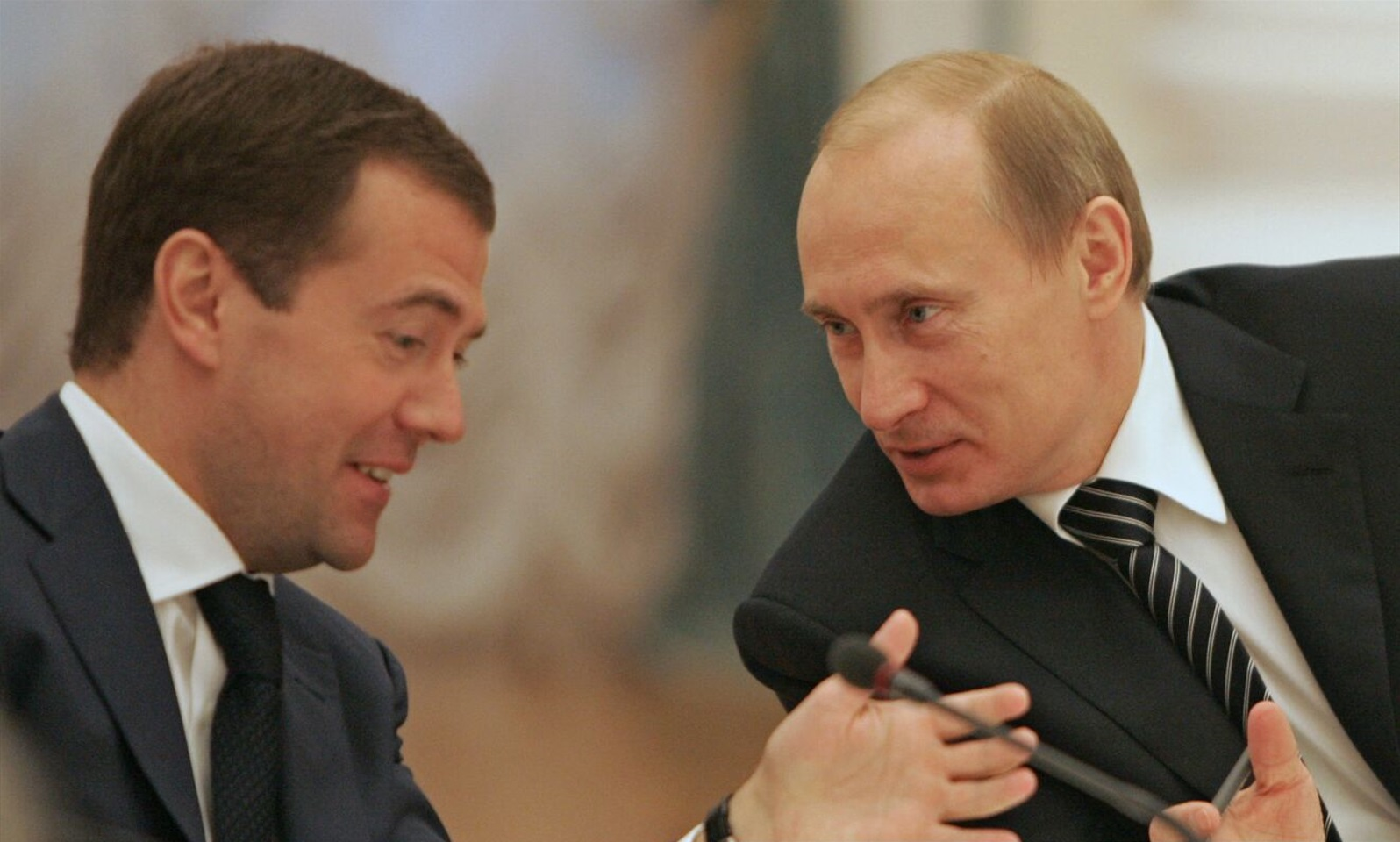
Vladimir Poutine, alors président sortant, avec son successeur attitré Dmitri Medvedev, à gauche, le 11 mars 2008.

Alors qu'il approche du terme de son deuxième mandat présidentiel, Vladimir Poutine déclare à plusieurs reprises ne pas avoir l'intention de demander une modification de la Constitution afin de briguer un troisième mandat consécutif en mars 2008.
Il annonce alors sa volonté de prendre la tête de la campagne électorale de décembre 2007 du parti Russie unie pour briguer la présidence du gouvernement, ce qui lui permettrait de conserver un certain pouvoir tout en respectant la Constitution. Le 2 décembre 2007, Russie unie remporte les élections législatives avec 64 % des voix. Il est à noter que le scrutin de 2007 est le premier à avoir lieu en Russie sur un mode totalement proportionnel. Cette victoire offre à Vladimir Poutine un « droit moral », selon ses propres propos, pour continuer à gouverner.
Le 10 décembre 2007, Vladimir Poutine soutient officiellement Dmitri Medvedev pour le remplacer à la présidence. Le même jour, Medvedev devient le candidat à l'élection présidentielle de 2008 désigné par quatre partis : Russie unie, Russie juste, le Parti agraire et Force civile. Dmitri Medvedev, vainqueur de la présidentielle russe du 2 mars 2008, demande à Vladimir Poutine d'occuper le poste de président du gouvernement après son départ du Kremlin. Celui-ci est investi dans ses fonctions à la tête du gouvernement le 7 mai 2008, le jour de la fin de son mandat présidentiel. Le 8 mai 2008, la Douma d'État entérine la nomination de Vladimir Poutine à la tête du gouvernement.
Poutine accepte par ailleurs de prendre la tête de Russie unie, lors de son congrès du 15 avril 2008, sans toutefois y adhérer.

#### Crise économique de 2008
Selon la Banque mondiale, la crise en Russie commence dans le secteur privé en provoquant trois chocs : la baisse du commerce intérieur, le reflux des capitaux et le gel des emprunts. Les prémices apparaissent en mai 2008, lorsque la tendance de la bourse russe est à la baisse et que la cote s'écroule à la fin du mois de juillet. De plus, le conflit russo-géorgien d'août 2008, les Américains soutenant mollement les Géorgiens, provoque une fuite des capitaux hors de Russie. C'est en septembre-octobre que les premières mesures gouvernementales sont prises, afin de renforcer le système financier russe, à l'instar de ce qui se fait dans les autres pays occidentaux: recapitalisation des banques, limitation du déficit de liquidités des banques en particulier, évitant ainsi la banqueroute. Vladimir Poutine déclare le 1er octobre 2008 que la responsabilité de la crise incombe au gouvernement et au système des États-Unis en soulignant que « tout ce qui se passe aujourd'hui dans la sphère économique et financière a commencé, comme on le sait, aux États-Unis ».

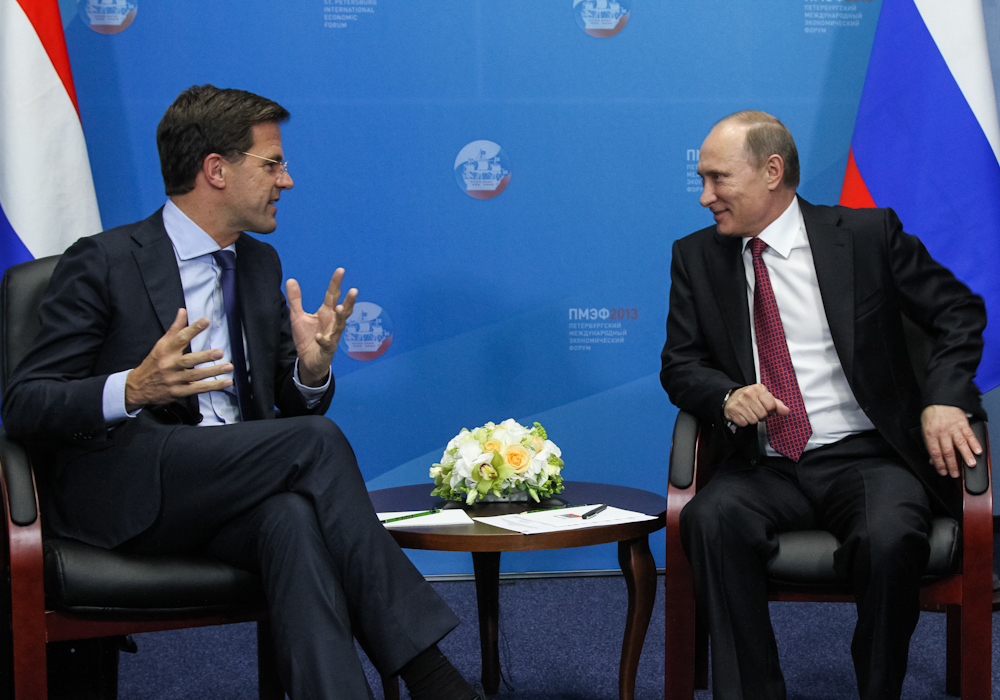
Vladimir Poutine, alors président du gouvernement, reçoit son homologue néerlandais Mark Rutte, à gauche, en 2011.

Le 31 octobre 2008, le chef du gouvernement annonce des réductions budgétaires des monopoles d'État et le fait que le soutien ultérieur au monde des affaires devra s'effectuer sans dépenses additionnelles au budget de l'État. Le 8 novembre 2008, il soutient les mesures présidentielles à l'égard du secteur financier et des secteurs touchés par la crise. Les taxes à l'importation de certains produits agricoles sont momentanément surélevées pour soutenir l'agriculture russe, à partir du 11 décembre 2008. Le 19 décembre 2008, le secteur automobile est aidé par la facilitation du crédit à l'achat de véhicules et l'apport de financements à la production. Le reflux des capitaux est estimé pour l'année 2008-2009 à 191,1 milliards de dollars. Le 5 décembre 2008, les tarifs douaniers sont augmentés dans le secteur automobile pour les véhicules lourds et légers de marques étrangères, ce qui provoque des protestations dans les provinces de Russie d'extrême-orient, importatrices d'automobiles asiatiques.
En novembre 2009, Vladimir Poutine effectue une visite officielle à Paris et le partenariat entre la France et la Russie se traduit à cette occasion par la signature de nombreux accords commerciaux dans les domaines de l'énergie, de la défense et de l'automobile.

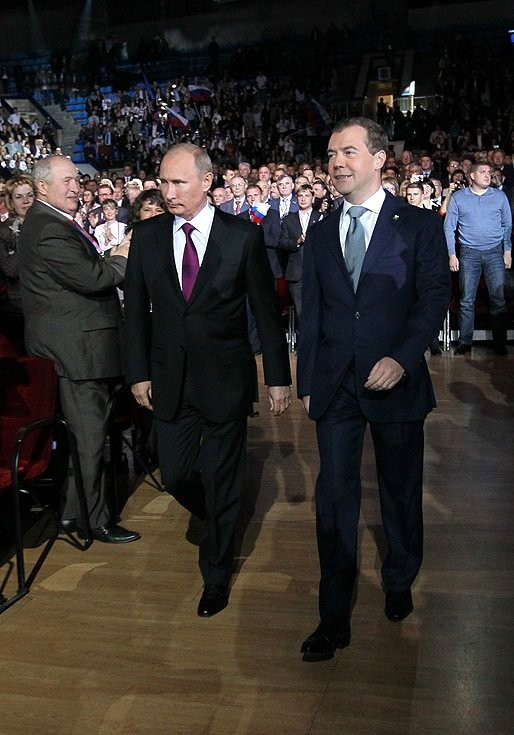
Vladimir Poutine et Dmitry Medvedev, à droite, lors du congrès de « Russie unie » du 24 septembre 2011.

La Banque mondiale fait savoir, en mars 2010, que les pertes russes ont été moindres qu'il ne l'avait été prévu au début de la crise. La croissance du premier trimestre 2010 est de 2,9 % et la croissance du secteur industriel est de 5,8 %, faisant de la Russie le second pays derrière le Japon dans le groupe des huit pays industrialisés. Toutefois, pendant le premier trimestre 2010, des dizaines de milliers de personnes bravent les interdictions de manifester d'abord à Kaliningrad, puis dans une cinquantaine de villes, et réclament la démission de Poutine en raison de la hausse du coût de la vie,,.

#### Candidature contestée à un troisième mandat présidentiel
Le 24 septembre 2011, lors du congrès de Russie unie, le président Dmitri Medvedev propose la candidature de Vladimir Poutine à l'élection présidentielle du 4 mars 2012. Le même jour, celui-ci confirme à la tribune sa candidature, Dmitri Medvedev devant prendre la tête du gouvernement après sa victoire. Vladimir Poutine est officiellement investi candidat de Russie unie le 27 novembre 2011. Il n'avait pas pu se représenter en 2008 car la Constitution russe impose alors une limite de deux mandats consécutifs ; en outre, une réforme constitutionnelle a entre-temps fait passer la durée du mandat présidentiel de quatre à six ans, ce qui lui permettrait de rester à la présidence jusqu'en 2024. À la suite de cette annonce, le ministre des Finances Alexeï Koudrine, longtemps pressenti pour le poste de président du gouvernement dans le cas d'une candidature de Poutine, critique publiquement cette décision, ce qui l'amène à démissionner le 26 septembre 2011.
Lors des élections législatives de décembre 2011, Russie unie obtient 49,32 % des voix, soit 15 points de moins qu'en 2007. Ce recul est, selon les observateurs, en partie imputable à ce qui est qualifié de « tour de passe-passe » avec Medvedev. Ces élections sont rapidement contestées en raison de fraudes présumées en faveur du parti au pouvoir. Alors que d'importantes manifestations ont lieu pour réclamer l'annulation du scrutin, la cote de popularité de Poutine diminue à des niveaux entre 42 et 51 % des sondés,.
Si Poutine reste le grand favori dans la course au Kremlin, il fait pourtant figure de dirigeant contesté au sein d'une partie de la population. Ainsi, plusieurs manifestations anti-Poutine ont lieu à Moscou et dans les grandes villes du pays et mobilisent plusieurs milliers, voire dizaine de milliers de personnes[réf. nécessaire].

### Troisième mandat présidentiel (2012-2018)

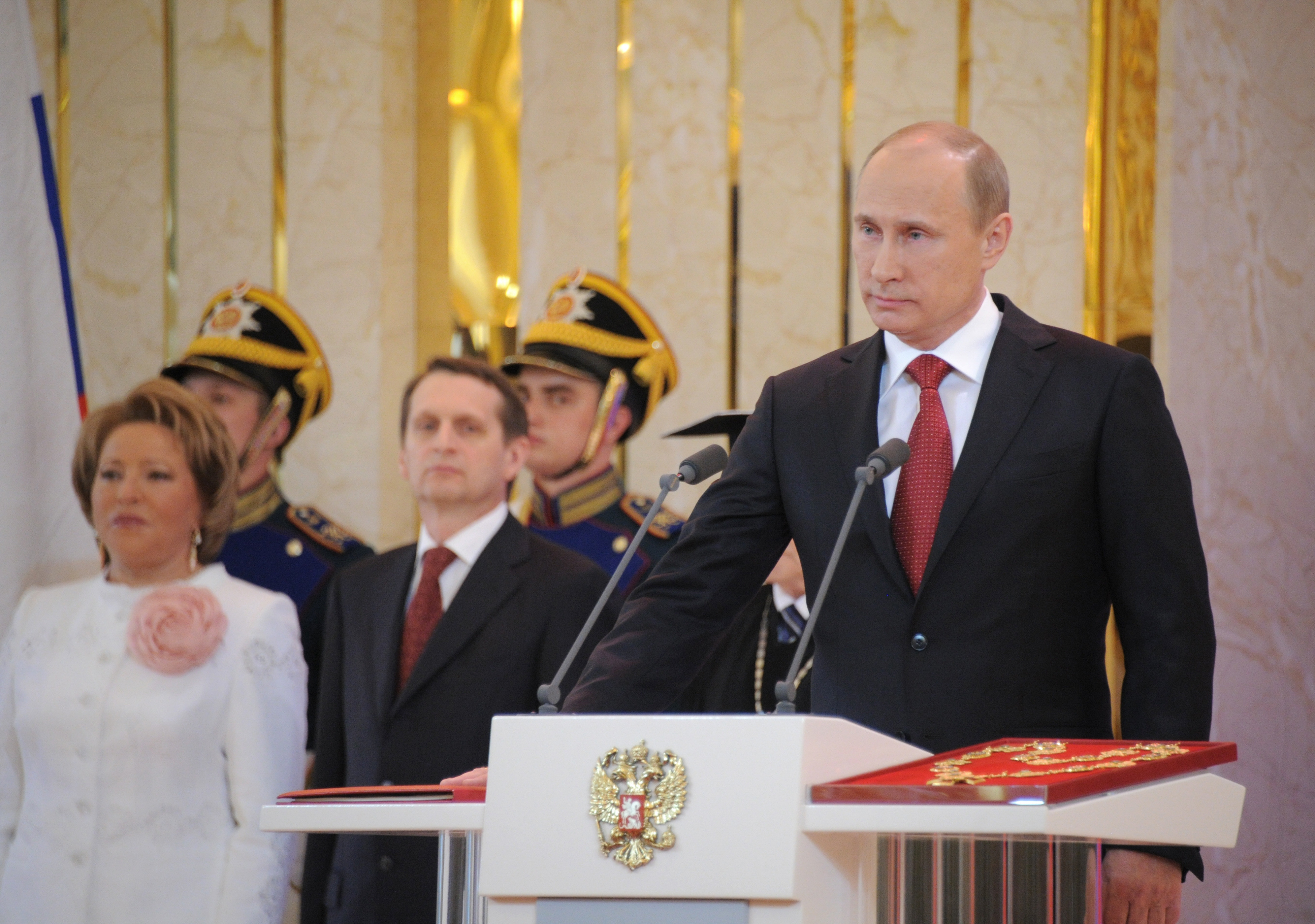
Investiture de Vladimir Poutine comme président de la Russie le 7 mai 2012.

Le 4 mars 2012, Vladimir Poutine est élu pour un mandat de six ans avec 63,6 % des voix au premier tour. Si le résultat est contesté par l'opposition, plusieurs chefs d'État, à l'image du président chinois Hu Jintao, ont félicité le président élu. Le soir même de l'élection, un concert de soutien au président du gouvernement est organisé devant le Kremlin.
L'investiture présidentielle de Poutine se tint le 7 mai 2012, lors d'une cérémonie officielle ayant pour théâtre le Kremlin. Le jour même, le nouveau président de la Fédération propose la candidature de son prédécesseur, Dmitri Medvedev, au titre de président du gouvernement ; la décision est étudiée puis approuvée par le Parlement.
Le 12 décembre, Vladimir Poutine, dans la salle des fêtes du Kremlin, prononce son premier discours à la Nation depuis son élection à la présidence. Au cours de cette longue intervention, le chef de l'État russe fait un grand nombre d'annonces, parmi lesquelles la création, notable et prochaine, d'un impôt sur les grandes fortunes ; une réforme annoncée parmi beaucoup d'autres, que Poutine souhaiterait mettre en place pour lutter contre les opérations illégales observées de plus en plus fréquemment dans l‘économie russe.
En 2013, la gestion habile de l'affaire d'écoutes révélée par Edward Snowden, puis les manœuvres diplomatiques de Poutine autour de la Syrie, permettant d'éviter une opération militaire occidentale qui s'annonçait imminente, montrent, selon les observateurs politiques, l'importance et le rôle accru de la Russie sur l’échiquier politique international. La venue des Jeux olympiques à Sotchi l'année suivante accroît également la pression médiatique sur la Russie.

Dans un même temps, en s'appuyant sur les valeurs chrétiennes et familiales traditionnelles auxquelles la population russe est encore largement fidèle, Vladimir Poutine fustige la légalisation du mariage homosexuel dans plusieurs pays occidentaux. Sous son impulsion, une loi prohibant la « propagande homosexuelle auprès des mineurs », est instaurée. Toutefois, le Président Poutine rappelle à plusieurs reprises que l'homosexualité est dépénalisée en Russie depuis 1991 et que la discrimination selon l'orientation sexuelle n'est pas légale. Plusieurs journalistes lui reprochent alors ses liens avec le chef de la république de Tchétchénie — membre de Russie unie, parti de Poutine — Ramzan Kadyrov : ce dernier est accusé d'avoir commandité plusieurs meurtres et d'inciter à la violence et la torture envers les homosexuels, emprisonnés et battus dans des camps.

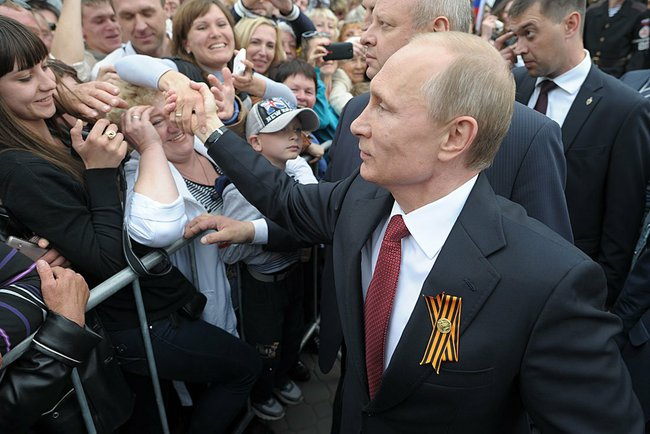
Vladimir Poutine à Sébastopol (Crimée), le 9 mai 2014.

En décembre 2013, il dissout l'agence de presse officielle RIA Novosti afin de donner naissance à un nouvel organisme, Rossia Segodnia. Ce nouvel organisme diffuse par différents canaux dont l'agence de presse Sputnik et le câble télévisuel RT un point de vue largement prorusse à l'étranger, non seulement sur les affaires internes à la Russie, mais également propres à d'autres pays.

L'opposant Boris Nemtsov, qui s'apprêtait à publier un rapport intitulé Poutine. La Guerre, est assassiné en 2015 devant le Kremlin, ce qui fait de nouveau descendre des gens dans la rue. Ce rapport traitait de l'invasion de la Crimée par la Russie, illégale en vertu du droit international, et le rôle que joue le gouvernement russe dans la guerre du Donbass en Ukraine, en armant les rebelles de l'est du pays. Ces actions jugées bellicistes par les membres du Groupe des huit valent la suspension de la Russie du cercle économique.

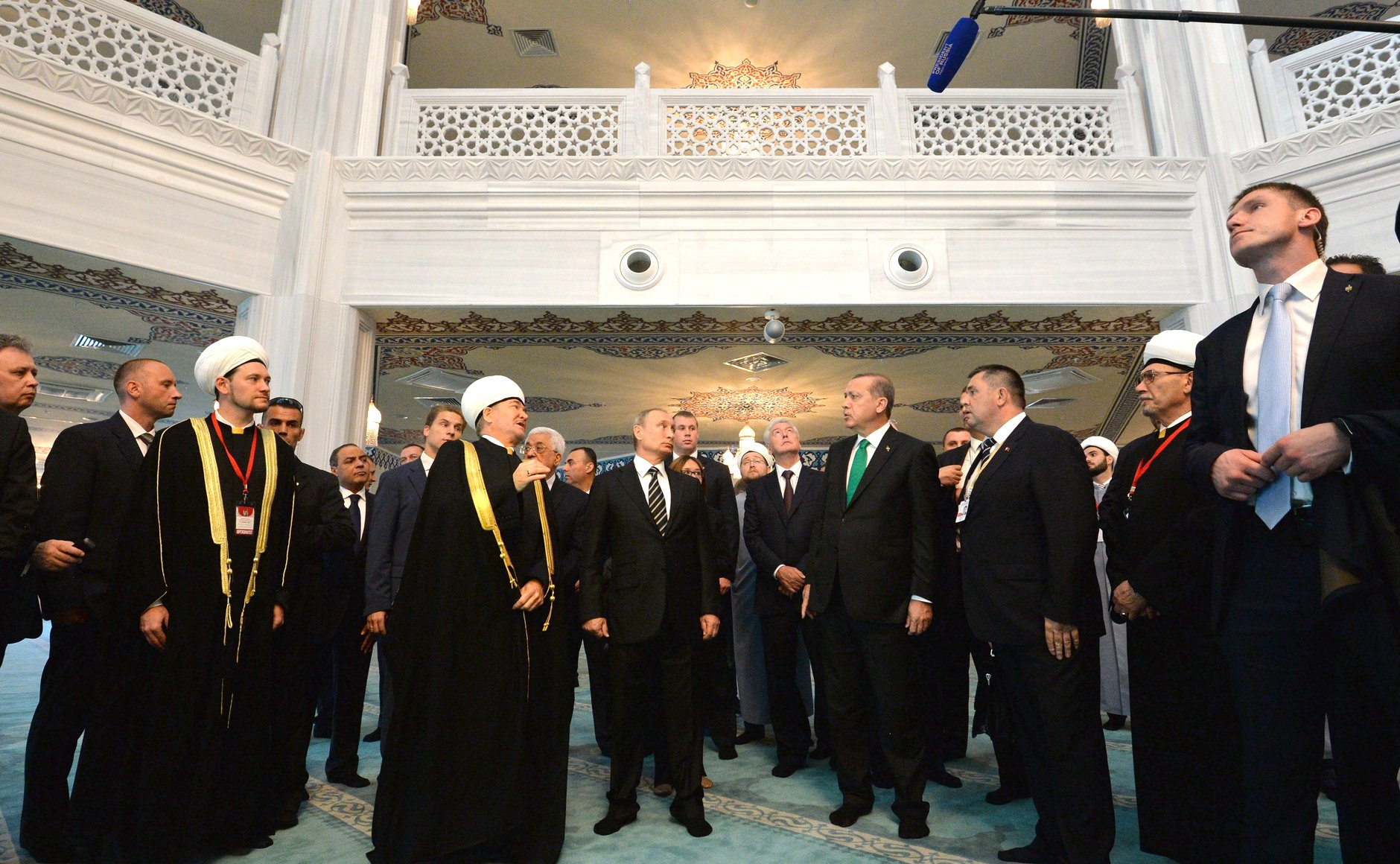
Vladimir Poutine et Erdoğan inaugurent la grande mosquée de Moscou, le 23 septembre 2015.

Dès le début de la guerre civile syrienne, la Russie apporte son soutien militaire au régime syrien. Le 30 septembre 2015, à la demande de Bachar el-Assad, affaibli par plusieurs revers, la Russie intervient directement en Syrie. L'aviation russe commence alors une campagne de frappes aériennes contre les rebelles et l'État islamique,. Le 24 novembre 2015, un Soukhoï Su-24 russe est abattu par l'aviation turque près de Lattaquié et un pilote tué, ce qui provoque une crise diplomatique entre la Russie et la Turquie, jusqu'à leur réconciliation à l'été 2016,,. Cependant, l'intervention des Russes renverse la balance en faveur des loyalistes qui progressent à nouveau sur plusieurs fronts. Des négociations sont menées entre les États-Unis et la Russie pour tenter d'obtenir un cessez-le-feu entre les rebelles et le régime et un règlement politique du conflit. Des trêves sont proclamées en Syrie en janvier, puis septembre 2016, mais elles ne durent à chaque fois que quelques jours,. À la fin de l'année 2016, les interventions militaires russe et iranienne permettent la victoire du camp loyaliste lors de la bataille d'Alep. Cependant, les bombardements russes et syriens provoquent la mort de plusieurs milliers de civils dans les quartiers rebelles ; les hôpitaux et les casernes de la défense civile syrienne sont ciblés à plusieurs reprises jusqu'à leur destruction complète. Les forces aériennes russes utilisent également des bombes à charge pénétrante « Bunker buster », des bombes à sous-munitions et des bombes incendiaires,,,,,. À l'automne 2016, le régime syrien et la Russie font alors l'objet d'accusations de crimes de guerre de la part des États-Unis, de la France, du Royaume-Uni, de l'Union européenne et d'Amnesty International,,. Jean-Marc Ayrault condamne la « stratégie de guerre totale » de la Russie alors que Boris Johnson estime que « la communauté internationale a le devoir de protéger » les populations syriennes face à l'« horreur » des frappes russes. Il affirme par ailleurs devant le Parlement britannique : « s'il faut pour cela affronter la puissance aérienne russe […], alors il faut le faire ».

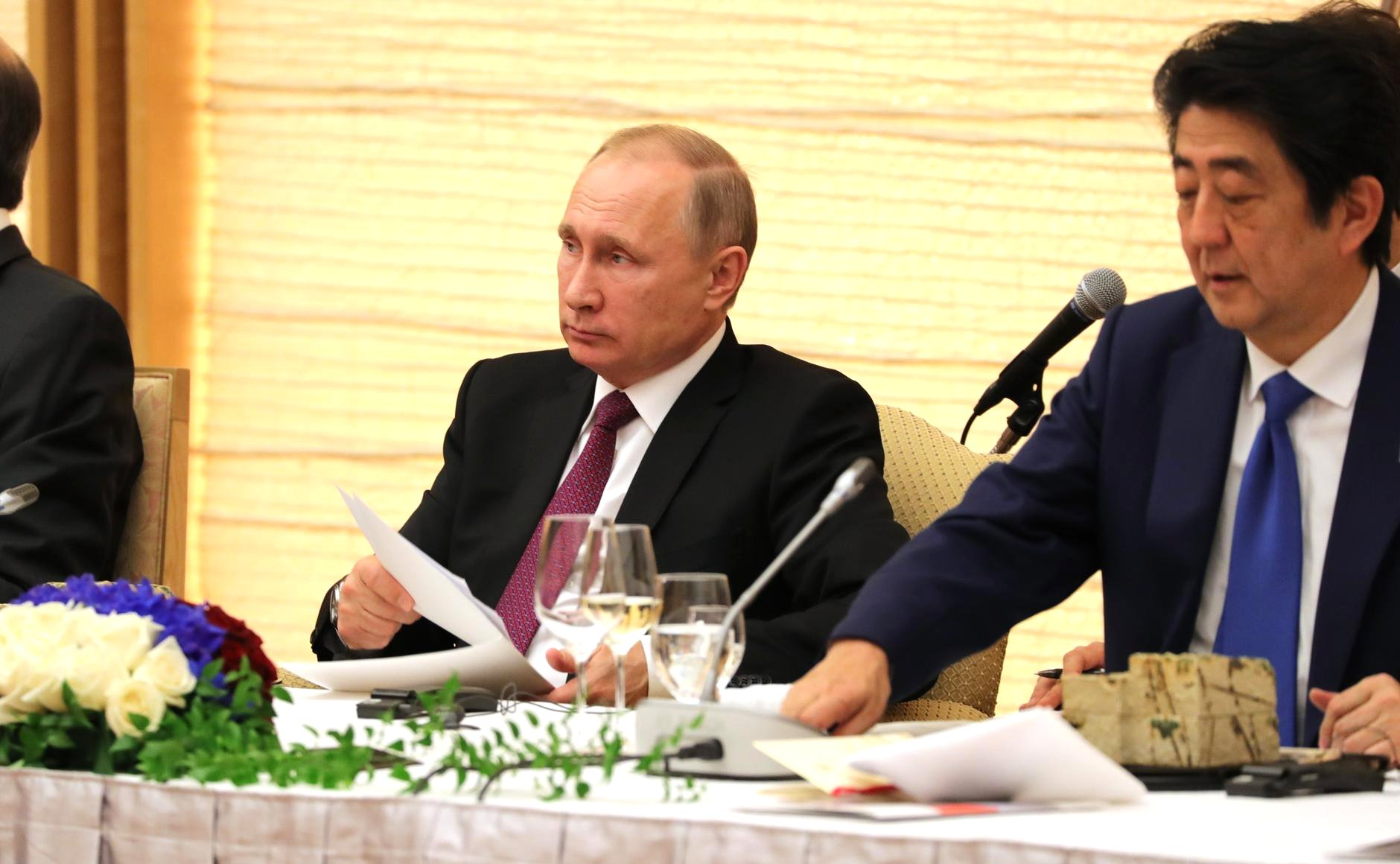
Vladimir Poutine, à gauche, avec le Premier ministre japonais Shinzō Abe à Tokyo, le 16 décembre 2016.

Vladimir Poutine annonce la création d'une garde nationale composée de 400 000 soldats, qui sera notamment chargée de protéger les institutions, et d'assurer le maintien de l'ordre en cas de grands troubles intérieurs en remplacement de l'armée traditionnelle.
Son mandat est marqué par une vague de soutiens parmi les partis d'extrême droite européens, mais aussi dans certains partis de gauche ou d'extrême gauche.
Le 27 octobre 2016, le président russe fait un discours à Sotchi, réfutant les affirmations du Président Barack Obama et Hillary Clinton, selon lesquelles des pirates russes à son ordre seraient les responsables du piratage des bases de données du Parti démocrate américain. Cependant, le président américain se base sur des recherches préliminaires amorcées par le Federal Bureau of Investigation, allant en ce sens. Poutine se déclare neutre quant à la finalité de l'élection présidentielle américaine de 2016 opposant Donald Trump à Hillary Clinton. Il aurait cependant une légère préférence pour une victoire de Trump, qui défendrait selon lui les intérêts des gens « ordinaires » aux États-Unis,.
En juin 2017, la chaîne payante américaine Showtime diffuse un documentaire du réalisateur américain Oliver Stone, The Putin Interviews, dans le cadre duquel le chef du Kremlin met en garde contre une recrudescence de l’hostilité entre les États-Unis et la Russie et déclare penser que « personne ne survivrait à un épisode de conflit armé » entre les deux pays. Il ajoute que malgré les tensions actuelles, il « ne désespérait pas d'une restauration des relations avec Washington ». En réaction aux remous causés par l'affaire du Russiagate il a estimé que l'ancien directeur du FBI, James Comey, « n'avait fourni aucune preuve que la Russie avait interféré dans les élections américaines » lors de son témoignage au Sénat.

### Quatrième mandat présidentiel (2018-2024)

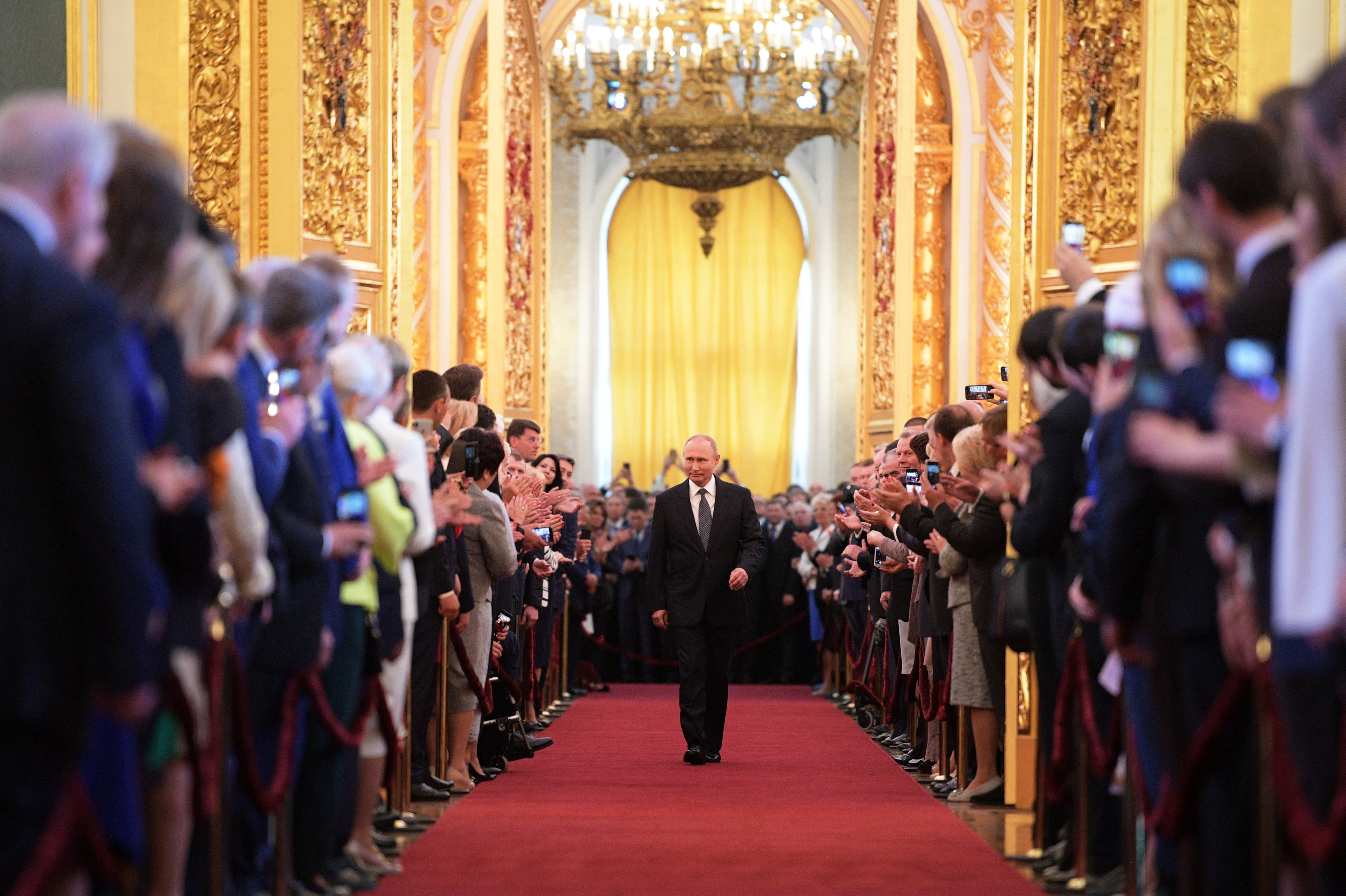
Vladimir Poutine le jour de son investiture pour un quatrième mandat présidentiel le 7 mai 2018.

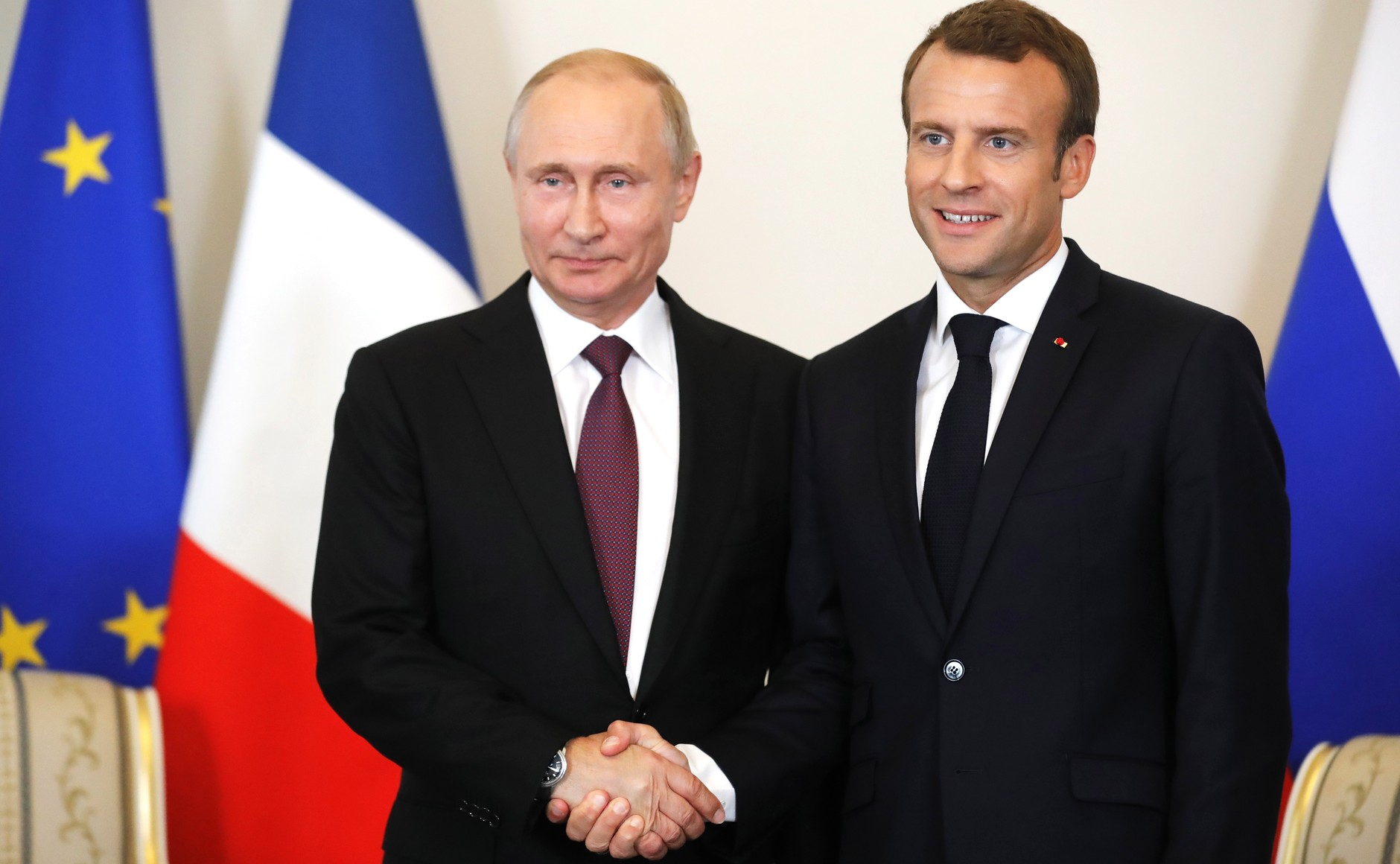
Les Présidents Vladimir Poutine avec Emmanuel Macron, à droite, le 24 mai 2018.

Vladimir Poutine brigue un nouveau mandat lors de l'élection présidentielle de 2018, qu'il remporte dès le premier tour. Comme pour les scrutins précédents, les principaux opposants n'ont pu se présenter et des fraudes électorales ainsi que des irrégularités ont entaché le scrutin, sans que leur ampleur soit facile à évaluer,. Il prête serment pour son nouveau mandat à la présidence de la Russie le 7 mai 2018.
Il propose le jour-même la reconduction de Medvedev à la tête du gouvernement.
En octobre 2018, sa popularité atteint l'un de ses plus faibles niveaux, principalement en raison d'une très impopulaire réforme prévoyant un relèvement de cinq ans de l'âge de départ à la retraite.
Le 15 janvier 2020, Vladimir Poutine propose une réforme de la Constitution russe renforçant les pouvoirs du Parlement au détriment du pouvoir présidentiel. Le 14 février suivant, il annonce un amendement de la Constitution, dans le but d'y mentionner « Dieu » et d'y inscrire qu'un mariage n'est possible « qu'entre un homme et une femme ». Le 10 mars 2020, la Douma vote un amendement du projet de révision constitutionnelle qui permettrait à Vladimir Poutine ainsi qu'à l'ancien président Dmitri Medvedev de briguer deux nouveaux mandats consécutifs après 2024, ouvrant la voie à la possibilité du maintien au pouvoir du président russe jusqu’en 2036. Le 14 mars suivant, Vladimir Poutine signe l'amendement de la Constitution lui permettant de briguer deux mandats supplémentaires. Après validation du texte par la Cour constitutionnelle, le président annonce qu'un vote par référendum se tiendra le 22 avril si la « situation sanitaire » — liée à la pandémie de Covid-19 — le permet.

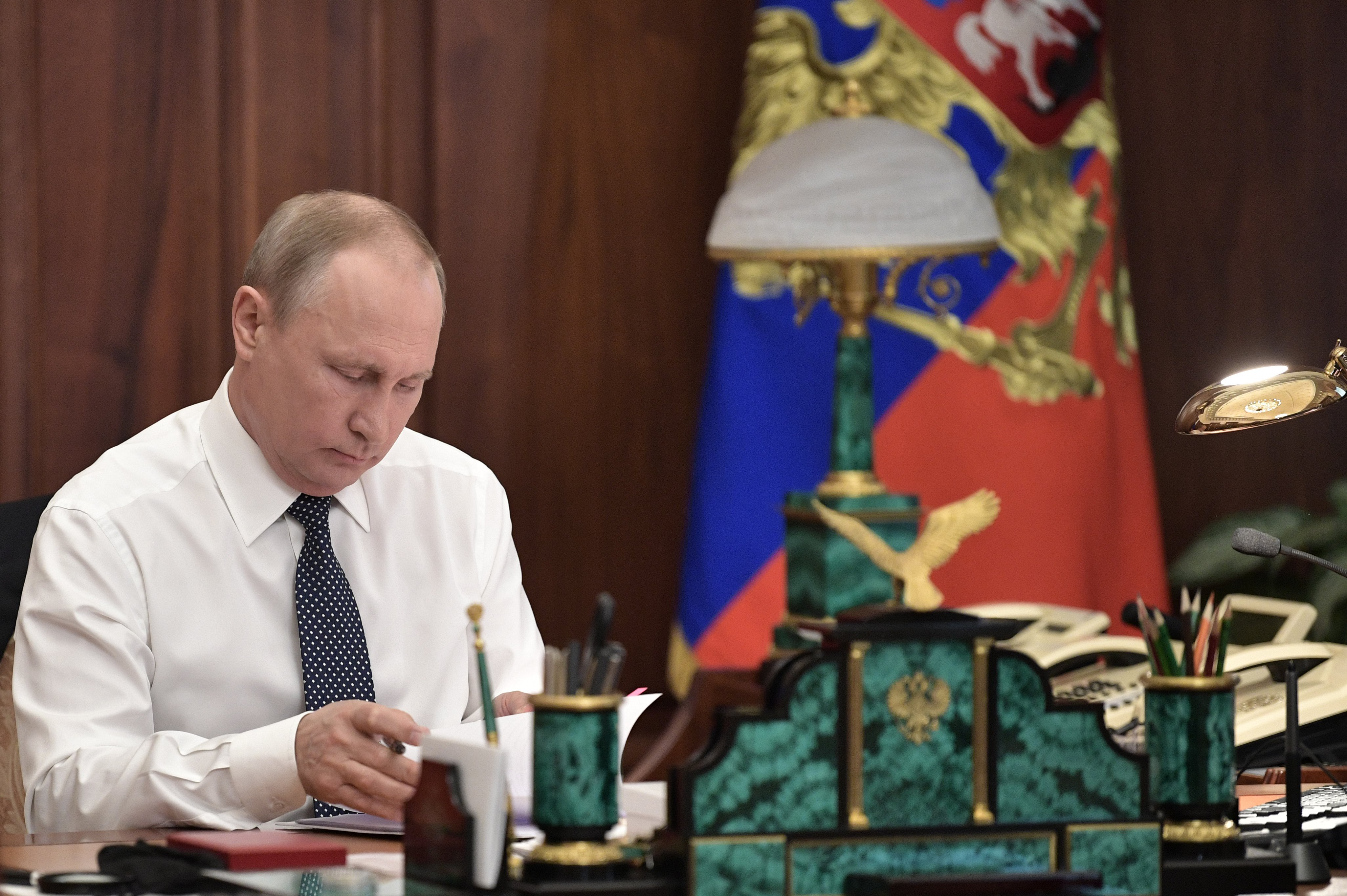
Vladimir Poutine travaillant à son bureau en 2018.

Ce n’est pas le cas et Vladimir Poutine annonce le 1er juin 2020 que, finalement, le référendum se tiendra au début du mois suivant,. Le 1er juillet 2020, la révision constitutionnelle est adoptée avec 77,9 % des suffrages exprimés. Le 21 juillet suivant, Vladimir Poutine signe un décret qui donne désormais jusqu'en 2030 pour réduire de moitié la pauvreté dans le pays, voulant mener à leur terme « les objectifs de développement de la Russie » d’ici à cette date. Le 22 décembre, il fait adopter une loi donnant l'immunité judiciaire à vie aux anciens présidents, ainsi qu'à leurs proches : ce nouveau texte dispose qu’un ex-président russe « ne peut être poursuivi pénalement ou administrativement » ; il ne peut pas, par ailleurs, être arrêté par la police, subir un interrogatoire ou être perquisitionné.
En novembre, Vladimir Poutine joue un rôle clé dans l'obtention d'une déclaration de cessez-le-feu, mettant fin à la guerre au Haut-Karabagh.

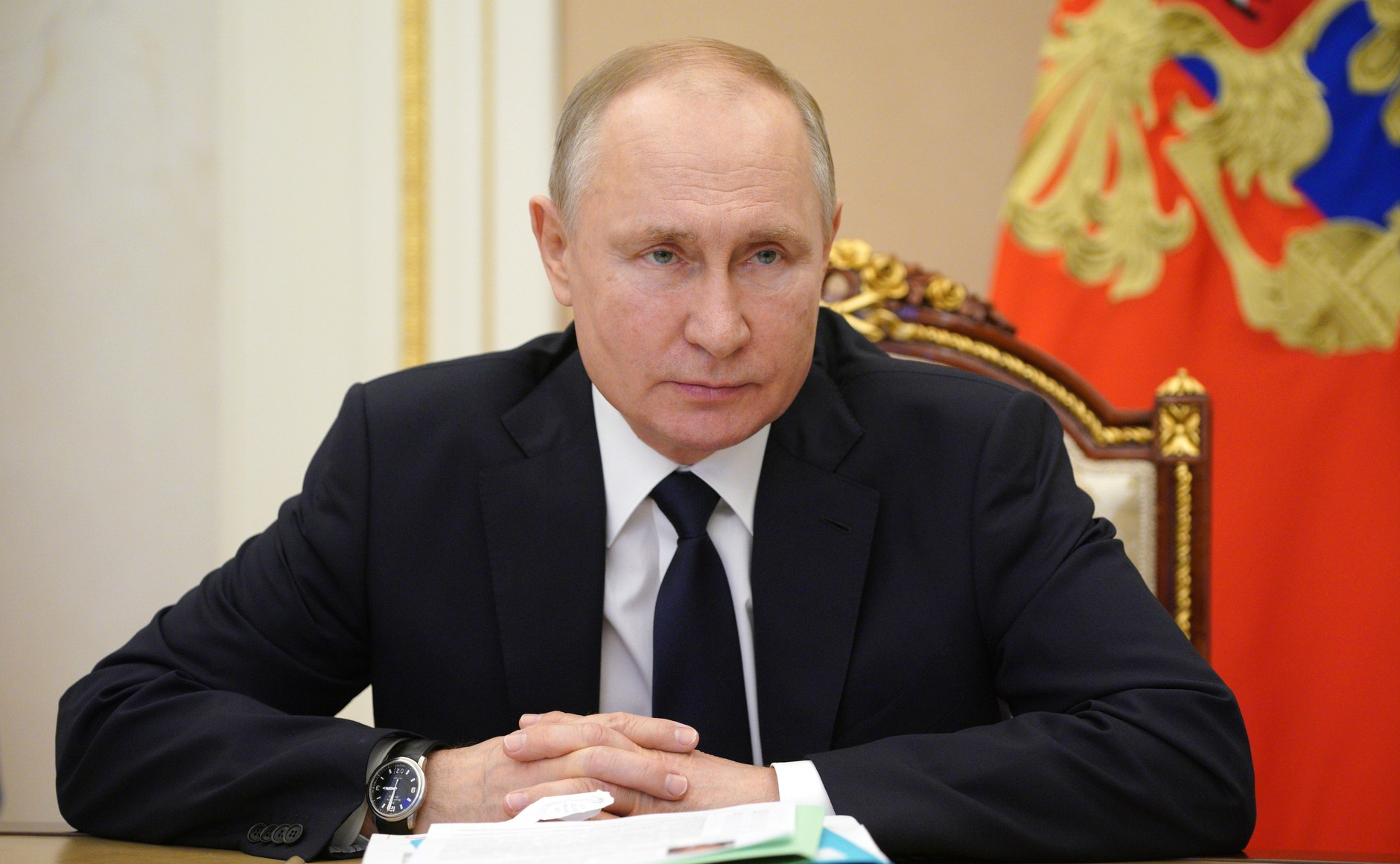
Vladimir Poutine en 2021.

Dans une vidéo publiée sur YouTube le 19 janvier 2021 et qu'il présente comme le résultat d'une enquête menée par sa Fondation anti-corruption (FBK), l'opposant Alexeï Navalny dénonce le faste et les financements du « palais de Poutine », une immense demeure dotée de nombreux équipements. L'opposant prête notamment au président Poutine un goût « pathologique » pour le luxe et détaille des montages financiers dont le but serait de « créer comme un tampon autour du palais » par rapport à son véritable propriétaire. Trois jours après sa publication, la vidéo de près de deux heures a été visionnée plus de 53 millions de fois. Le porte-parole du Kremlin, Dmitri Peskov, réagit en affirmant ne pas l'avoir vue mais indique en même temps que rien de ce qu'elle dit n'est vrai,. Dans le pays, des manifestations éclatent alors en soutien à Navalny, emprisonné depuis son retour en Russie le 13 janvier, et contre le président Vladimir Poutine, accusé d'être un « voleur » par les manifestants. En réaction, Vladimir Poutine accuse l'Occident d'utiliser Navalny pour « tenter d'endiguer la Russie ». Condamné pour « extrémisme », l'opposant meurt dans la colonie pénitentiaire n° 3 située à Kharp (Iamalie) en février 2024, ce qui l'ajoute aux décès suspects de personnalités russes depuis l'invasion de l'Ukraine par la Russie.
Le 20 mai 2021, lors d'une réunion sur les dernières armes de défense russes portant notamment sur le super-missile Avangard, Vladimir Poutine estime que de nombreuses puissances occidentales « n'acceptent pas l'immensité de la Russie ». Moscou se félicite cependant de « signaux positifs » dans l'avancée des relations russo-américaines, Washington ayant annoncé l'abandon de certaines sanctions contre le gazoduc stratégique Nord Stream 2.
Le 4 juin 2021, Vladimir Poutine promulgue une loi, adoptée en mai par la Douma, qui interdit aux collaborateurs d'organisations qualifiées par la justice d'« extrémistes » de participer aux élections. Une grande partie de l'opposition y voit un moyen de limiter le nombre de candidats hostiles au pouvoir en place.
Le parti présidentiel, Russie unie, arrive en tête des élections législatives de 2021 avec 49,8 % des suffrages exprimés. L'opposition accuse le pouvoir de fraude électorale, parlant de « bourrages d'urnes » et de « manipulation du vote en ligne ». L'Union européenne dénonce un « climat d'intimidation », les États-Unis estiment que « les Russes ont été empêchés d'exercer leurs droits civiques » et le Royaume-Uni déplore un « grave recul des libertés démocratiques ». De son côté, Vladimir Poutine remercie les Russes pour « leur confiance » à la suite de cette victoire qui le renforce d'une nouvelle majorité à la Douma, deux ans avant l'élection présidentielle de 2024.

#### Guerre russo-ukrainienne

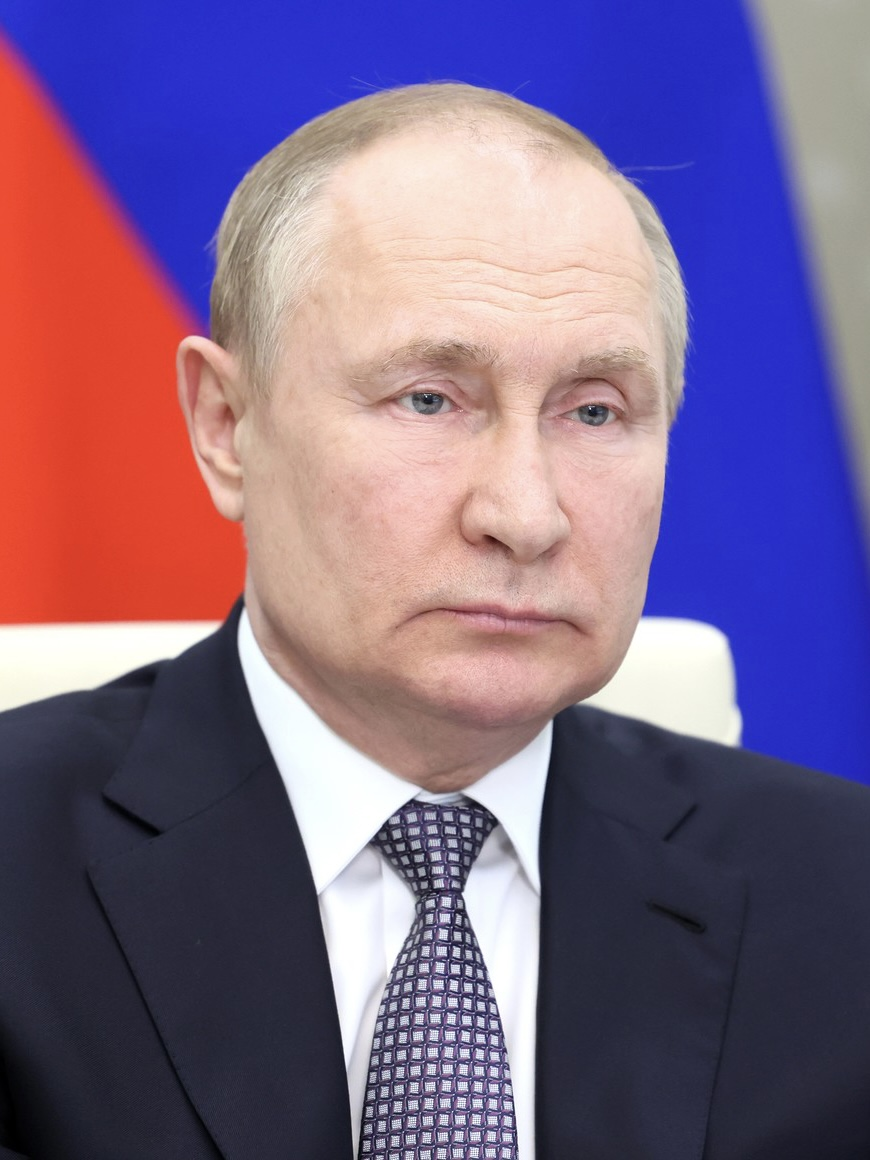
Vladimir Poutine en 2022.

En février 2022, il reconnaît officiellement les républiques séparatistes de Donetsk et de Lougansk, alors que les relations avec l'Ukraine sont tendues depuis plusieurs mois. Dans les premières heures du 24 février, au cours d'une allocution, Vladimir Poutine annonce le lancement de l'invasion de l'Ukraine par la Russie dans le but de « démilitariser et dénazifier » le pays, présentant cette attaque comme une « opération militaire spéciale ». Quelques minutes après cette déclaration, les Forces armées de la fédération de Russie pénètrent en territoire ukrainien. La quasi-totalité des pays membres de l'Union européenne, les États-Unis et l'ONU, par la résolution ES-11/1, condamnent de façon unanime tout au long de la première journée l'invasion russe de l'Ukraine, et annoncent des sanctions économiques et du renforcement militaire en appui aux Forces armées ukrainiennes. Le président des États-Unis, Joe Biden, déclare qu'il « n'enverra pas de troupes sur le sol ukrainien » mais qu'il « défendra le moindre pouce du territoire de l'OTAN ». Emmanuel Macron, président de la République française, estime lors d'une allocution que « Vladimir Poutine a renié sa parole » et affirme que « La France se tient aux côtés du peuple ukrainien ». Le Premier ministre britannique Boris Johnson et le président des États-Unis Joe Biden qualifient le président russe de « dictateur », condamnant l'offensive russe,,,. Vladimir Poutine est placé le 25 février 2022 sur la liste noire de l'Union Européenne.
Le 9 septembre 2022, à la suite d'un revers militaire russe lors de l'invasion de l'Ukraine, deux groupes de députés municipaux à Saint-Pétersbourg et à Moscou ont appelé à la destitution de Vladimir Poutine, sans que celle-ci ait aucune chance d'aboutir. Selon Christopher Steele, ex-agent du MI 6, Poutine ne survivrait pas à une défaite en Ukraine. Le 21 septembre 2022, Vladimir Poutine annonce une mobilisation partielle correspondant à 300 000 réservistes et renouvelle la menace nucléaire « si les intérêts de la Russie sont menacés »,. Le 30 septembre, la Russie de Vladimir Poutine procède à l'annexion de quatre régions occupées du sud et de l'est ukrainien (les oblasts de Louhansk, Donetsk, Zaporijjia et Kherson), où les combats se poursuivent et que de fait, son armée ne contrôle pas entièrement.
Le 20 juin 2025, au Forum économique international de Saint-Pétersbourg, Vladimir Poutine déclare : « Je considère les Russes et les Ukrainiens comme un seul peuple. Dans ce sens, toute l’Ukraine est nôtre. [...] Là où un soldat russe met le pied, cela nous appartient ».
- Allocution de Vladimir Poutine déclarant le début de l'invasion de l'Ukraine par la Russie le 24 février 2022 (sous-titrée en russe et en anglais)[142].

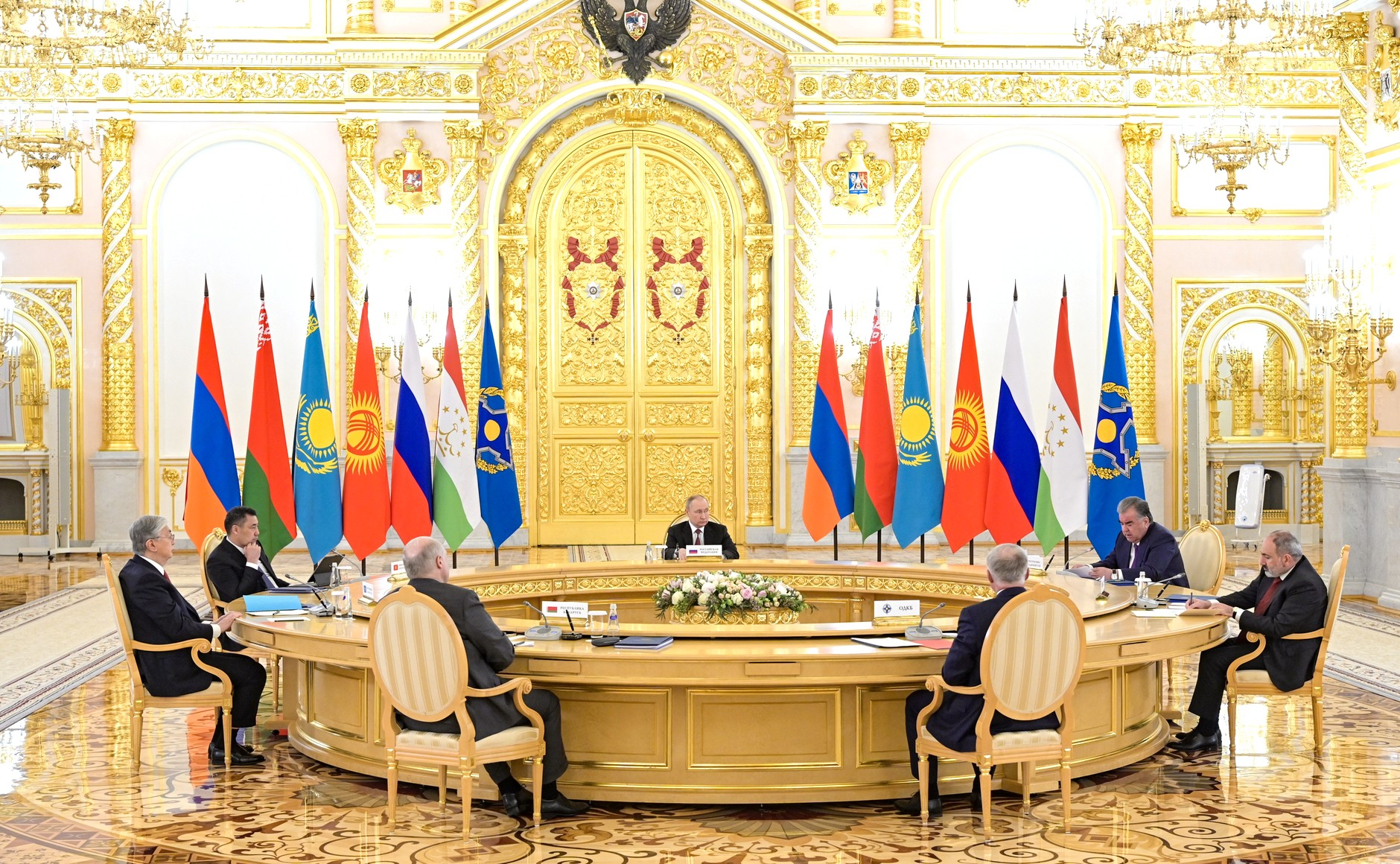
Vladimir Poutine, au centre de face, présidant le sommet de l'Organisation du traité de sécurité collective au Kremlin, le 16 mai 2022.
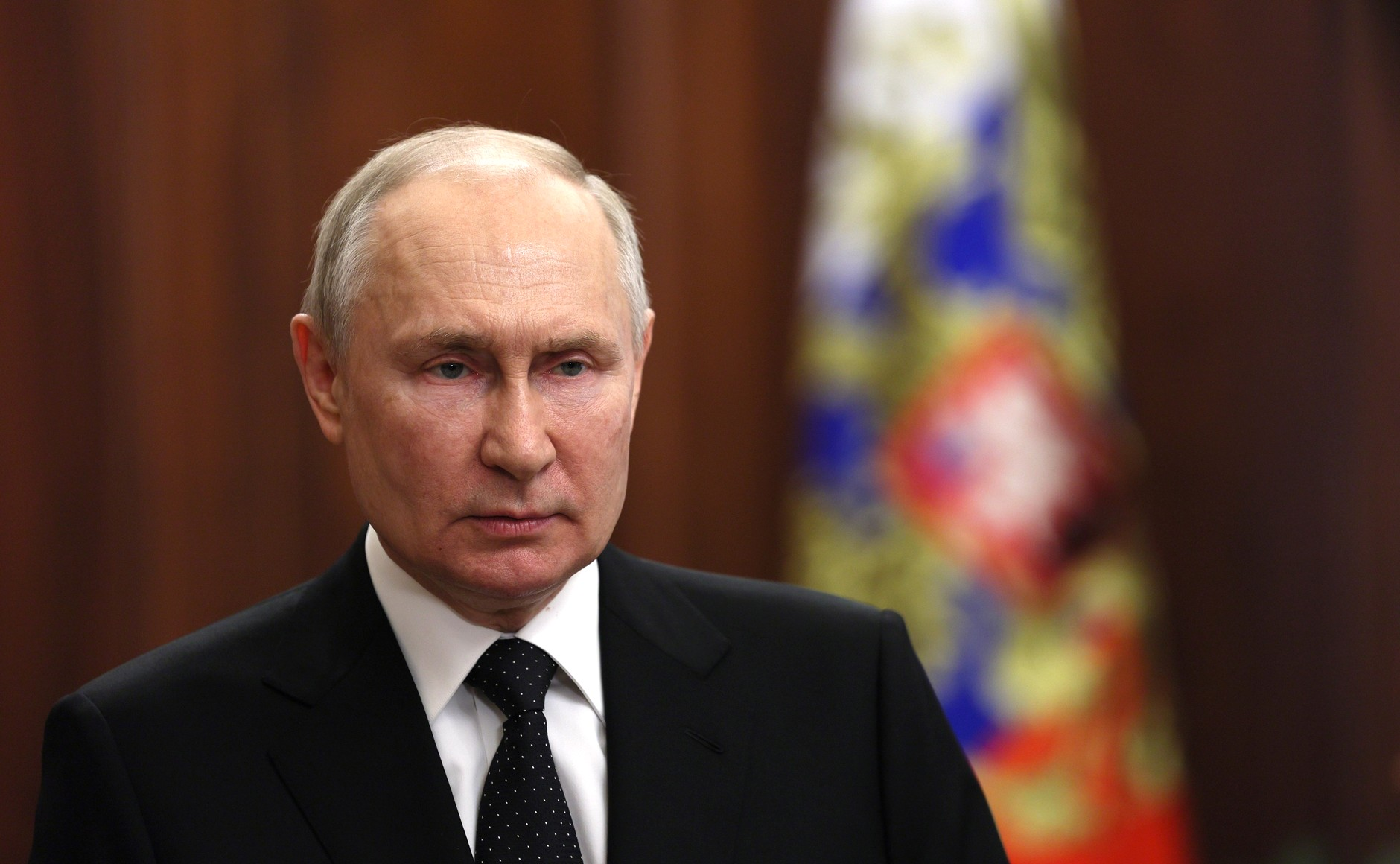
Vladimir Poutine s’adressant au peuple russe après la rébellion de Wagner, le 24 juin 2023.
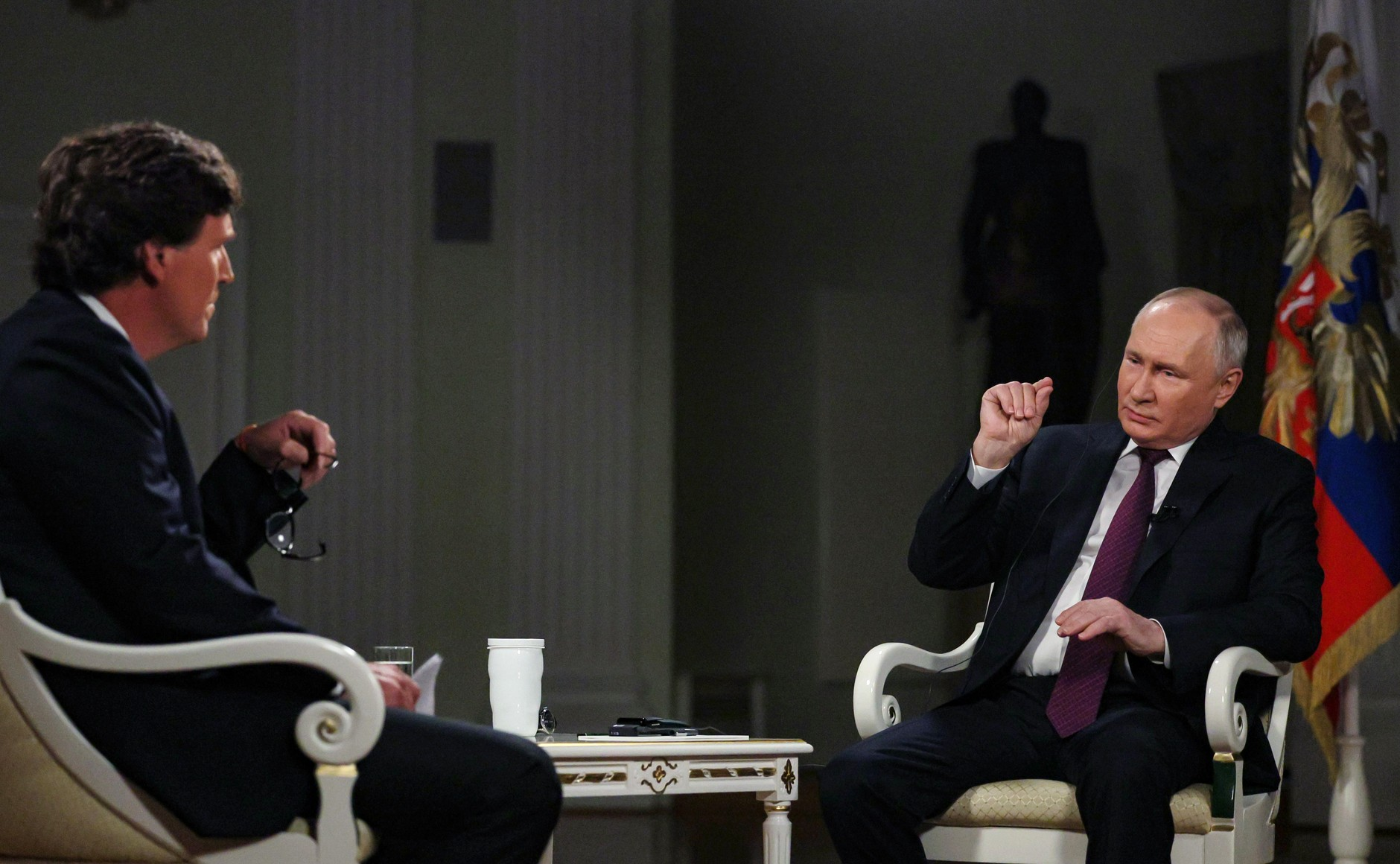
L'entrevue de Vladimir Poutine avec Tucker Carlson, à gauche, le 8 février 2024 : il s'agit du premier entretien accordé à un journaliste occidental depuis le début de l'invasion de l'Ukraine.

### Cinquième mandat présidentiel (depuis 2024)
« Le vendredi 15 mars 2024, le président du Conseil européen Charles Michel a « félicité » avec ironie, le président russe Vladimir Poutine pour sa réélection alors même que le vote avait à peine débuté ».

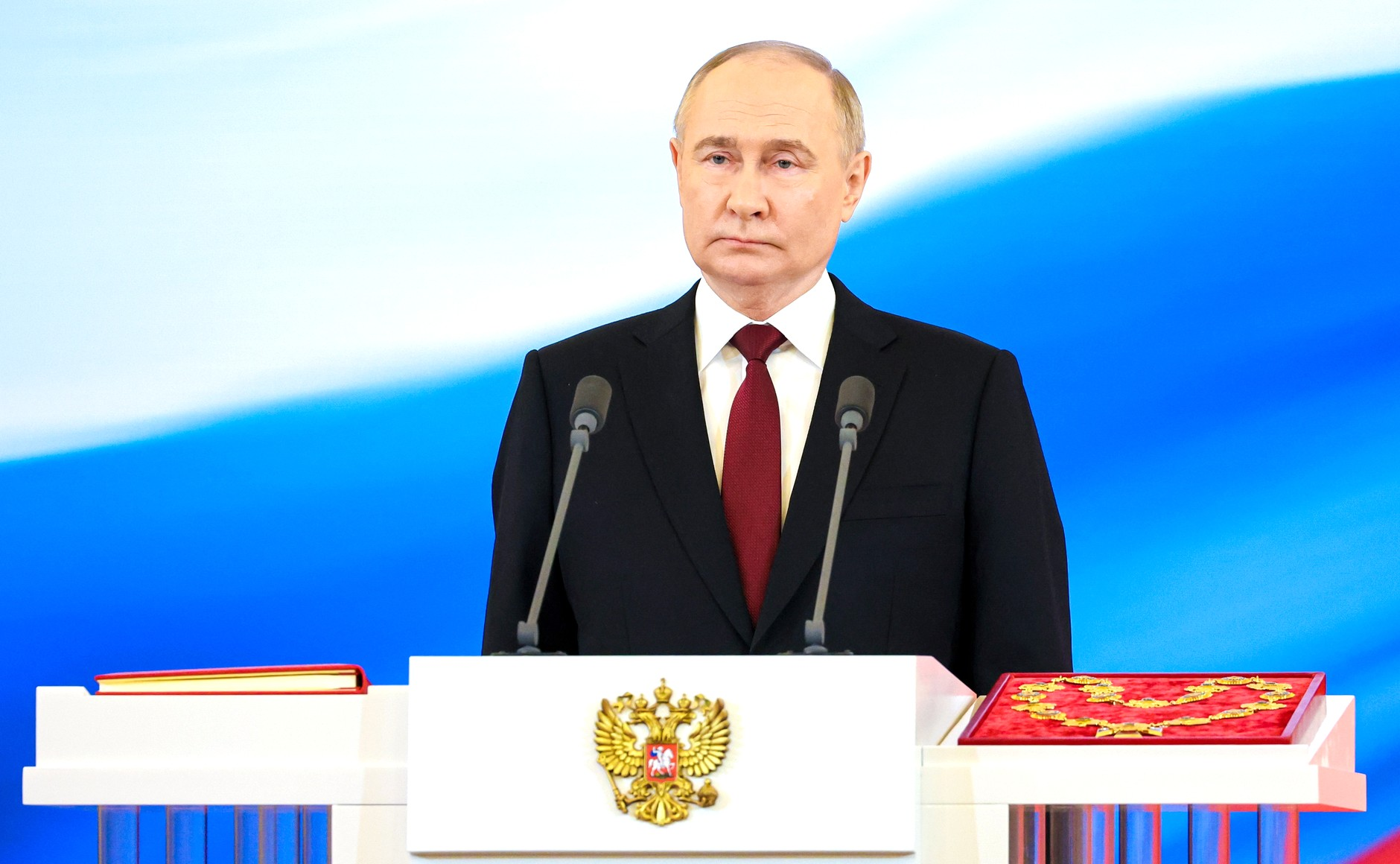
Vladimir Poutine durant sa cinquième cérémonie d’investiture présidentielle, le 7 mai 2024.

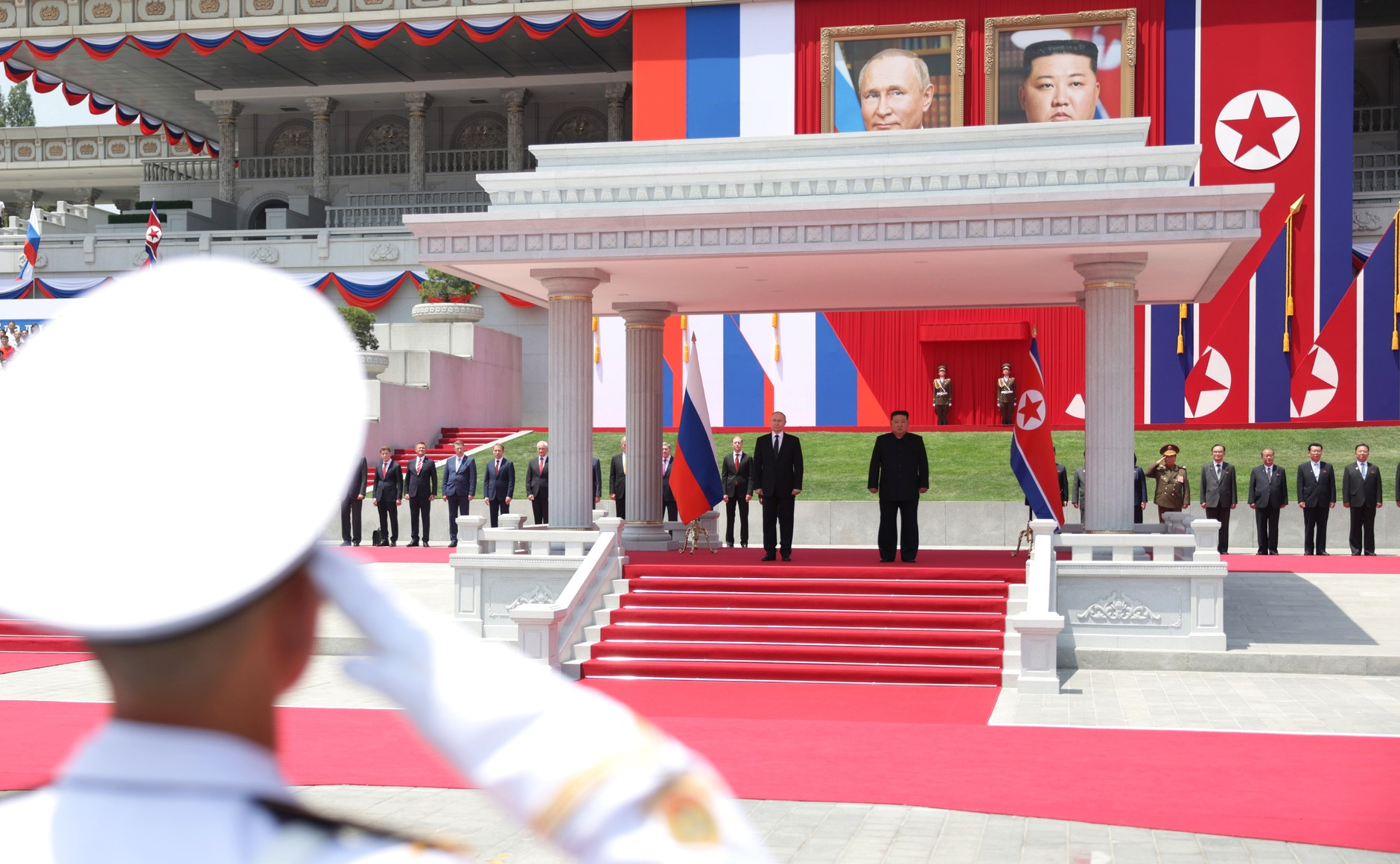
Vladimir Poutine et Kim Jong-un, à droite, durant une cérémonie officielle à Pyongyang, le 19 juin 2024.

L'attentat du Crocus City Hall, perpétré à Krasnogorsk (oblast de Moscou) le 22 mars 2024, fait 145 morts et 551 blessés,, ce qui en fait l'attentat terroriste le plus meurtrier en Russie depuis la prise d'otages de Beslan en 2004. Le Président Poutine accuse l'Ukraine d'être responsable de cet attentat, bien qu'il soit revendiqué par l'État islamique,.
Le 12 mai 2024, Poutine procède à un remaniement ministériel et nomme Andreï Belooussov, économiste de carrière, au poste de ministre de la Défense en remplacement de Sergueï Choïgou. Ce changement est perçu comme une manœuvre visant à transformer durablement l'économie russe en une économie de guerre, en prévision de plusieurs années de conflit en Ukraine.
Le 18 juin 2024, en visite officielle en Corée du Nord, Vladimir Poutine signe avec son homologue et allié Kim Jong-un un partenariat stratégique. Durant cette visite, Poutine exprime sa reconnaissance à Kim et à son régime pour le soutien affiché à la Russie dans la guerre contre l'Ukraine: « Nous apprécions beaucoup votre soutien systématique et permanent de la politique russe, y compris sur le dossier ukrainien. ».
Le 12 septembre 2024, Poutine déclare que la Russie considérera les pays membres de l'OTAN comme directement en guerre contre elle si ceux-ci envoient à l'Ukraine des missiles à longue portée visant le territoire russe,,.
Alors que l'armée russe connaît une avancée importante sur le territoire ukrainien au cours de l'été 2025 et que le nombre de victimes depuis le début du conflit se monte à un million de morts en date de juillet, Donald Trump et Vladimir Poutine se rencontrent à Anchorage, en Alaska, le 15 août 2025 dans le cadre du sommet États-Unis-Russie de 2025, afin d'initier des négociations de paix entre l'Ukraine et la Russie. N'incluant pas Volodymyr Zelensky, cette rencontre préparatoire doit selon le président américain être le prélude d’une rencontre ultérieure entre Poutine et Zelensky sous la médiation de Trump. Celui-ci souhaite que l'Ukraine cède des territoires à la Russie et que celle-ci abandonne une partie de ses conquêtes. 

## Vie privée

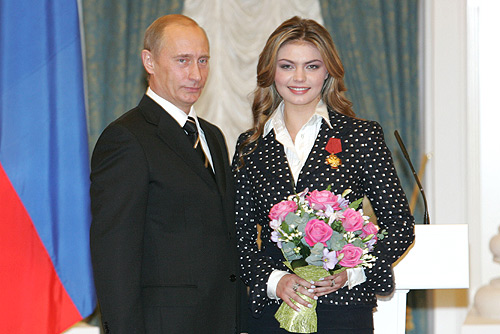
Vladimir Poutine et sa maîtresse alléguée Alina Kabaeva le 21 décembre 2005.

En 1982, Poutine rencontre Lioudmila Alexandrovna Chkrebneva, une jeune hôtesse de l'air, qu'il épouse l'année suivante. Ils ont deux filles, Maria, née en 1985 à Léningrad, et Ekaterina, née en 1986 à Dresde.
Le 6 juin 2013, confirmant les nombreuses rumeurs sur leur séparation qu'ils ont démenties à plusieurs reprises, Vladimir et Lioudmila Poutine annoncent leur divorce lors d'un entretien accordé à la chaîne Rossiya 24,.
Poutine, encore marié, aurait eu une liaison avec Svetlana Krivonogikh (en), une ancienne femme de ménage devenue subitement millionnaire après la naissance de leur fille Elizaveta (connue aussi sous le nom de Luiza Rozova) en 2003,,.
Il se lie ensuite avec la gymnaste Alina Kabaeva, de trente ans sa cadette, qu'il aurait aidée à se faire élire à la Douma d'État en 2007 et dont il aurait eu trois enfants. Le nombre d'enfants pourrait être en fait de quatre, soit deux garçons et deux filles jumelles. Ces quatre enfants seraient nés en Suisse et auraient des passeports suisses. En septembre 2024, les deux fils que Poutine a eus avec Kabaeva sont identifiés comme étant Ivan, né en 2015 à Lugano, et Vladimir Jr., né en 2019 à Moscou. Contrairement aux précédentes spéculations, il n'y aurait donc que deux fils issus de cette liaison,,.
Par Maria Vorontsova, Vladimir Poutine est le grand-père de deux petits-fils nés en 2012 et en 2017,,, et, par Katerina Tikhonova, d'une petite-fille née en 2017.
En avril 2022, à la suite du massacre de Boutcha en Ukraine, Maria Vorontsova et Katerina Tikhonova, ses filles issues de son premier mariage avec Lioudmila Alexandrovna Chkrebneva, sont sanctionnées par les États-Unis, l'Union européenne et le Royaume-Uni,.
Vladimir Poutine possède plusieurs chiens.

## Prises de position

### Économie

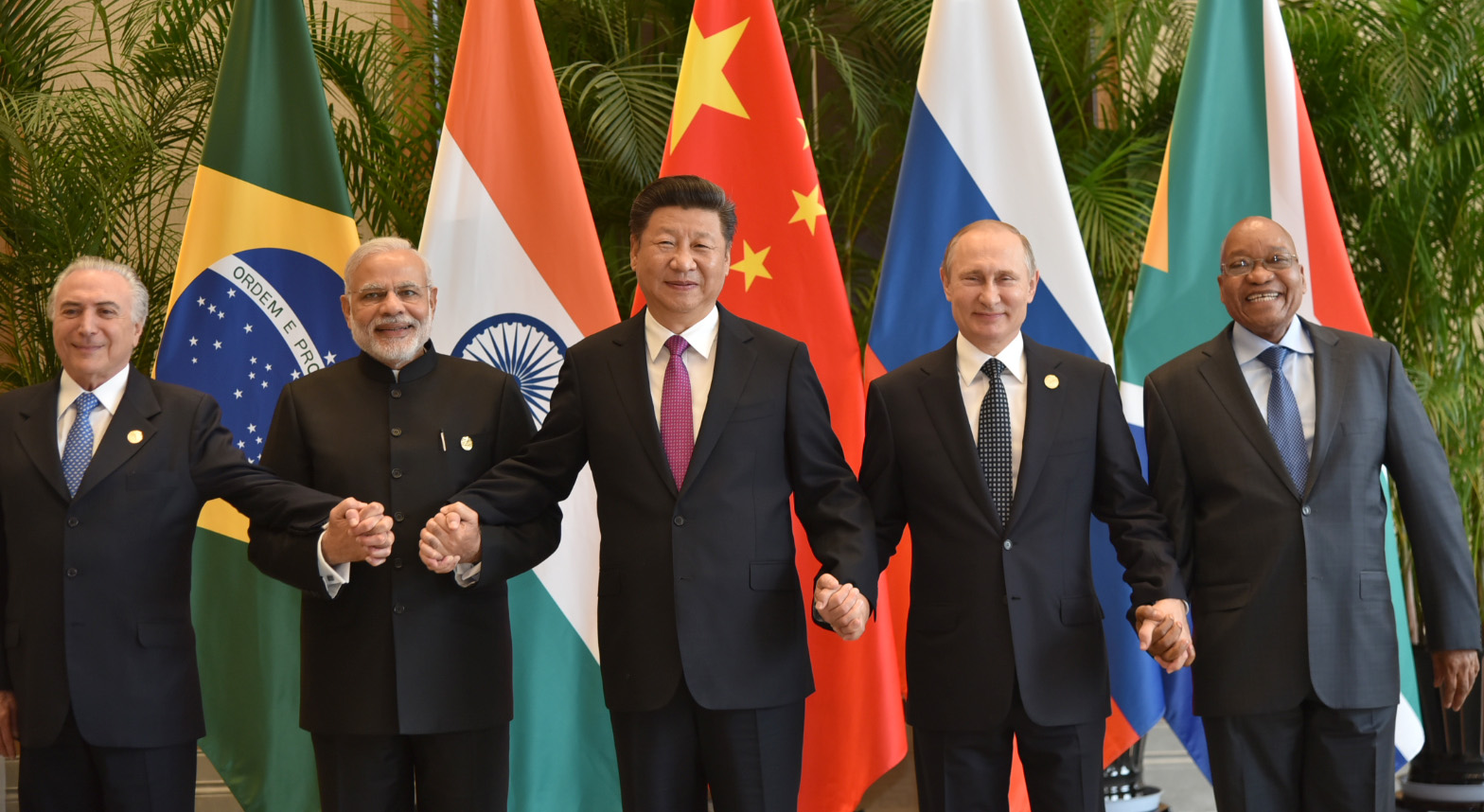
Les dirigeants des pays du BRICS lors du sommet à Hangzhou en 2016.

En 1999, il annonce sa volonté de structurer l'économie russe par un réseau de PME-PMI : « L'État doit agir où et quand on a besoin de lui ; la liberté doit exister où et quand elle est requise ». Le journaliste Frédéric Pons affirme que Vladimir Poutine est « libéral en économie ». Durant ses deux premiers mandats présidentiels, Poutine s'entoure de ministres et de conseillers libéraux, dont Andreï Illarionov.[réf. nécessaire]
Ce dernier estime toutefois que Vladimir Poutine ne peut pas être qualifié de libéral ni sur le plan économique — « il a adopté à l'époque une forme économique neutre, répandue en Occident, ni de gauche ni libérale au sens classique » —, ni sur le plan politique — « ayant développé ses vues au sein du KGB, il a initié une politique qui n'a absolument rien à voir avec le libéralisme » ; il résume le projet de Vladimir Poutine dans la volonté de « construire un système impérial efficace et contemporain, fondé sur une économie de marché ». Pour Alexandre Morozov, « il ne promeut [à cette époque] aucune « voie russe » spécifique, mais une philosophie politique tout à fait européenne ». Plus globalement, il juge que « la philosophie fondamentale de Poutine demeure économico-centriste. Il veut gagner des ressources pour participer au capitalisme mondial avec de nouvelles forces. Mais il ne propose pas de doctrine alternative par rapport au capitalisme financier global. Il ne veut pas le détruire ni proposer autre chose ».
Durant ses deux premiers mandats, le gouvernement russe replace des secteurs économiques stratégiques accaparés par des oligarques, notamment les hydrocarbures, sous le contrôle de l'État[réf. nécessaire]. Il entreprend par ailleurs de réduire les dépenses sociales et d'instaurer une fiscalité favorable aux entreprises et aux hauts revenus ; un taux unique d'imposition sur le revenu (13 %) est mis en place en 2001, et un nouveau code du travail plus favorable au patronat est adopté en 2002[réf. nécessaire]. Les autorités ajoutent au système de retraite un système par capitalisation obligatoire ; 6 % des cotisations retraite sont ainsi dirigées non vers le financement des retraites en cours, mais vers des intermédiaires financiers ou des fonds de pension privés.
En 2005, à la suite d'un mouvement de protestation sans précédent depuis le début des années 1990, le gouvernement est amené à introduire certaines réformes sociales, dont notamment le renforcement des allocations familiales. Après la crise économique de 2008, puis les sanctions imposées par les États-Unis et l'Union européenne en 2014 qui font entrer la Russie en récession, le gouvernement relance sa politique d'austérité en réduisant certaines dépenses sociales. En matière fiscale, les autorités choisissent d'augmenter les taxes et impôts sur le travail (élévation du taux de l’impôt sur le revenu et de la TVA) et de réduire ceux sur le capital. De nombreuses aides et crédits d’impôt sont octroyés aux grandes entreprises, y compris les plus rentables. D'après la Cour des comptes, ces avantages fiscaux se sont traduits par un manque à gagner de 11 000 milliards de roubles (145 milliards d'euros) pour le budget de l'État.

### Attitude à l'égard de l'URSS

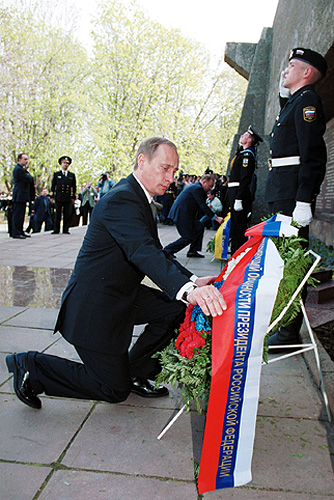
Vladimir Poutine au monument aux « défenseurs de Sébastopol » de 1941-1942.

Dès son arrivée à la présidence, Vladimir Poutine rétablit l'hymne de l'Union soviétique, contre l'opinion d'une partie significative de son administration, en faisant changer les paroles. En 2005, il déclare que la « désintégration de l'URSS a été la plus grande catastrophe géopolitique du XXe siècle », mais également : « Celui qui ne regrette pas la dissolution de l’Union soviétique n’a pas de cœur ; celui qui veut ressusciter l’Union soviétique n’a pas de cerveau ». Lors de son discours du 18 mars 2014, prononcé à l'occasion de l'annexion de la Crimée, il persiste : « Ce qui semblait impensable, malheureusement, est devenu réel. L'URSS s'est désintégrée », soutenant ainsi la reconquête de l'ancien territoire soviétique.
En janvier 2016, il accuse Lénine d'avoir fait « exploser la Russie » : « Il faut que les idées aboutissent à de bons résultats, et non pas comme cela a été le cas avec Vladimir Ilitch. ». Partisan d'un État fort, il lui reproche d'avoir imposé le fédéralisme ayant conduit plus de 80 ans après à la dislocation de l'ensemble.
D'après Alexander Morozov, rédacteur en chef du quotidien en ligne Russki Journal, le « schéma cognitif du soviétisme tardif est manifeste dans sa manière d'envisager l'Occident, de mépriser les organisations internationales, d'avoir une attitude méprisante à l'endroit des « petits peuples » voisins de la Russie ».
Le 21 février 2022, lors d'une allocution sur la reconnaissance des républiques populaires de Donetsk et de Lougansk dans le cadre de la Crise ukrainienne, Poutine affirme que « l'Ukraine a été entièrement construite et créée par Lénine », que « Le parti communiste a créé l’Ukraine […] et Khrouchtchev a donné la Crimée pour certaines raisons […] » et que « C'était une erreur d'accorder des droits de sortie de l'URSS aux républiques soviétiques ».

### Slavophilisme
Également inspiré par Ivan Iline, Vladimir Poutine se veut résolument slavophile après son retour à la présidence en 2012. Lors de son discours de victoire, il déclare : « La politique d'endiguement de la Russie, qui a continué au XVIIIe siècle, XIXe siècle et au XXe siècle, se poursuit aujourd'hui. On essaie toujours de nous repousser dans un coin parce que nous avons une position indépendante ». Alexandre Morozov souligne que depuis cette date sont apparues dans le langage de Vladimir Poutine les expressions de « civilisation russe » et de « code civilisationnel ». Alexandre Prokhanov, journaliste et écrivain russe d'extrême droite et anti-occidental, considère quant à lui, en 2014, que ses idées « commencent à avoir de l'effectivité » parmi les conseillers de Vladimir Poutine, et que ce dernier « restaure, en lui rendant sa forme impériale originelle, l'État sabordé par Boris Eltsine après la chute de l'URSS ».

### Conservatisme
Les journalistes Vincent Jauvert et Frédéric Pons sont en désaccord sur le fait que Vladimir Poutine aurait renforcé son positionnement conservateur après son retour à la présidence en 2012. Le 12 décembre 2013, Vladimir Poutine appelle, devant l'ensemble des représentants de la nation, à la « défense des valeurs traditionnelles », et qualifie sa position de « conservatrice ». Par ailleurs, il mobilise régulièrement la pensée d'Ivan Iline, dont il a fait rapatrier les restes. Dans cette perspective, l'État russe a implanté à New York et à Paris des « Instituts de la démocratie et de la coopération ». Après des premiers contacts noués par l'Église orthodoxe via les groupes anti-avortement en Europe, il tisse également des liens étroits avec des mouvements populistes de droite, dont le Front national en France, notamment, selon Le Nouvel Observateur, dans la perspective de « déstabiliser la scène politique européenne » et d'« affaiblir le lien transatlantique ».
Lors du sommet du G20 de 2019, Vladimir Poutine déclare que « le libéralisme est obsolète » et que les valeurs libérales entrent « en conflit avec l'intérêt de la majorité écrasante de la population », développant son propos en particulier sur le thème des migrants,.

### Eurasisme

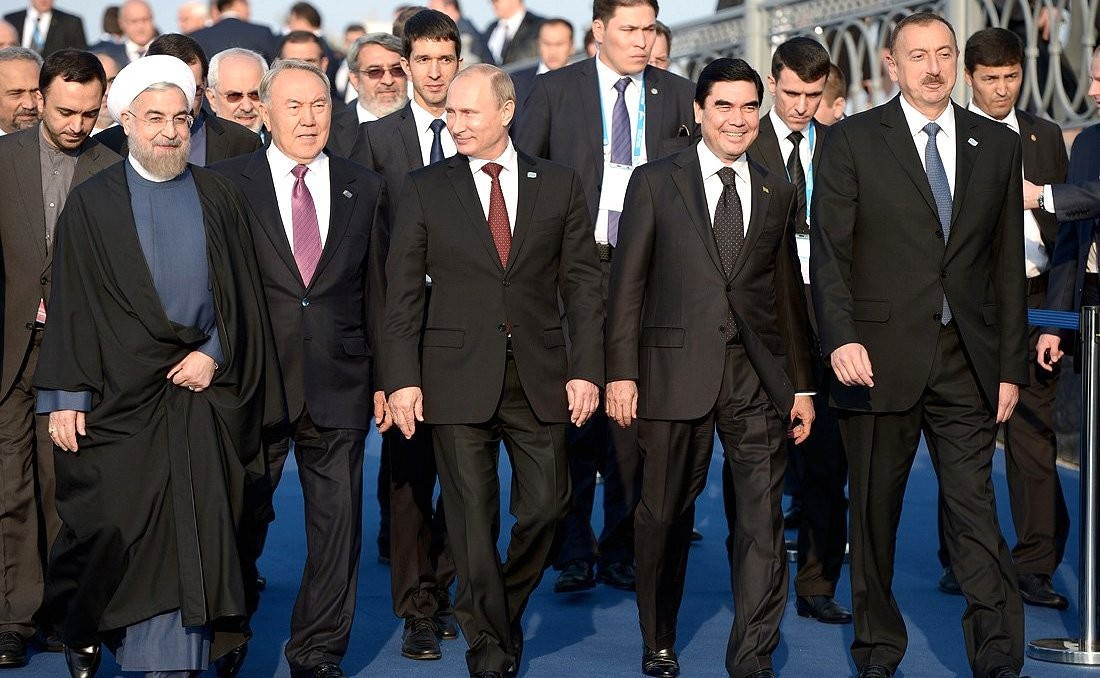
Sommet des 5 pays riverains de la mer Caspienne à Astrakhan, (Poutine est le 3e au centre du 1er rang) le 29 septembre 2014.

À la fin des années 1990, Vladimir Poutine fréquente un cercle d'études consacré à Lev Goumilev, l'un des derniers représentants historiques de l'eurasisme. S'il tente de se rapprocher de l'OTAN dans les années 2000, proposant notamment une grande alliance aux États-Unis au lendemain des attentats du 11 septembre 2001, l’intégration dans l'OTAN de pays de l'ancien bloc de l'Est le pousse à abandonner cette intention et explique notamment sa réaction face aux tentatives d'intégrer la Géorgie et l'Ukraine dans l'Otan. Lors de son discours du 12 décembre 2013, il cite Lev Goumilev en évoquant son concept de « passionarité » ou « énergie intérieure » du peuple russe, et qualifie le développement de la Sibérie et de l'Extrême-Orient russe de « priorité nationale pour tout le XXIe siècle ». Le projet d'« Union économique eurasiatique », qui naîtra en 2015, s'inscrit dans cette perspective. Il s'explique également par le désintérêt de l'Europe occidentale pour sa proposition d’une « Europe de Lisbonne à Vladivostok ». Pour Frédéric Pons, « ces immenses marchés offrent à la Russie des relais de croissance et une intéressante profondeur stratégique ». D'après Alexandre Terletzski, « le nouveau Tsar, comme on aime à l’appeler, se veut le grand défenseur d’un monde multipolaire encore rejeté par les États-Unis ».

### Climat
Vladimir Poutine a une position plutôt climato-sceptique. Il a par exemple affirmé concernant le réchauffement climatique : « Personne ne peut dire avec certitude à quoi il est dû ». Du fait de la grande dépendance de l'économie russe à l'exportation des énergies fossiles, le président russe a déclaré concernant l'objectif de sortie des énergies fossiles de l'Union européenne : « En défendant ce genre de propositions, il me semble que l'humanité peut retourner vivre dans des grottes parce qu'elle ne consommera plus rien ». Plus récemment il s'est montré plus inquiet concernant le climat en déclarant : « L’ampleur et la nature des catastrophes naturelles dans certaines régions sont absolument sans précédent » ainsi que « Tout cela montre encore une fois à quel point il est important de nous engager à l’avenir de manière profonde et systématique dans le programme climatique et environnemental ». La Russie fait partie des pays signataires de l’accord de Paris sur le climat, qui ont bien déposé un nouveau plan de réduction des émissions de gaz à effet de serre pour la COP26, organisée à Glasgow en novembre 2021, mais pas plus ambitieux que les précédents. Il estime que la transition énergétique est trop brutale.

## Popularité et influence

### En Russie

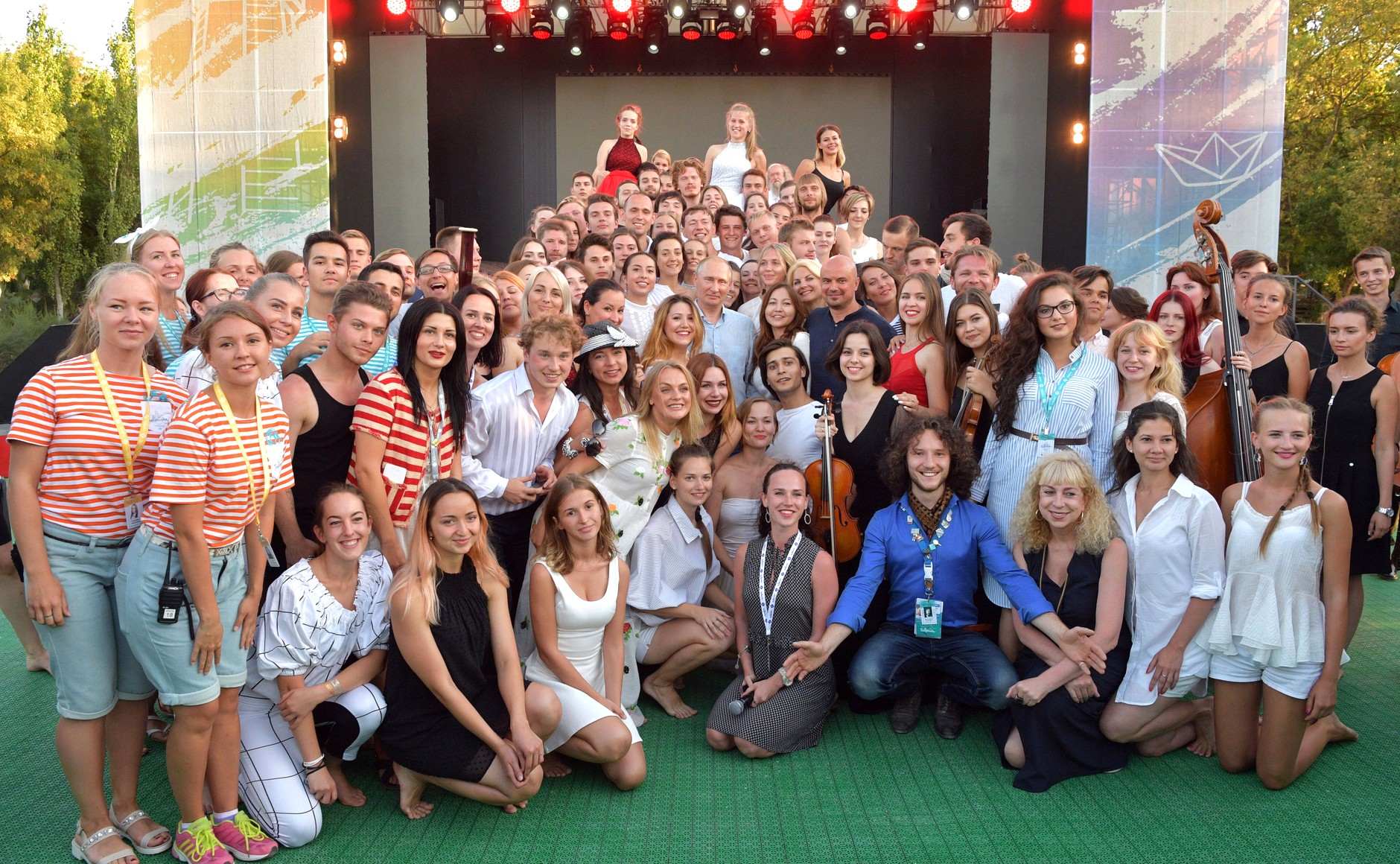
Vladimir Poutine en Crimée le 20 août 2017.

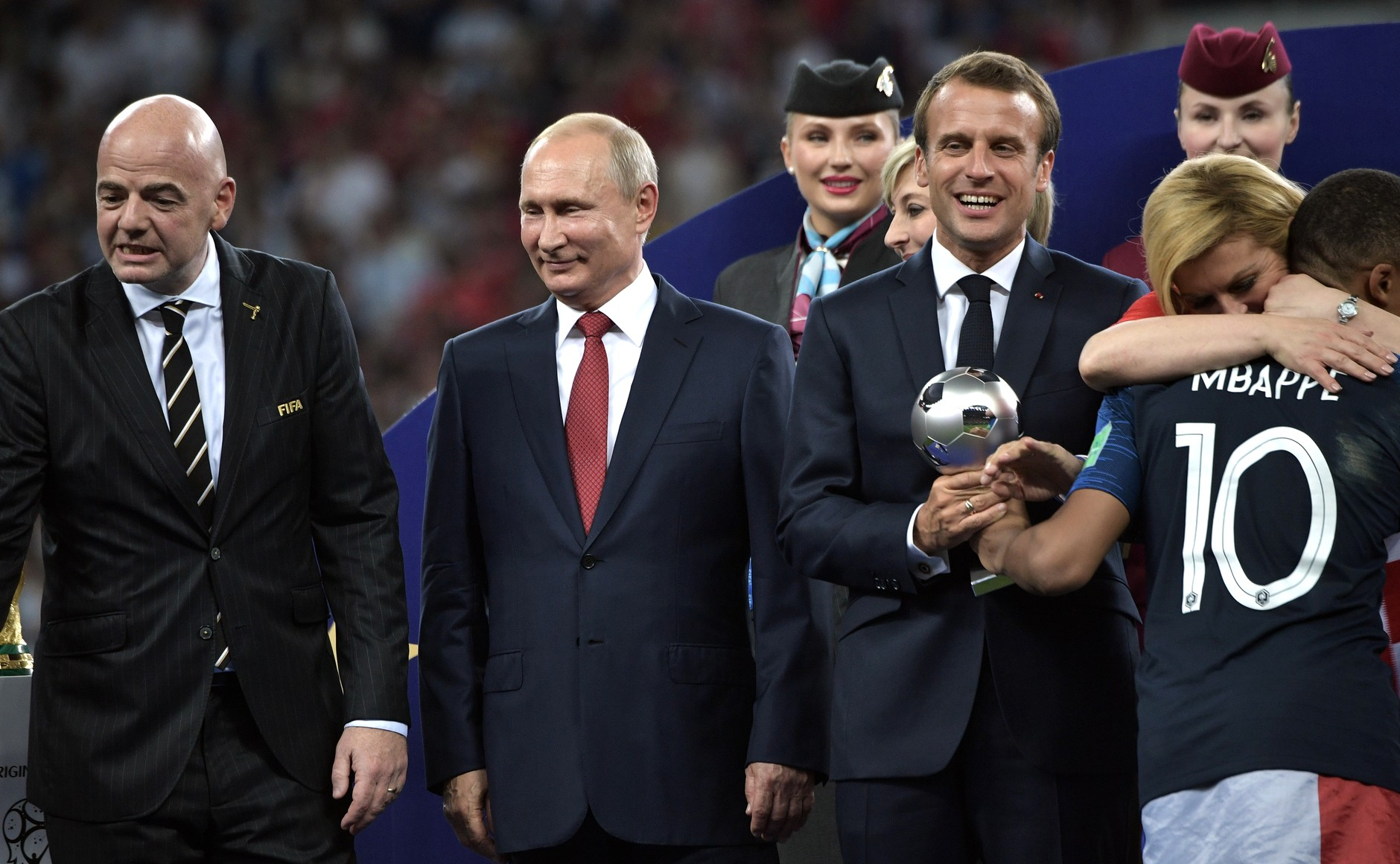
Les Présidents Vladimir Poutine, 2e à gauche, Emmanuel Macron, 3e à gauche, et Kolinda Grabar-Kitarović (enlaçant Kylian Mbappé de dos) à Moscou lors de la Finale de la Coupe du monde de football 2018.

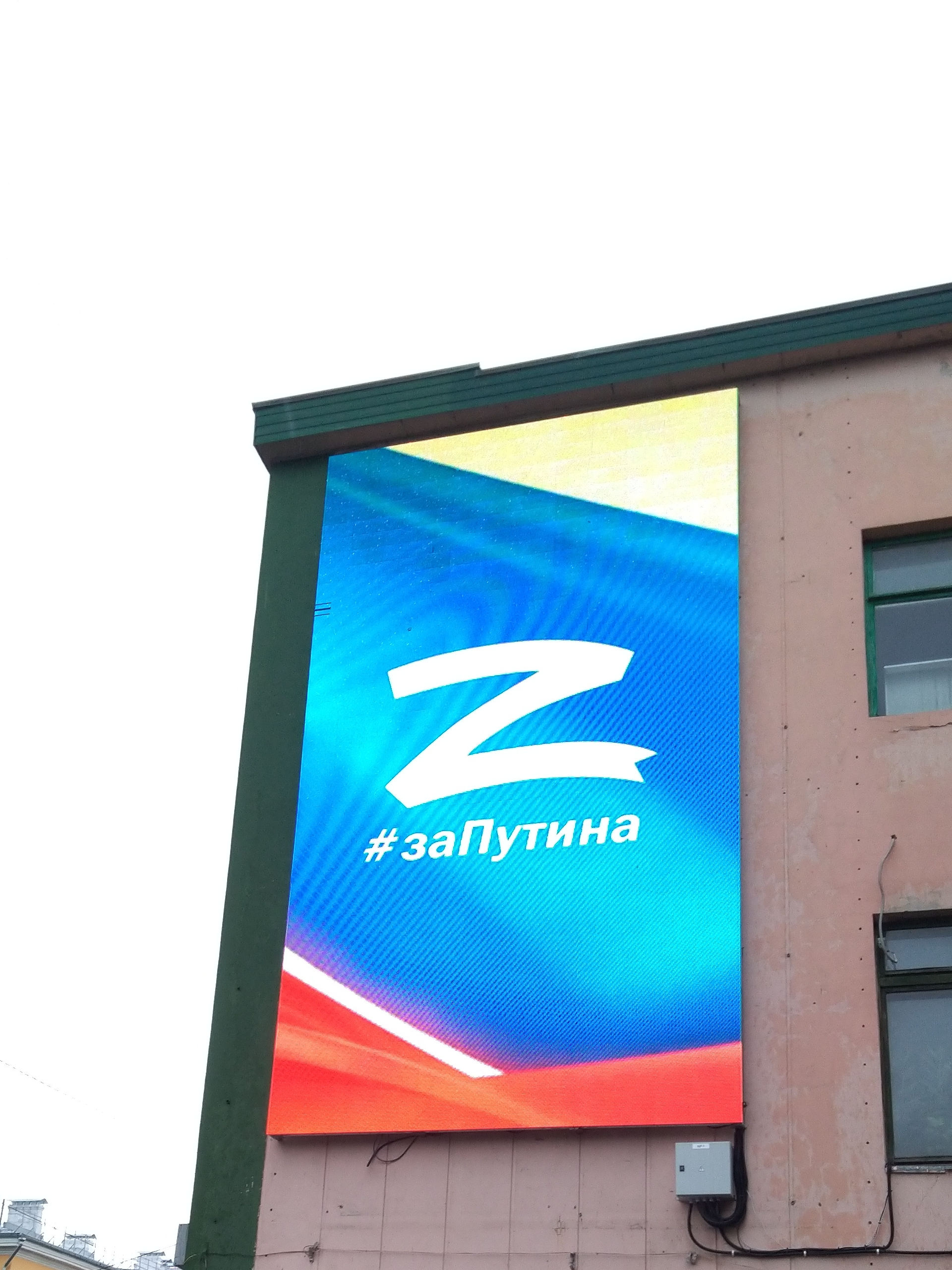
Panneau supportant Poutine avec le symbole Z : #заПутина (#pourPoutine). 24 septembre 2022.

Sa cote de popularité atteint près de 60 % en 2008, au plus fort de la guerre avec la Géorgie. En août 2011, elle tombe à 39 %, mais il reste l'homme politique le plus populaire du pays, selon une enquête du Centre analytique Levada, qui souligne que « les gens ont tendance à tenir Medvedev responsable des problèmes du pays [alors que] Poutine est plutôt considéré comme le leader national qui résout les crises ».
L'annexion de la Crimée augmente nettement sa cote de confiance, qui atteint 87 % en août 2014 d'après Levada,. En mars 2016, selon un sondage publié au Washington Post, 83 % des Russes approuvent son action. RTL explique cette popularité par le « patriotisme qui anime la Nation russe ». D’après l’analyse faite par RTL, il représente le retour de la puissante Russie, imposante, forte et impitoyable. Il est comme « un second père pour eux ». Il représente le changement et le progrès pour eux. C’est pour cette raison que les jeunes l’admirent autant. Ils le considèrent comme le flambeau qui représente la Russie aux yeux du monde entier et qu’ils peuvent brandir. Comme lui-même le dit dans sa campagne électorale de 2018, « strong president [means] strong Russia ». D’une certaine manière, c’est donc l’imagerie que Poutine renvoie en Russie qui lui permet de faire croître sa popularité. Par son image d’homme fort et sportif, il forge ce personnage charismatique et imposant. Pour se faire connaître et aimer de tous, il mit, entre autres, des portraits et des peintures de lui dans les établissements scolaires. De cette manière, il est arrivé à se faire aimer particulièrement des jeunes. Quant aux personnes qui ne l’admirent pas, il a utilisé le moyen de la crainte pour les tenir en respect. L’imagerie, ainsi que l’histoire de Poutine a aussi tendance à installer la crainte vis-à-vis de l'ancien responsable du KGB. C’est notamment le cas parce que certains citoyens anti-Kremlin ou anti-Poutine ont été assassinés, qu’il s’agisse de crimes organisés par les services d’intelligence russes comme le pense Sergey Markov ou par Poutine lui-même selon certains opposants. De plus, beaucoup de médias font objet de censure, en particulier les médias sociaux qui servent de moyen de diffusion pour l’opposition. En Russie, « les médias demeurent fortement surveillés par l’État par divers moyens » selon l’universitaire Tina Burrett.
Au début de la carrière politique de Poutine, en particulier après son élection à la présidence de la Russie en 2000, Poutine est admiré par une grande partie de la population. Selon un sondage Pew de 2012 relayé par Foreign Policy, 72 % des Russes soutiennent Poutine et sa politique. En 2017, sa cote de popularité en Russie se situe autour de 85 %. Mais en 2018, sa popularité chute de vingt points, principalement en raison de la réforme contestée des retraites et de la baisse du pouvoir d’achat. Après près de 19 années au commandement de la Russie, la popularité de Poutine commence à baisser. Après des années au pouvoir, malgré les contestations et les théories du complot présentées par l’opposition, Vladimir Poutine avait jusqu’à présent réussi à se maintenir dans une bonne position par rapport à l’avis des Russes. En 2019, il entreprend des réformes pour reporter l’âge de la retraite qui ne seront pas appréciés des citoyens. Le Centre analytique Levada annonce que 40 % de citoyens russes sont insatisfaits de Poutine. Il est donc passé de 80 % d’approbation en février 2010 à 64 % en février 2019.

### Dans le reste du monde
En mars 2015, d'après une étude du Pew Research Center, les pays étrangers qui plébiscitent le plus Vladimir Poutine sont le Viêt Nam (70 %) et la Chine (54 %),. En octobre 2015, à la suite de l'intervention russe en Syrie, la popularité de Vladimir Poutine augmente fortement en Irak,. D'une manière ou d’une autre, Poutine a réussi à se faire respecter en Russie. Néanmoins, pour consolider son image, il a besoin de se présenter dans le monde entier. Poutine a toujours tenu à préserver son image d'homme fort et indépendant, en un seul mot un homme capable. Pour préserver cette image qui est sa marque de fabrique, il doit donc prendre en main certaines situations. L'image de Vladimir Poutine est mitigée dans le monde. En se positionnant fermement dans un conflit ou aidant certains pays, la Russie a réussi à former des alliances et Poutine à accroître sa popularité. Grâce à l'intervention de la Russie en Syrie en 2015, les pays du Moyen-Orient et/ou les pays communistes ont vu la Russie comme une alliée. Mohammed Karim Nihaya, un peintre irakien, affirme que « les Russes obtiennent des résultats » contrairement aux « États-Unis et leurs alliés [qui] eux bombardent depuis un an sans parvenir à quoi que ce soit ». Cette situation, par exemple, est l'un des phénomènes qui contribuent à la perception de Vladimir Poutine comme un homme d'action. La popularité de Poutine continue de s'accroître dans ces pays tandis qu'elle reste mitigée dans les pays européens et d'Amérique du Nord. Nina Bachkatov dira donc à ce sujet que Poutine est « l’homme que l’Occident aime haïr »
Les Allemands sont seulement 12 % à faire plus confiance à Vladimir Poutine qu'à Angela Merkel, mais ils sont 23 % dans les Länder qui composent l'ex-RDA[Quand ?]. En France, un sondage BVA réalisé en 2014 indique que 84 % des Français ont une mauvaise opinion de Vladimir Poutine et que 14 % en ont une bonne. Selon l'Ifop, Vladimir Poutine recueille parmi les Français 20 % d'opinions positives et 80 % d'opinions négatives en 2013 et 27 % d'opinions positives et 73 % d'opinions négatives en 2018. C'est parmi certains sympathisants de l'extrême gauche, de la droite et de l'extrême droite qu'il recueille le plus d'opinions favorables,. En 2017, l’Ifop indique que 53 % des Français sondés préfèrent Vladimir Poutine, contre 25 % qui préfèrent Donald Trump.
Selon un sondage Gallup, sa cote de popularité auprès des électeurs républicains américains a triplé entre 2015 et 2017.
Vladimir Poutine a su dès ses débuts cultiver cette image forte. Il a basé sa carrière politique sur son image en se servant du culte de la personnalité. Que ce soit les simples apparitions dans les magazines où s'il n’est pas présenté comme un président puissant, il s'est mis en scène comme un sportif invétéré. Du judo au karaté, en passant par le ski, il s’assure toujours d'avoir une image héroïque en public. En plus de son image sévère, les différentes couvertures de magazines le mettant en valeur ont permis de renforcer son image outre-mer.
Il est la personnalité de l'année 2007 pour Time Magazine. Selon la liste des personnalités les plus puissantes du monde par Forbes, Vladimir Poutine est l'homme le plus puissant du monde des années 2013, 2014, 2015 et 2016. Il est aussi la seule personnalité à être continuellement dans le top 5 annuel depuis la création de ce classement en 2009.

## Critiques et controverses

### Gouvernance et dérive autoritaire
Outre les accusations de fraudes électorales lors des élections de 2000, de 2008, de 2011,, de 2012, de 2016 et de 2018, certains analystes considèrent qu'il existe une dérive autoritaire du pouvoir de Vladimir Poutine. En octobre 2006, Marie Mendras, chercheuse au CERI et enseignante à l'Institut d'études politiques de Paris, juge qu'en Russie, « il n'y a plus ni Parlement ni Cour constitutionnelle dignes de ce nom, le gouvernement est court-circuité par l'administration présidentielle, les juges sont soumis au pouvoir politique dès qu'une affaire devient délicate. Partout règnent la violence et l'impunité […]. C’est le règne des décisions opaques, de l’arbitraire et des méthodes expéditives ».
Cependant, plusieurs acteurs publics et experts ont une opinion plus favorable. L'ancien chancelier allemand Gerhard Schröder, actuellement président du Conseil de surveillance du consortium gazier germano-russe North-European Gas Pipeline Co (détenu à 51 % par Gazprom), met en garde, le 18 janvier 2007, contre « les erreurs typiques commises dans l'appréciation de la Russie et de son président en Occident ». Selon lui, « le président russe a réussi à élever substantiellement le niveau de vie dans le pays et à rétablir l’État », et il aurait « le mérite historique d'avoir engagé la Russie sur la voie de la stabilité et de la fiabilité en tant que partenaire ». Reconnaissant que, dans de nombreux domaines, la Russie « n'est qu'au début d'un chemin long et difficile », Gerhard Schröder a invité les adversaires de la Russie à ne pas rechercher des défauts dans ses actions et des insuffisances du point de vue de la démocratie occidentale, mais à soutenir ses efforts déployés dans sa progression vers la démocratie. « Certes, la Russie a des insuffisances, mais nul ne les connaît mieux que les dirigeants russes et nul ne pourra les surmonter mieux qu'eux », a souligné l'ex-chancelier. Interrogée par le Huffington Post, la journaliste et historienne Galia Ackerman affirme qu’« Il a participé à la stabilisation du pays, c'est tout à fait vrai ». Concédant que « le niveau de vie a fortement augmenté », elle souligne cependant qu’il « en a profité pour améliorer davantage le niveau de vie des fonctionnaires et dans les secteurs proches de l'État comme la sécurité ou la justice ».
Vladimir Poutine est nommé personnalité de l'année selon le Time en 2007, chose controversée du fait de l'assassinat en 2006 à Londres d'Alexandre Litvinenko, que plusieurs journalistes et enquêteurs britanniques imputent au pouvoir russe. Le titre de l'édition en ligne du Time Magazine tente de synthétiser l'essence de la politique intérieure du président russe : « Choisir l'ordre avant la liberté ». L'arrestation, le procès et l'emprisonnement des membres du groupe féministe militant Pussy Riot est donné en exemple.
Pour le journal Vedomosti, « le niveau croissant de la criminalité et du nombre de verdicts bizarres et étrangement cléments ne font que renforcer le sentiment d'injustice au sein de la société russe ». Cependant, le taux d'homicides volontaires a diminué sous la présidence de Vladimir Poutine,. Sous Boris Eltsine, environ 19 personnes sur 100 000 habitants décèdent de mort violente, contre 10,2 pour 100 000 en 2010. Les associations de défense des droits de l'homme, dont, en Russie, Memorial, fondée par Andreï Sakharov, de même qu'une minorité d'opposants, estiment que l'État de droit est menacé dans le pays et dénoncent l'autocensure des médias. Plusieurs titres de presse indépendants, ainsi que la chaine de télévision NTV, rachetés par Gazprom et par d'autres structures contrôlées par l'État, semblent avoir réduit leur regard critique[réf. nécessaire].

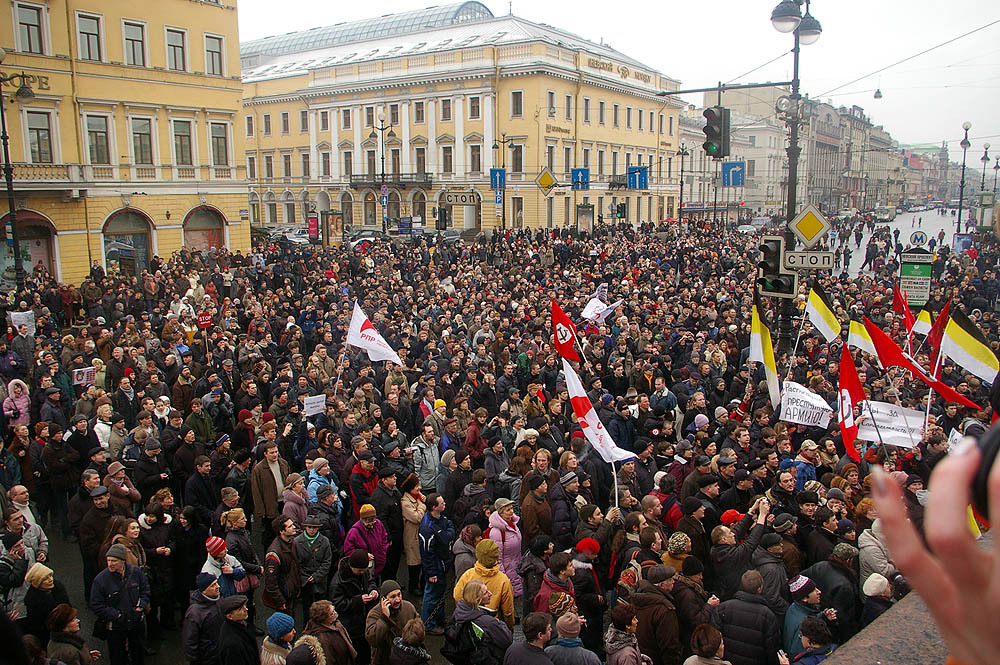
La « Marche du désaccord » à Saint-Pétersbourg le 3 mars 2007.

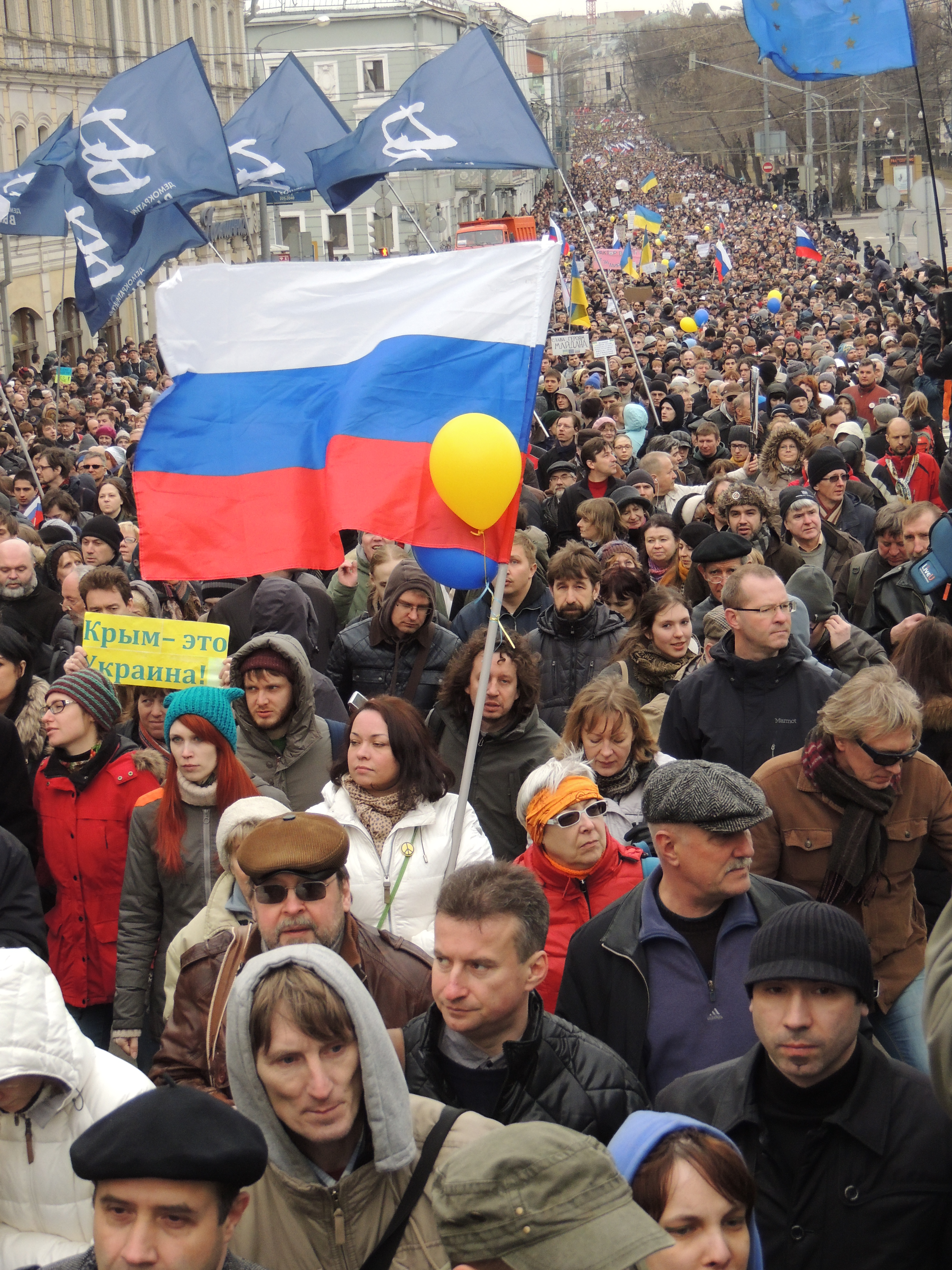
Manifestation contre l'intervention russe en Crimée à Moscou, le 15 mars 2014.

À partir de 2005, une partie de l'opposition se regroupe à plusieurs reprises pour organiser des manifestations, telles que La Marche du désaccord, Stratégie-31, Poutine doit partir, auxquelles cependant les partis les plus importants de l'opposition à la Douma (Parti communiste, Rodina, LDPR), ne participent pas. Ce mouvement regroupe des courants politiques hétéroclites, dont des libéraux, L'Autre Russie ou jusque 2006 le Parti national-bolchévique. Parmi ses chefs de file, on retrouve le champion d'échecs Garry Kasparov, le dissident Édouard Limonov, l'ancien Premier-ministre Mikhaïl Kassianov, l'avocat Alexeï Navalny, le militant Sergueï Oudaltsov ou l'homme d'État Boris Nemtsov. Ces manifestations sont souvent interdites pour diverses raisons par les autorités, les militants sont arrêtés, emprisonnés ou subissent des pressions,. La candidature de ces opposants est fréquemment rejetée pour des motifs divers. Certains militants anti-Poutine notables ont été assassinés, comme Iouri Tchervotchkine ou Boris Nemtsov, d'autres ont subi des tentatives d'assassinat, comme Vladimir Vladimirovitch Kara-Murza,,,.
Alors que la chute de l'URSS permet l'avènement de la liberté de la presse, les présidences de Vladimir Poutine auraient réintégré certaines formes de censure — à l'image des œuvres de l'artiste Konstantin Altounine, qui expose en 2013 une peinture représentant Poutine en sous-vêtements féminins, ce qui provoque la fermeture du musée et la fuite d'Altounine — et la propagande. Les chaînes officielles diffusent ainsi un discours antiaméricain prononcé, en discréditant, selon Pierre Avril du Figaro, avec l'aide de vidéos fournies par les services secrets, les adversaires du pouvoir, alors que le Kremlin, selon le même journaliste, paie des internautes afin de poster à la chaîne des commentaires dithyrambiques pro-Poutine et des attaques contre les membres de l'opposition. De nombreux journalistes critiques du régime et de son président ont été assassinés, sans que leurs assassinats soient clairement élucidés, tels que ceux de Paul Klebnikov, Anna Politkovskaïa, Stanislav Markelov ou Natalia Estemirova. Enfin, plusieurs médias indépendants créés dans les années 1990, tels que ceux de Vladimir Goussinski et Boris Berezovsky, sont sanctionnés, jusqu'à devoir être cédés au pouvoir ou fermer, tendance qui perdure.

### Invasion de l'Ukraine et crimes de guerre

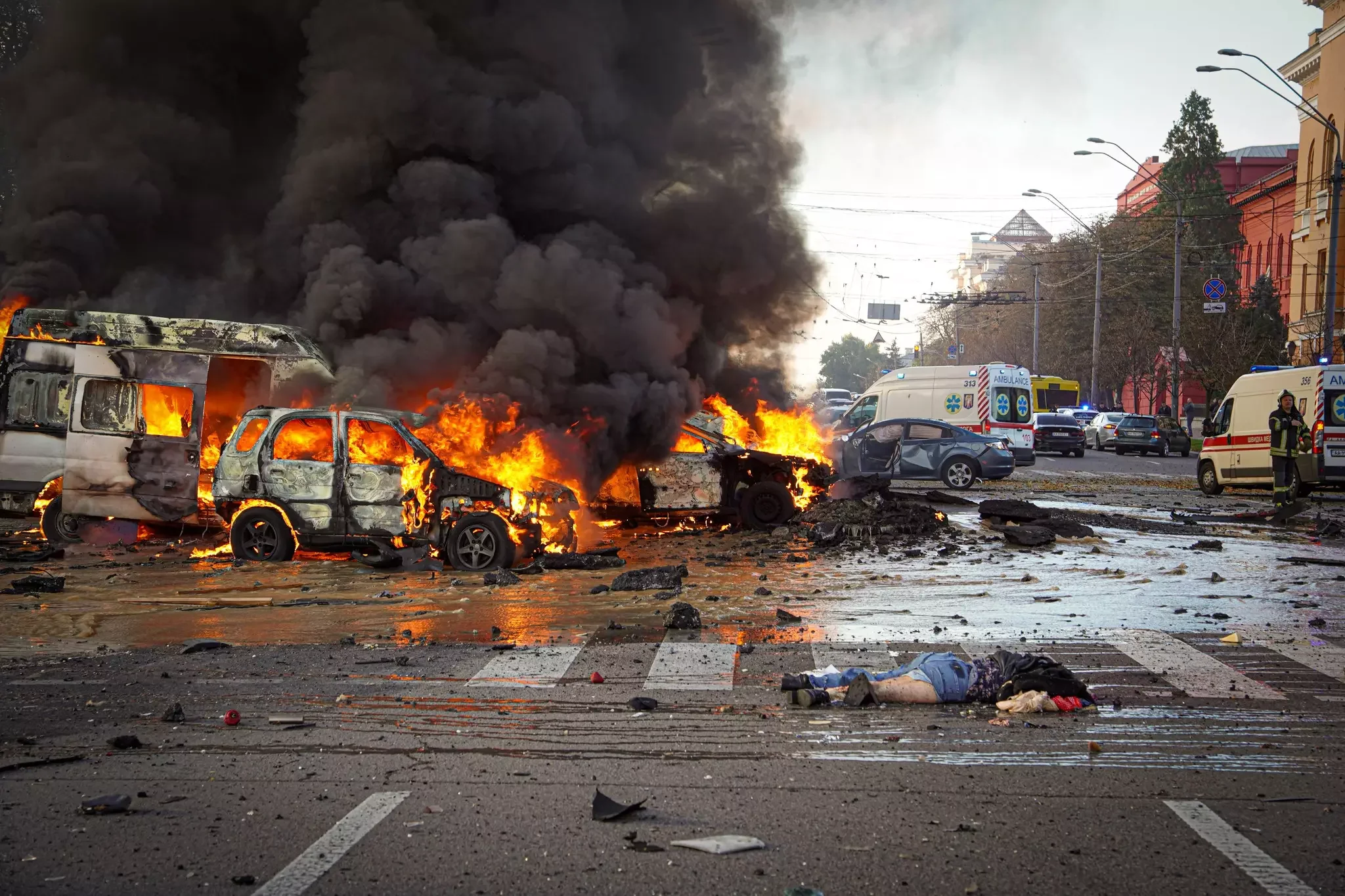
Une rue de Kyïv après un bombardement russe le 10 octobre 2022.

Au mois de février 2022, lors de l'invasion de l'Ukraine, il est qualifié par différents dirigeants, tels que Boris Johnson, Joe Biden et Jean-Yves Le Drian, de « dictateur », voire de « boucher ».
L'armée russe est accusée de commettre des crimes de guerre en Ukraine, tels que des bombardements d’infrastructures civiles (écoles, hôpitaux, épiceries, centres commerciaux, appartements, maisons) causant la mort de civils de tous les âges,,.

## Mandat d'arrêt international de la CPI

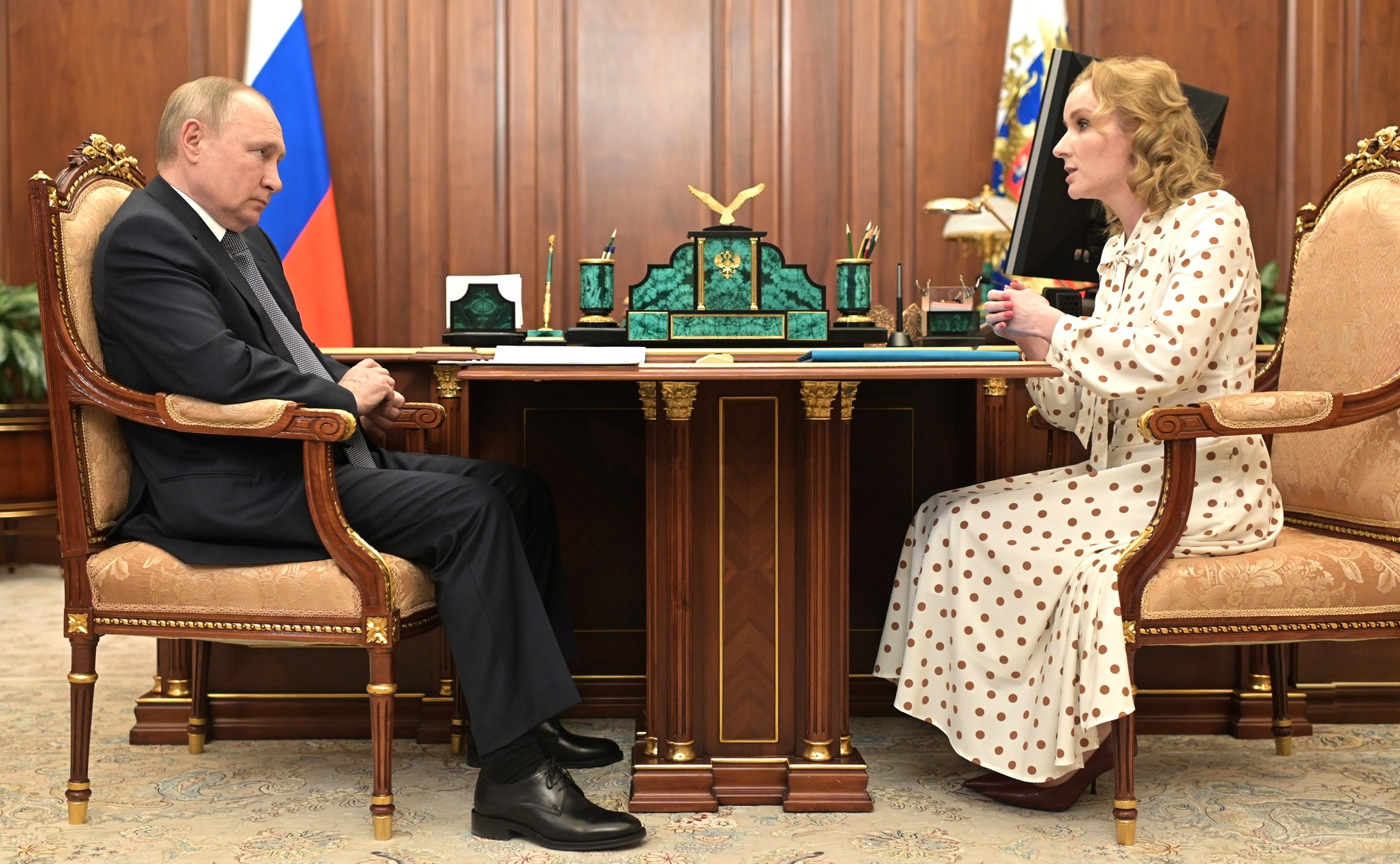
Vladimir Poutine en réunion avec Maria Lvova-Belova le 9 mars 2022.

Le 17 mars 2023, la Cour pénale internationale (CPI) (qui compte 123 états membres et siège à La Haye aux Pays-Bas) émet un mandat d'arrêt international contre Vladimir Poutine et Maria Lvova-Belova, commissaire aux droits de l'enfant auprès du président russe, pour leur participation et leur responsabilité à des crimes de guerre perpétrés en Ukraine depuis l'invasion russe. Ces crimes de guerres concernent en l’occurrence l'enlèvement, la déportation, le transfert et l'adoption forcés d'enfants ukrainiens. Le mandat d'arrêt est émis après plus d'une année d'enquête de la chambre. La CPI avait initialement décidé que les mandats ne seraient pas rendus publics. Cependant, afin de protéger les victimes et les témoins, ainsi que l'enquête, elle décide finalement de les publier parce que les crimes sont toujours en cours et que « la sensibilisation du public aux mandats peut contribuer à prévenir la commission de nouveaux crimes ». La CPI précise que l'application des mandats d'arrêt dépendra de la coopération internationale,.

## Fortune

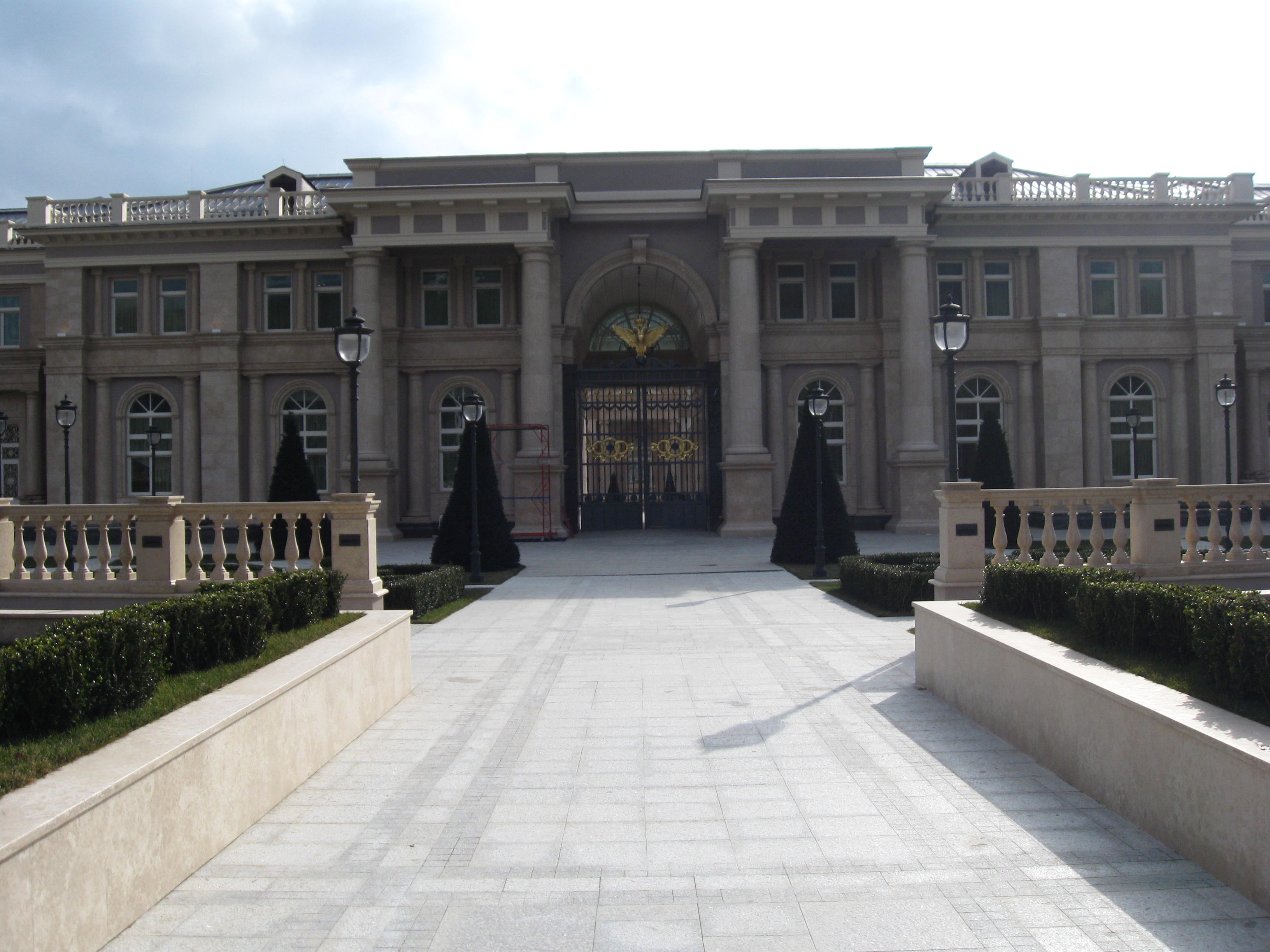
Entrée principale du palais appartenant officiellement à Alexandre Ponomarenko, puis à Arkadi Rotenberg, mais dont le véritable propriétaire serait plutôt, selon Alexeï Navalny, Vladimir Poutine.

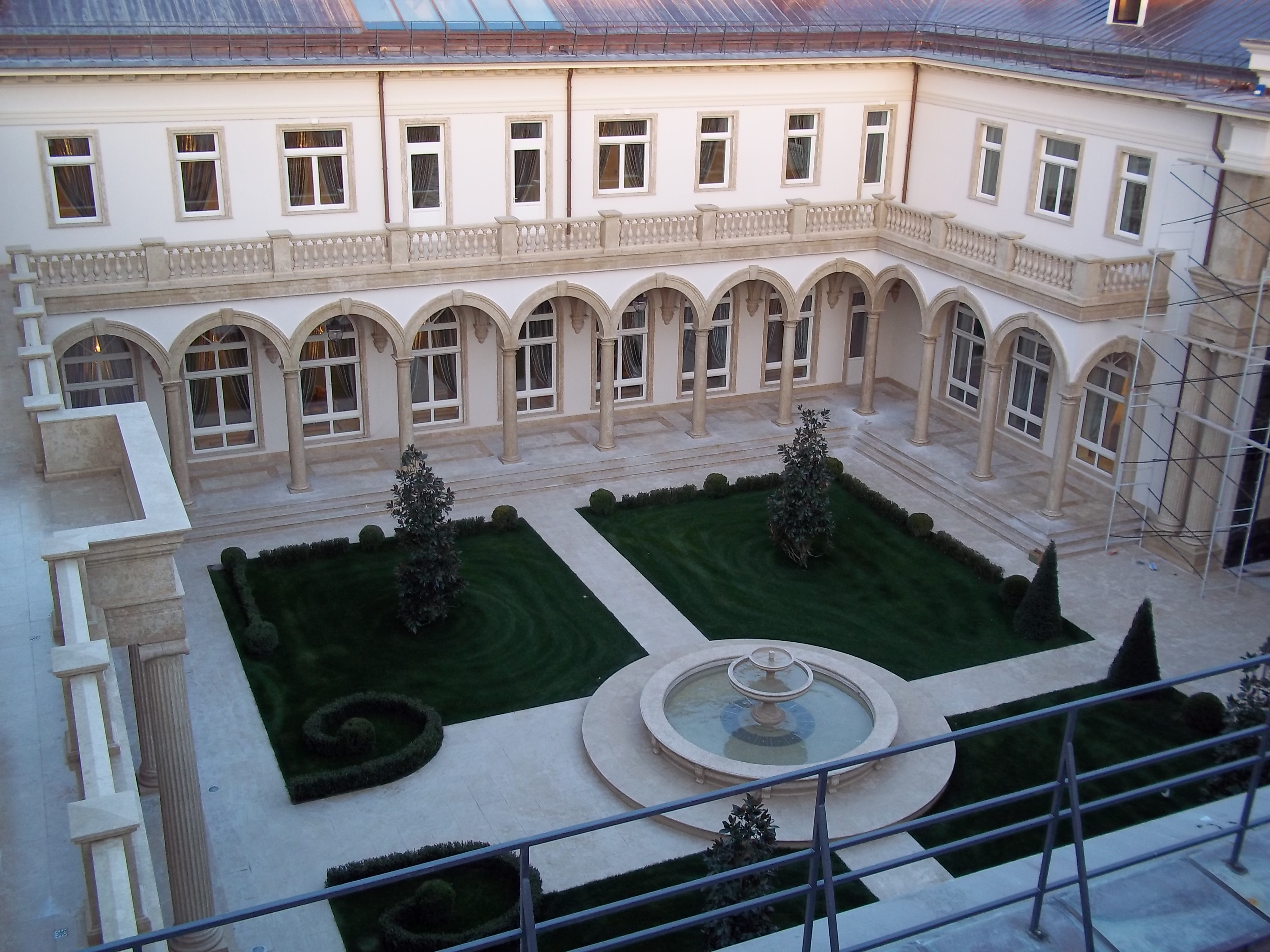
Cour intérieure du palais.

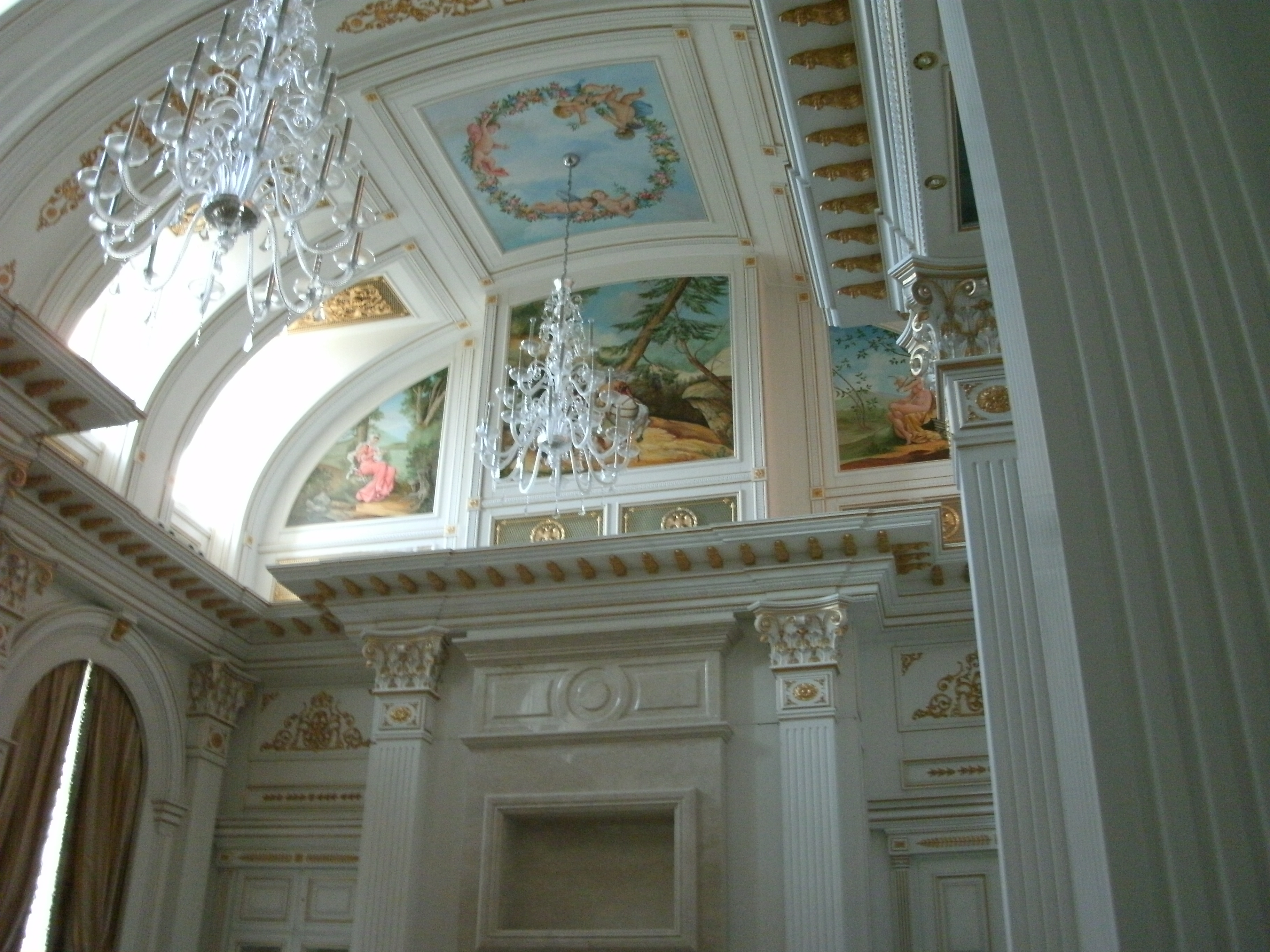
Grand hall à l'intérieur du palais.

Différentes estimations (pour les plus élevées de 40 milliards de dollars à 200 milliards de dollars), ont circulé au fil des années sur la fortune de Poutine. Pour le Washington Post en 2015, « il n’y a même pas l’ombre d’un indice pour étayer ces estimations de la fortune de Poutine », et le journal relève que des biens dont la possession lui a été attribuée (flotte d'avions, domaines) peuvent avoir été mis à sa disposition. Pour le journal, le montant de ces estimations n'a finalement aucune importance car Poutine « a plus de pouvoir que l'argent ne peut en acheter ».
Plusieurs allégations ou accusations sont portées à l'encontre de Vladimir Poutine concernant une immense fortune personnelle clandestine qui aurait été amassée par le biais de proches ou d'anciens camarades ; toutefois, « il y a peu de preuves solides, sinon aucune, pour soutenir ces rumeurs et spéculations » affirme le journaliste Peter Baker, du New York Times - ce qui ne permet pas d'évaluer précisément sa fortune. L'affaire des « Panama Papers » a tout de même permis de déterminer que l'entourage proche de Poutine a pu amasser plusieurs centaines de millions d'euros puisés dans l'argent public.

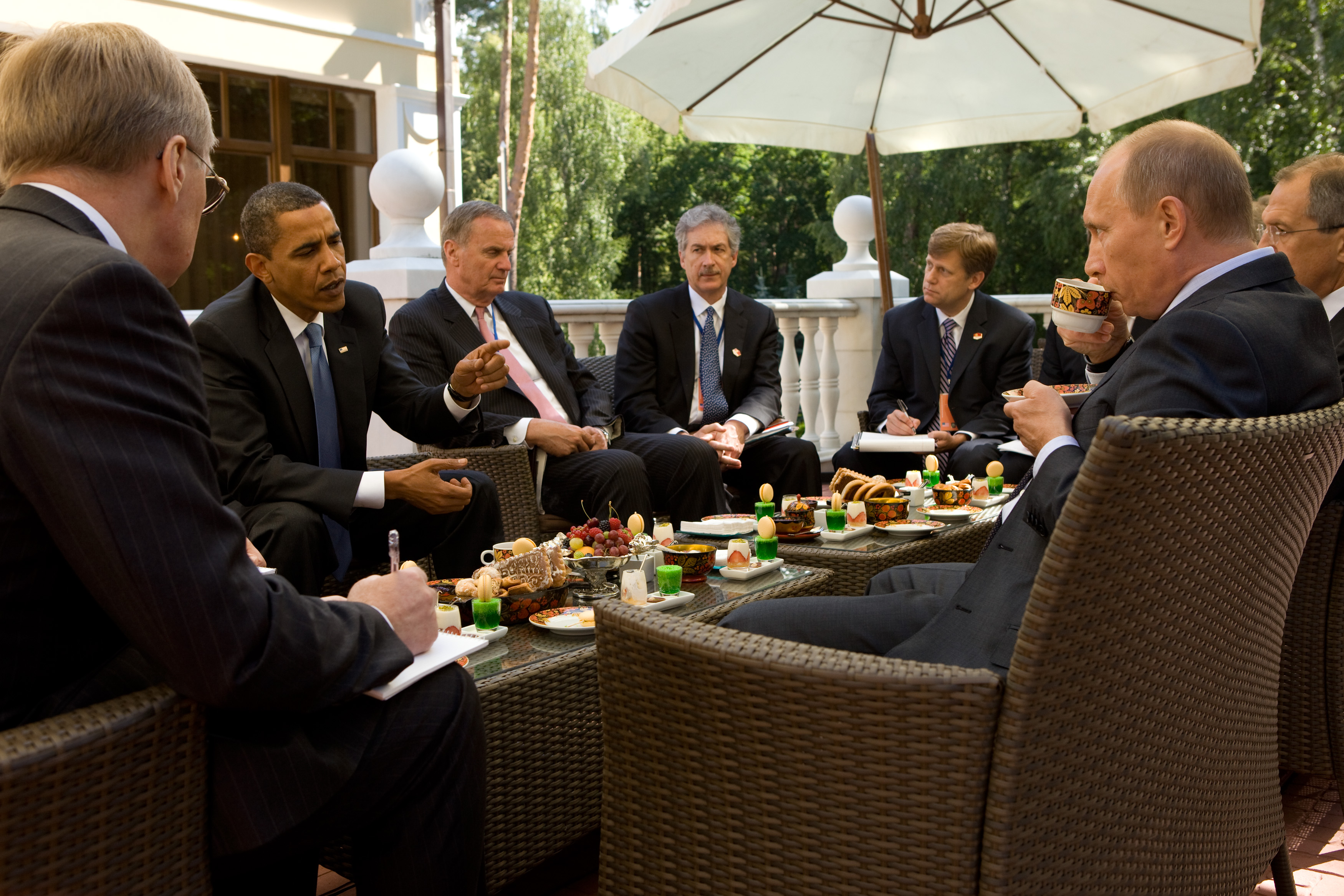
Le Président Obama et ses conseillers dans la datcha de Poutine en 2009.

Sergueï Kolesnikov est un homme d'affaires qui est chargé par Poutine, alors adjoint du maire de Saint-Pétersbourg, de codiriger une société de matériel médical Petromed. Kolesnikov soutient que Poutine, une fois arrivé au Kremlin, aurait proposé de gros contrats à Petromed, à condition de verser en retour 35 % des recettes à Lirus, une société basée au Luxembourg. Quelque 500 millions de dollars auraient ainsi atterri sur les comptes de Lirus et auraient permis à Poutine de faire construire un complexe immobilier, dit « palais de Poutine », de 12 000 m2 sur les bords de la mer Noire. Aujourd'hui cette résidence appartiendrait officiellement à un proche de Poutine, l'homme d'affaires Alexandre Ponomarenko. L'opposant Alexeï Navalny sort une enquête au sujet de cette fastueuse demeure en janvier 2021, disant que cette vente à Ponomarenko serait fictive et que le palais appartiendrait bel et bien à Poutine. Navalny prête notamment au président Poutine un goût « pathologique » pour le luxe. Après la diffusion de l’enquête, le milliardaire et homme d'affaires Arkadi Rotenberg, également un proche de Poutine, revendique être le propriétaire actuel.
Le politologue russe Stanislav Belkovski affirme en 2007 que Poutine est l'homme le plus riche d'Europe et qu'il possède 40 milliards de dollars en actions de compagnies de gaz (4,5 % de Gazprom) et de pétrole (50 % de Gunvor).
Boris Nemtsov, ancien ministre de Boris Eltsine, affirme dans un rapport de 2012 que Poutine détiendrait des palais, des villas, des dizaines d'avions et d'hélicoptères d'une valeur totale d'un milliard de dollars ainsi que des yachts, des centaines d'automobiles et une collection de montres. Le porte-parole de Poutine a déclaré que tout est propriété de l’État et que Poutine en a seulement l'usage. Boris Nemtsov ajoute que 200 milliards de dollars d'actifs de compagnies du secteur gazier auraient été détournés vers des holdings détenues par des hommes de paille au service de Poutine tels Youri Kovaltchuk, les frères Arkadi et Boris Rotenberg ou Guennadi Timchenko.
En 2012, Vladimir Poutine possède officiellement un appartement de 75 mètres carrés, un studio à Moscou, deux voitures Volga et une somme de 135 000 euros. Il déclare alors 100 000 euros de revenus. En mars 2014, dans le cadre de sanctions financières prises contre des personnalités russes en représailles au référendum de 2014 en Crimée qui entraine le rattachement de celle-ci à la Russie, un communiqué du gouvernement américain affirme que « Poutine a des investissements dans Gunvor et pourrait avoir accès à des fonds de Gunvor »,.
En 2016, dans le dossier Panama Papers, Sergueï Roldouguine, un proche du président Vladimir Poutine, est directement cité. En réaction à ces révélations, le porte-parole du Kremlin, Dmitri Peskov, considère qu'« il s'agit de déstabiliser le pays. […] Je sais qu'il y a d'autres noms — incriminés dans l'enquête — mais il est clair que la cible principale de ces attaques est notre pays et son président […] Il n'y a rien de concret ou de nouveau sur Poutine, il n'y a pas de détails, et tout le reste se fonde sur des spéculations ».
Le 14 avril 2016, Vladimir Poutine admet publiquement que les informations des Panama Papers concernant ses proches sont vraies mais ajoute qu'elles ne contiennent rien d'illégal. Il accuse les États-Unis d'être à l'origine de ces provocations et défend Roldouguine en expliquant que ce dernier a « dépensé tout l'argent qu'il a gagné pour acheter des instruments de musique » et s'est « endetté auprès des fonds par lesquels il les a achetés ». Le lendemain, il rend publique sa déclaration de revenus selon laquelle il a gagné 8,9 millions de roubles, soit 118 200 euros, en 2015. Il possèderait un appartement de 77 mètres carrés, un garage, trois voitures datant de l'époque soviétique et une caravane.
Lors d'une déclaration faite le 27 juillet 2017 devant le Comité judiciaire du Sénat des États-Unis, Bill Browder, cofondateur de Hermitage Capital Management, affirme que Vladimir Poutine serait à la tête d'une fortune personnelle de 200 milliards de dollars qu'il aurait obtenue en forçant les oligarques russes à lui céder une partie de leurs avoirs. Cette somme, qui représente 10 % du PIB de la Russie, se trouverait en Suisse, où elle constituerait 10 % du montant total des dépôts bancaires étrangers.
Dans son documentaire de près de deux heures publié sur YouTube au lendemain de son arrestation, Alexeï Navalny expose en détail ce que la journaliste Veronika Dorman décrit comme un véritable système mafieux qui aurait permis à Vladimir Poutine de devenir non seulement milliardaire, mais aussi l'homme le plus riche du monde. Ce système l'aurait également permis d'enrichir ses proches en prélevant de l'argent sur les grands groupes industriels du pays, dont beaucoup sont aux mains de ses amis.

## Distinctions
Vladimir Poutine est récipiendaire de nombreuses décorations et ordres étrangers :
- Ordre du roi Abdul-Aziz ( Arabie saoudite)[276]
- Ordre de l'Amitié ( Chine)[277]
- Ordre de Zayed ( Émirats arabes unis)[278]
- Médaille d'or du Sénat et du Congrès ( Espagne)[279]
- Grand-croix de la Légion d'honneur ( France)[280]
- Grand-croix de l'Ordre de national du Mérite ( Guinée)[281].
- Ordre de l'Aigle ( Kazakhstan)[221]
- Ordre du Libérateur ( Venezuela)[282]
- Ordre de Ho Chi Minh (en) (en) ( Vietnam)[283]

### Autres distinctions
- Docteur honoris causa de plusieurs universités russes et étrangères, parmi lesquelles l'université indienne Nehru, l'université d'État turkmène[221], l'université d'Athènes[221], l'université de Belgrade[284].
- Personnalité de l'année en 2007 selon le Time Magazine (ce titre, qui distingue la personnalité ayant le plus influencé l'actualité, en bien ou en mal, n'est pas considéré comme honorifique).
- Personnalité de l'année 2007 par le magazine russe Expert.
- Personnalité la plus puissante du monde en 2013, en 2014, en 2015 et en 2016, selon le magazine Forbes.
- Lauréat du prix national russe « Pierre Le Grand »[285].
- Lauréat du prix Confucius de la paix 2011[286].
- Citoyen d'honneur de plusieurs villes de Serbie, dont Sombor, Požarevac et Apatin[221]. Également décoré en mars 2013 de l'ordre de la république de Serbie par son président Tomislav Nikolić[réf. souhaitée].

### Titres sportifs
- Judo, grade : ceinture noire 8e dan au 10 octobre 2012 (attribué par la fédération de judo pour son rôle de « parfait ambassadeur ») ; il est également président honoraire de la Fédération internationale de judo[287],[288]. Il est suspendu en février 2022 à la suite de l'invasion de l'Ukraine[289],[290].